# Dinosauria
Dinosauriens · Dinosaures
Cet article possède des paronymes, voir Dinosaur et Dinosaurus.
« Dinosaure » redirige ici. Pour les autres significations, voir Dinosaure (homonymie).
Pour les articles homonymes, voir Dinosauria (homonymie).
Super-ordre ou Clade
Ordres de rang inférieur
- † Ornithischia
  - † Heterodontosauridae
  - † Cerapoda
  - † Thyreophora
- Saurischia
  - † Herrerasauria[1],[2] ?
  - † Sauropodomorpha
  - Theropoda (inclut Aves)

Dinosauria (du grec ancien δεινός / deinós « terrible » et σαῦρος / saûros « lézard »,) est le nom scientifique d'un grand ensemble d'animaux, également appelés dinosaures ou dinosauriens, qui forment un clade extrêmement diversifié de sauropsides et dont les uniques représentants actuels sont les oiseaux. Ce sont des archosauriens ovipares, ayant en commun une posture érigée et partageant un certain nombre de caractères dérivés tels que la crête deltopectorale allongée au niveau de l'humérus et un acétabulum perforant le bassin. Présents dès le milieu du Ladinien, il y a environ 240 Ma, les dinosaures disparaissent presque entièrement lors de l'extinction Crétacé-Paléogène il y a 66 Ma. Les oiseaux, ayant émergé de petits dinosaures théropodes du Jurassique supérieur, sont les seuls à survivre à l'extinction et connaissent une diversification considérable à partir du Cénozoïque.
Ce groupe de vertébrés majoritairement terrestres connaît un succès évolutif considérable au Mésozoïque, dominant les faunes continentales entre le Trias supérieur et le Crétacé supérieur pendant plus de 170 Ma. Présents sur l'ensemble des continents dès la fin du Trias, ils comprennent des formes très diverses d'animaux terrestres et volants, bipèdes et quadrupèdes, carnivores et herbivores, ayant développé toute une série d'innovations squelettiques et tégumentaires telles que des cornes, des crêtes, des plaques et des plumes. Les dinosaures comptent parmi eux les animaux les plus grands et les plus lourds ayant existé sur la terre ferme. Néanmoins, un grand nombre de dinosaures ne dépassait pas la taille d'un être humain et certains d'entre eux étaient plus petits qu'une poule.
La classification moderne des dinosaures les affecte en un seul clade, lui-même décomposé en deux clades selon la morphologie de leur bassin : les Ornithischia et les Saurischia.
Les Ornithischia (ou Ornithischiens) ne comprennent que des dinosaures herbivores que les paléontologues divisent en trois groupes majeurs :
- les Ornithopoda qui regroupent des dinosaures majoritairement bipèdes dont les fameux dinosaures à « bec de canard » (ou Hadrosauridae),
- les Marginocephalia qui incluent des dinosaures à collerette et à dôme osseux sur le haut de la tête (respectivement les Ceratopsia et les Pachycephalosauria),
- et enfin les Thyreophora qui englobent des dinosaures quadrupèdes surmontés d'armures, de piques et de plaques osseuses sur le dos et la queue (les Ankylosauria et les Stegosauria).

Les Saurischia (ou Saurischiens) sont divisés en deux clades bien distincts :
- les Theropoda, qui comprennent des dinosaures bipèdes et l'entièreté des dinosaures carnivores et piscivores ainsi que les dinosaures à plumes et les dinosaures volants (les oiseaux dans leur grande majorité),
- et les Sauropodomorpha, des animaux généralement quadrupèdes et de très grande taille munis d'un long cou, d'une petite tête et d'une longue queue.

Le terme Dinosauria est proposé par le paléontologue anglais Richard Owen en 1842. Jusqu'à la fin des années 1960, les dinosaures sont considérés par les scientifiques comme des lézards géants, des reptiles à sang froid, patauds et lents, ayant disparu à la fin du Mésozoïque. Amorcée en 1969 par le paléontologue américain John Ostrom, la « renaissance des dinosaures » provoque un regain d'intérêt pour l'étude des dinosaures disparus, reconnus depuis comme des animaux actifs, probablement endothermes et ayant des comportements sociaux complexes.
Les restes des dinosaures non aviens suscitent dès leur découverte un grand intérêt auprès du public et les reconstitutions de squelettes dévoilées à l'occasion des expositions sont des attractions majeures dans les musées du monde entier. Les grands dinosaures disparus sont d'ailleurs devenus partie intégrante de la culture populaire aux XXe et XXIe siècles, figurant dans de nombreux livres et films à succès tels que la saga Jurassic Park. La curiosité populaire ne s'est jamais démentie et les nouvelles découvertes entretiennent une certaine fascination pour ces animaux. Le mot « dinosaure » est largement passé dans le langage courant et son usage tend à attribuer faussement cette dénomination à d'autres espèces disparues comme les ptérosaures, les mosasaures, les plésiosaures qui étaient très éloignées des dinosaures, ou à la réserver à des animaux disparus, alors que les oiseaux sont des dinosaures.

## Historique et étymologie

### Étymologie

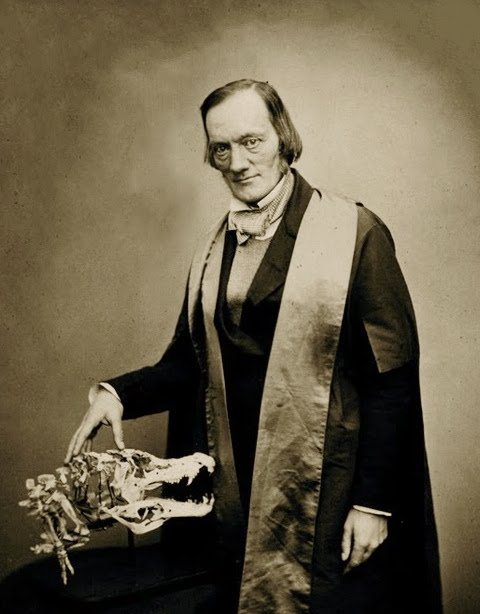
Le paléontologue anglais Richard Owen (1804-1892), inventeur du terme Dinosauria.

Le mot dinosaure est emprunté, par l'intermédiaire de l'anglais dinosaur, au latin scientifique moderne dinosaurus,,. Le taxon Dinosauria est créé par le paléontologue britannique Richard Owen en avril 1842 pour désigner une « tribu ou sous-ordre distinct de Reptiles Sauriens ». Le terme dérive de deux racines grecques δεινός, deinos, signifiant, selon Owen, « de taille effroyablement grande » (fear-fully great lizards), et σαύρα, sauros, voulant dire « reptile » ou « lézard »,. R. Owen inclut alors dans ce nouveau groupe de reptiles au moins trois genres, Megalosaurus, Iguanodon et Hylaeosaurus, caractérisés, entre autres, par un large bassin (sacrum) formé de cinq vertèbres ankylosées, la grande hauteur des épines neurales des vertèbres dorsales et la double articulation des côtes des vertèbres. Le sauropode Cetiosaurus, le théropode Poekilopleuron et le sauropodomorphe basal Thecodontosaurus, aujourd'hui reconnus comme des dinosaures, ne sont en revanche pas classés parmi les Dinosauria par Owen qui les considère alors comme des reptiles indéterminés.
Richard Owen rend populaire sa dénomination qui atteint un apogée dans les foules curieuses vers 1890. À partir de la fin des années 1880, les spécialistes de sciences naturelles commencent à ordonner avec plus de rigueur scientifique les différentes familles de Saurischiens et d'Ornithischiens.

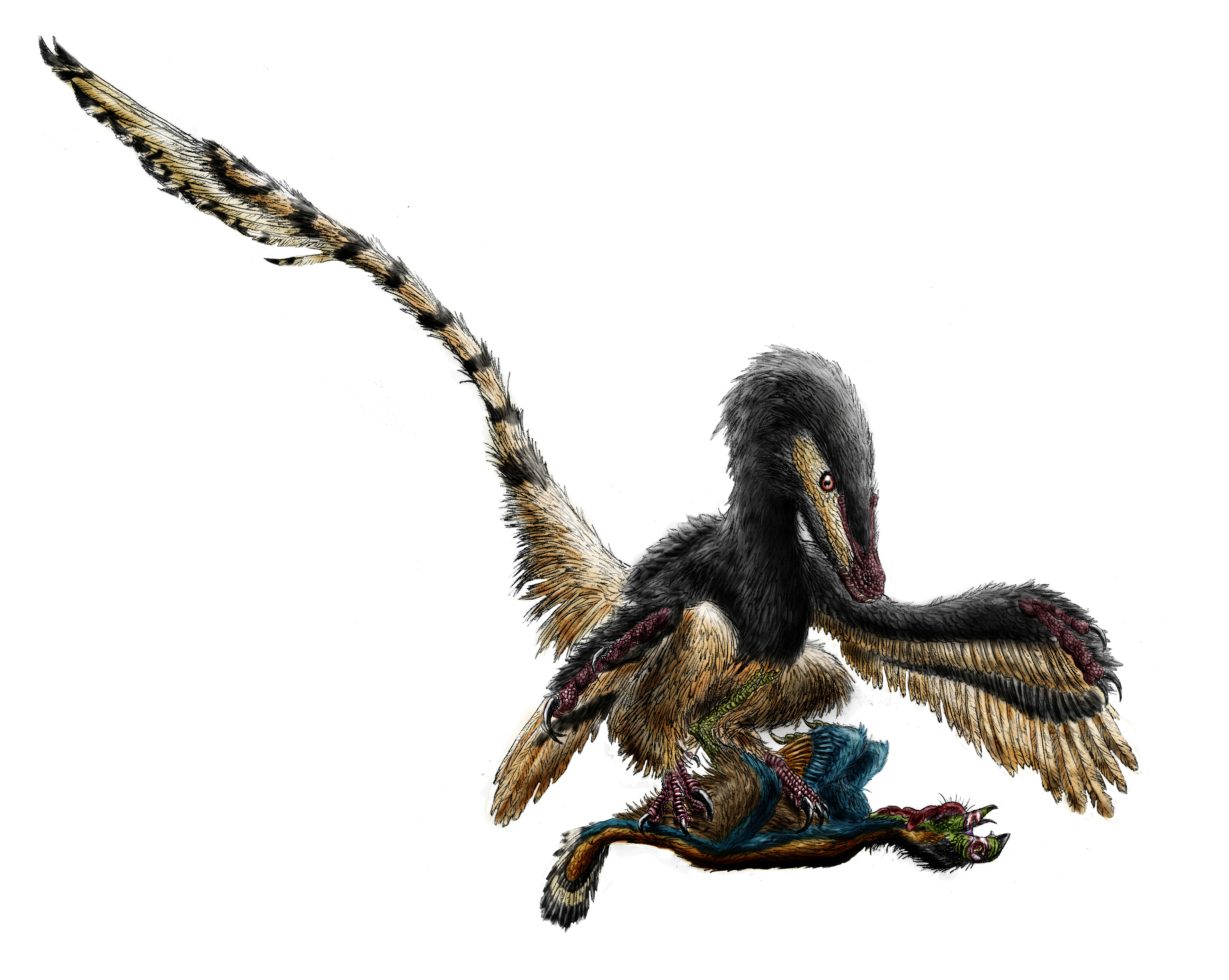
Les médias et le grand public reprennent souvent l'étymologie fautive associée à la férocité qu'on prête aux dinosaures (ici les griffes acérées du Velociraptor utilisées pour maintenir sa proie tandis qu'il la dévore)[15].
L'étymologie, le sensationnalisme et les biais dont sont empreints la paléontologie, nourrissent l'idée reçue sur les dinosaures « de taille effroyablement grande ». La réalité scientifique montre qu'ils ont développé une très grande diversité de tailles (en) et de formes, la majorité des espèces ayant une taille humaine[16],[d].

### Histoire des découvertes

#### Interprétations mythologiques

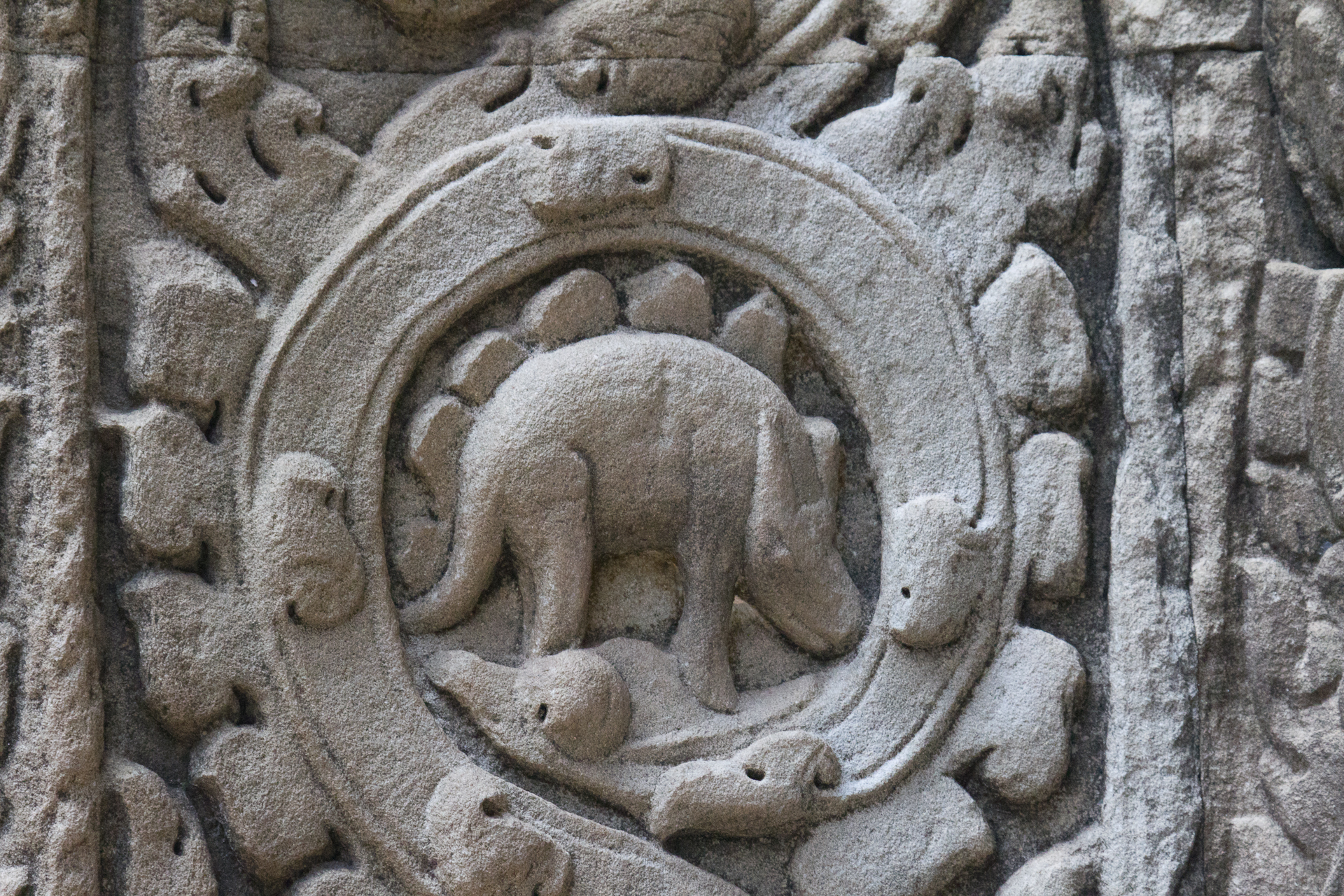
Bas relief interprétable comme représentant un Stegosaurus, Ta Prohm, Angkor Cambodge, XIIe siècle. OOPArt probable.

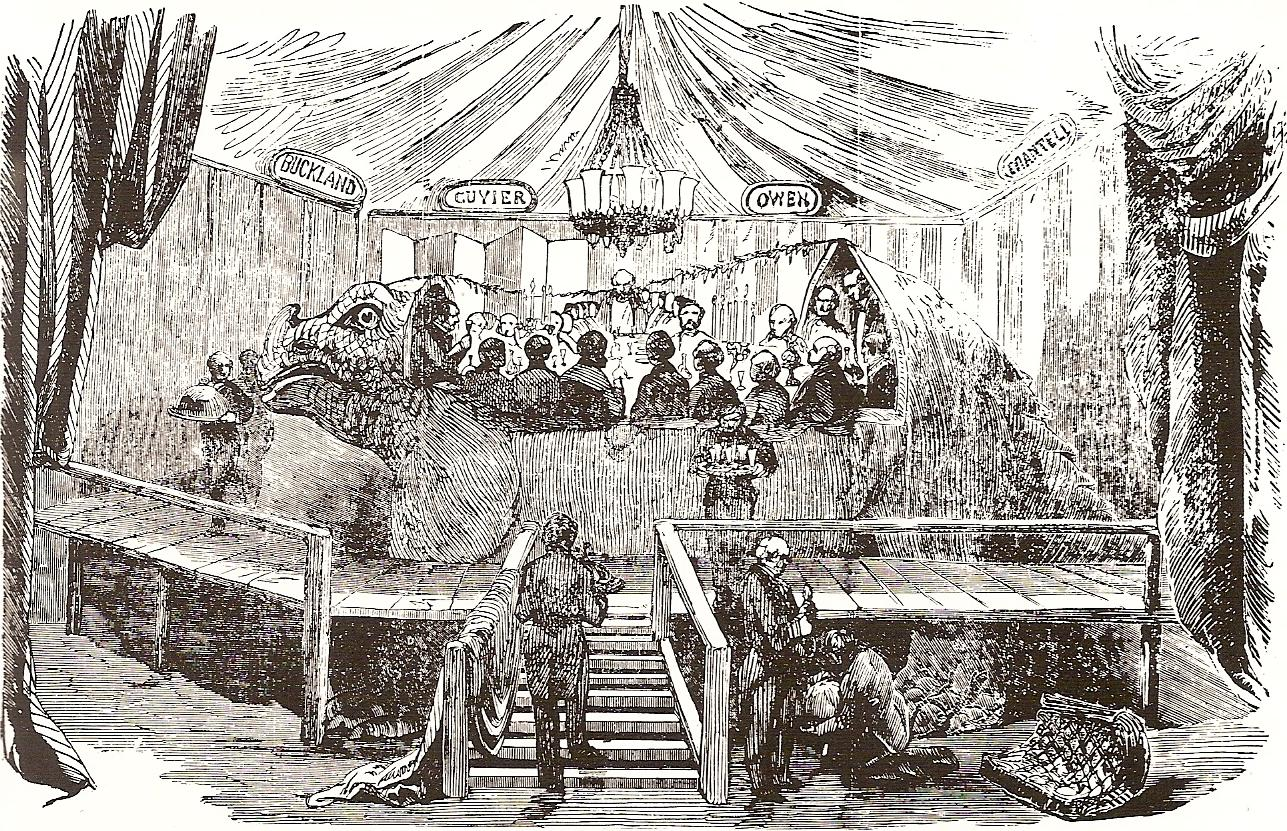
Dîner à l'iguanodon le 31 décembre 1853. Organisé par Benjamin Waterhouse Hawkins dans le ventre d'un moule d'un iguanodon préhistorique, il est destiné à lancer l'exposition des dinosaures du Crystal Palace.

Les fossiles de grands animaux mésozoïques sont connus depuis l'aube de l'humanité, mais leurs véritables identifications n'ont émergé qu'après des millénaires d'interprétations mythologiques, et après plusieurs décennies de postulats fantaisistes même au sein d'une géologie et d'une paléontologie scientifiques, mais manquant, aux débuts, d'un nombre suffisant de données.
Pour les Chinois c'étaient des os de dragons, pour les Européens des restes des Géants bibliques et d'autres créatures tuées par le Déluge. L'historienne et la folkloriste Adrienne Mayor propose, dans le cadre de l'approche géomythologique que les crânes du dinosaure Protoceratops, trouvés autrefois, seraient à l'origine des créatures mythiques comme les griffons.

#### Dinosaures et premiers paléontologues européens
La première description d'un os de dinosaure aurait été faite par le naturaliste anglais Robert Plot en 1677 :  découvert dans l'Oxfordshire, cet os aurait appartenu à un Megalosaure. Les découvertes et les études de fossiles, notamment de dinosaures, sont ensuite nombreuses à partir du milieu des années 1700 et se multiplient durant le XIXe siècle.
Georges Cuvier décrit en 1808 un théropode, qu'il considère alors comme un crocodile. La première espèce identifiée et baptisée est l'iguanodon, découvert en 1820 par le géologue anglais Gideon Mantell, qui a remarqué des similitudes entre ses fossiles et les os de l'iguane contemporain. Le premier article scientifique sur les dinosaures paraît en 1824 : il est publié par le révérend William Buckland, professeur de géologie à l'université d'Oxford, et concerne Megalosaurus, dont un fossile avait été découvert près d'Oxford. L'étude des « grands lézards fossiles » fait ensuite l'objet d'un grand intérêt dans les cercles scientifiques européens puis américains, et le paléontologue anglais Richard Owen, qui a découvert le Cétiosaure en 1841, invente le terme « dinosaure » en 1842. Il remarque que les restes précédemment trouvés (Iguanodon, Megalosaurus et Hylaeosaurus) ont de nombreux caractères en commun, et décide de créer un nouveau groupe taxonomique. Avec l'aide du prince Albert de Saxe-Cobourg-Gotha, mari de la reine Victoria, il crée le musée d'histoire naturelle de Londres, à South Kensington (Natural History Museum), pour exposer la collection nationale de fossiles de dinosaures, ainsi que quelques autres objets d'intérêt botanique et géologique.
La connaissance des dinosaures progresse également durant les années 1800 dans le reste de l'Europe : en France près de Caen, par exemple, A. de Caumont  découvre un Mégalosaure à Caen (1828), puis Eugène Eudes-Deslongchamps un Poekilopleuron (1838) ; et un Platéosaure est découvert en Allemagne (1837).
Les recherches de dinosaures se poursuivent ensuite dans la quasi totalité des pays européens. Et à partir du début des années 1910, de nombreuses découvertes de fossiles de dinosaures ont lieu en Afrique, notamment lors de missions françaises ou allemandes.

#### "Guerre des os" américaine
En 1858 le premier fossile de dinosaure américain est découvert, dans des marnières près de la petite ville de Haddonfield, dans le New Jersey. L’animal est nommé Hadrosaurus foulkii, du nom de la ville et de son découvreur : William Parker Foulke. Il s'agissait du premier squelette presque complet découvert. En outre le paléontologue américain Joseph Leidy démontre que l'animal était bipède alors que la plupart des scientifiques croyaient à cette époque que les dinosaures marchaient tous à quatre pattes.
La découverte de l'Hadrosaurus bipède marque le début  d'une intense chasse aux fossiles de dinosaures aux États-Unis. La lutte acharnée entre Edward Drinker Cope, amateur fortuné de géologie et de paléontologie, natif de Philadelphie et Othniel Charles Marsh, new-yorkais héritier de George Peabody et prospecteur infatigable, est connue sous le nom de « guerre des os » (Bone Wars), ou « ruée vers l'os ». Leur querelle , née d'une rivalité dans la chasse aux dinosaures démultipliée par de nombreuses brouilles dont Como Bluff, gisement mis au jour par deux ouvriers de l'Union Pacific et finalement exploité par O.C. Marsh, dure presque 30 ans, et finit en 1879 quand Cope meurt après avoir dépensé toute sa fortune. Marsh qui lui survécut vingt années sortit vainqueur, mais n'évita la ruine que grâce à l’aide financière de l’Organisation Géologique des États-Unis. La collection d'Edward Cope, auteur de plus de 1 800 articles scientifiques, se trouve aujourd'hui au Musée américain d'histoire naturelle, à New York, celle de Marsh au musée Peabody d'histoire naturelle, à l'université Yale.
L'assistant de Cope, Charles Hazelius Sternberg, poursuit les recherches en entreprenant, au début du siècle suivant, des missions en Alberta, au Kansas, dans le Montana et le Wyoming. Dans ce dernier État, il relève en 1908 la première empreinte de peau momifiée d'un Anatosaurus. Une partie de son équipe rejoint en 1913 Barnum Brown, qui prospecte depuis 1910 entre l'Alberta et le Montana : de très nombreux fossiles de  cératopsiens et d'ankylosaures sont alors découverts.

#### Temps de l'analyse scientifique en Chine et dans le reste du monde
C'est grâce à une exploration asiatique à la quête de l'origine de l'homme que la Smithsonian Institution, par l'intermédiaire de son musée d'histoire naturelle, le Musée national d'histoire naturelle des États-Unis, cumule les trouvailles décisives dans le désert de Gobi entre 1922 et 1925. La mission du Musée américain d'histoire naturelle, à la suite d'une initiative d'Osborn et de Granger et commandée par Roy Chapman Andrews, découvre des œufs et des nids de Protoceratops andrewsi.
La Chine et ses confins avaient déjà attiré une expédition russe entre 1915 et 1917. Les missions russes reprennent en 1946 et 1948. Les Chinois  lancent leurs propres missions scientifiques à partir de 1933. Après le refroidissement des relations sino-soviétiques, elles se cantonnent à la Mongolie. Les missions russo-mongoles et polono-mongoles se succèdent dans les années 1960 et 1970. Le Gobi est alors particulièrement exploré.
La Chine investit avec force la spécialité de la paléontologie des vertébrés. Des spécialistes de renom émergent tels C. C. Young alias Yang Zhongjian et le professeur Dong Zhiming qui découvrent en Chine plus de cent espèces inconnues : Sauropode Mamenchisaurus, Hadrosaure Tsintaosaurus, Prosauropode Lufengosaurus, Stegosaure Tuojiangosaurus…
La connaissance de la faune du Mésozoïque s'accroît aussi avec l'expédition franco-norvégienne du Spitzberg en 1968.
La recherche de fossiles s'étend progressivement à toute la surface du globe, y compris à l'Antarctique : un ankylosaure, Antarctopelta, est découvert sur l'île James-Ross en 1986 , et, en 1994, un dinosaure habitant  l'Antarctique, Cryolophosaurus ellioti, est décrit dans un journal scientifique.
Le XIXe siècle et le XXe siècle ont été très riches en découvertes, mais il semble qu'il en reste encore énormément à réaliser : depuis le début du XXIe siècle, plusieurs dizaines de nouvelles espèces sont mises au jour et décrites chaque année.

## Définition

### Définition phylogénétique
Afin de distinguer les dinosaures de leurs plus proches cousins (les dinosauromorphes), les scientifiques cladistes, qui définissent des groupes d'organismes sur base de leurs ancêtres et non seulement sur la possession des caractères anatomiques particuliers, ont défini les dinosaures comme étant les « membres du clade le moins inclusif comprenant Triceratops horridus et Passer domesticus » (le moineau domestique),,.
Cette définition, dite phylogénétique, ne peut être comprise qu'en utilisant un cladogramme, ou arbre phylogénétique, arbre schématique illustrant les liens de parentés entre les êtres vivants et les groupes au sein desquels ils se classent. Ainsi, avec cette définition, un animal est un dinosaure s'il se positionne, dans un cladogramme, dans le groupe d'organismes comprenant à la fois le Triceratops, le moineau, et l'ensemble des descendants de leur ancêtre commun. En d'autres termes, toute espèce descendant de cet ancêtre particulier est par définition un dinosaure. Cet ancêtre peut être positionné dans le cladogramme en trouvant le Triceratops et le moineau (Passer) puis en suivant leurs branches jusqu'à ce qu'elles se rejoignent en un nœud particulier correspondant au nœud du clade des dinosaures.
Des variantes de cette définition phylogénétique des dinosaures existent dans la littérature. Ainsi, par exemple, une révision de cette classification a été proposée en 2017 par Matthew Baron et ses collègues, regroupant d'une part les théropodes et les ornithischiens au sein d'un même clade (les ornithoscélidés) et d'autre part les sauropodomorphes et les herrérasauridés au sein du clade des saurischiens (qui n'inclut donc plus les théropodes),,.
Toutes ces variantes permettent de regrouper des animaux définis comme étant des dinosaures (Dinosauria = Saurischia + Ornithischia ou Saurischia + ornithoscélidés) et comprenant les théropodes (dinosaures bipèdes, parfois carnivores, incluant les oiseaux), les sauropodomorphes (dinosaures herbivores majoritairement quadrupèdes munis d'un long cou), les ornithopodes (dinosaures herbivores majoritairement bipèdes comprenant les dinosaures à « bec de canard »), les ankylosauriens (dinosaures herbivores quadrupèdes munis d'armures osseuses sur le dos), les stégosauriens (dinosaures herbivores quadrupèdes portant des plaques osseuses et parfois des épines sur le dos), les cératopsiens (dinosaures herbivores majoritairement quadrupèdes possédant une crête osseuse à l'arrière du crâne et parfois des cornes sur le haut de la tête) et les pachycéphalosauridés (dinosaures herbivores bipèdes au crâne épaissi).
Il y a un consensus presque total chez les paléontologues sur le fait que les oiseaux sont les descendants des dinosaures, et plus précisément des dinosaures théropodes appartenant au clade des Maniraptora. Selon la définition cladiste, les oiseaux sont donc des dinosaures et les dinosaures n'ont par conséquent pas disparu. Néanmoins, dans le langage courant, ainsi que pour les systématiciens de l'école évolutionniste, le mot « dinosaure » n'inclut pas les oiseaux.

Clade Dinosauria simplifié et deux de ses membres
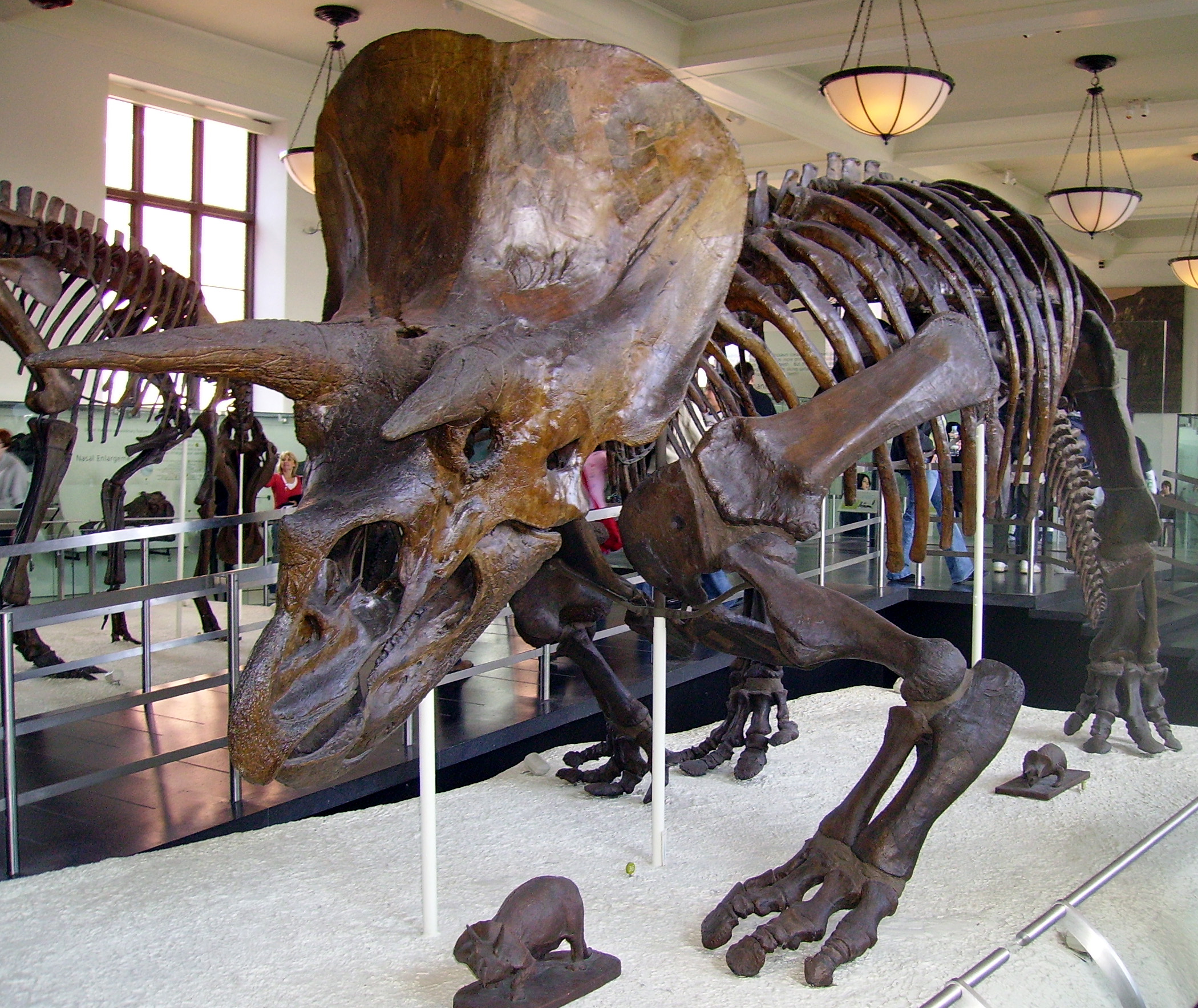
Squelette de Triceratops au Musée américain d'histoire naturelle à New York.
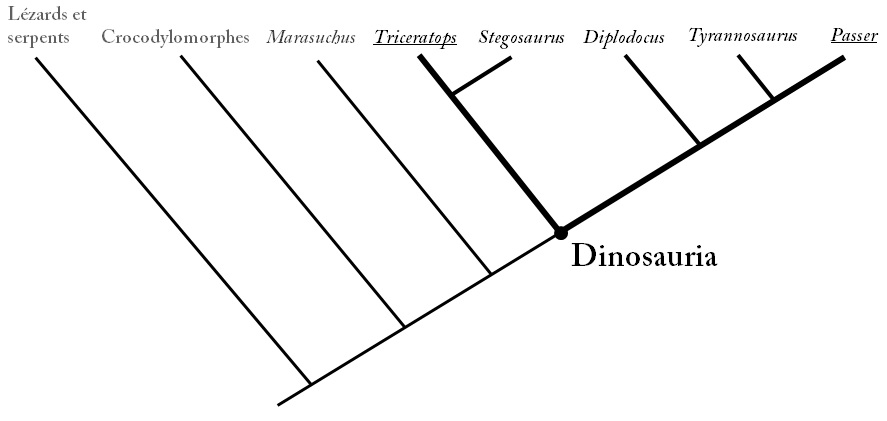
Illustration schématique représentant la définition phylogénétique du clade des dinosaures.
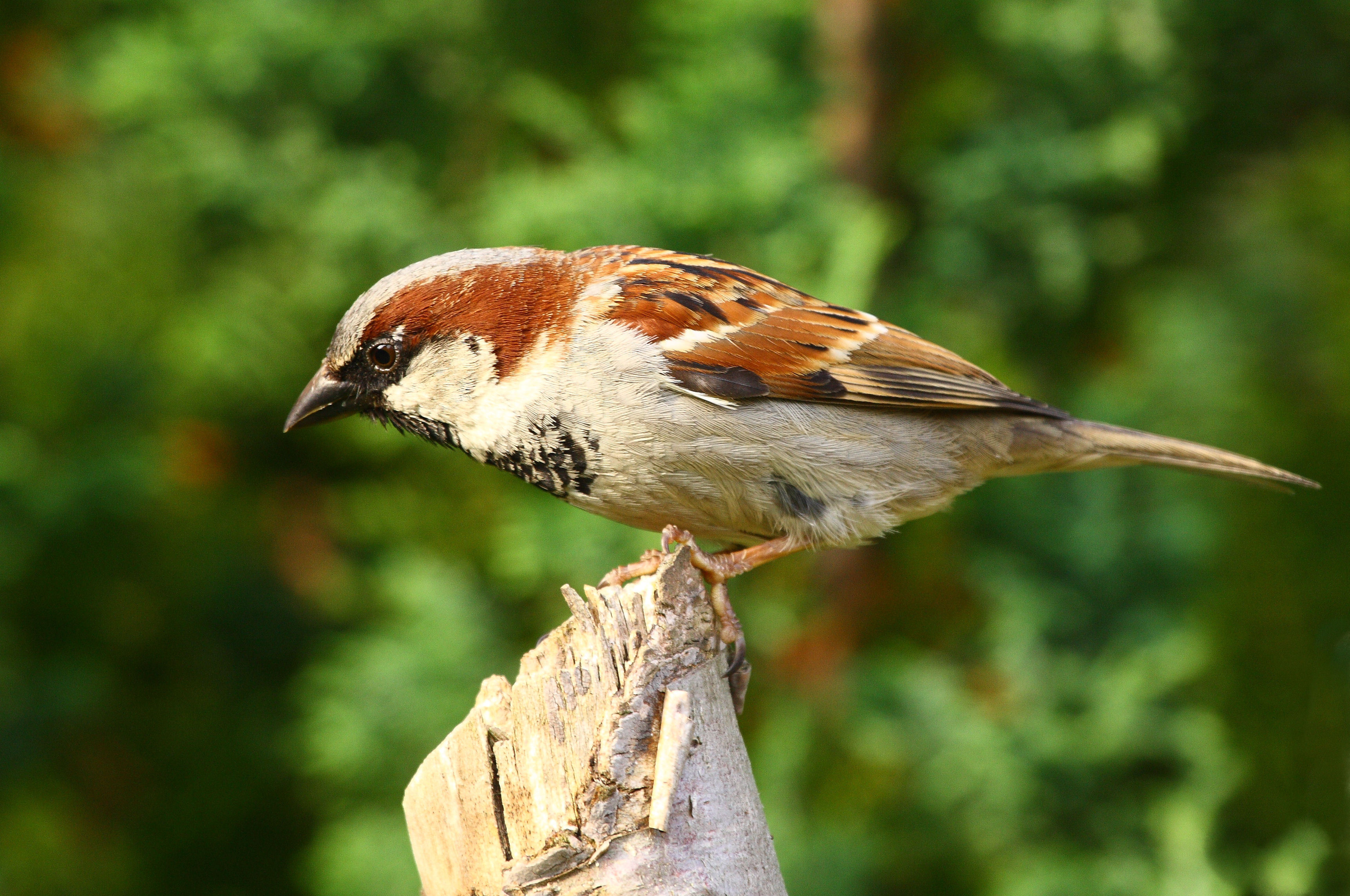
Passer domesticus, le moineau domestique.

### Caractères anatomiques identifiant les dinosaures

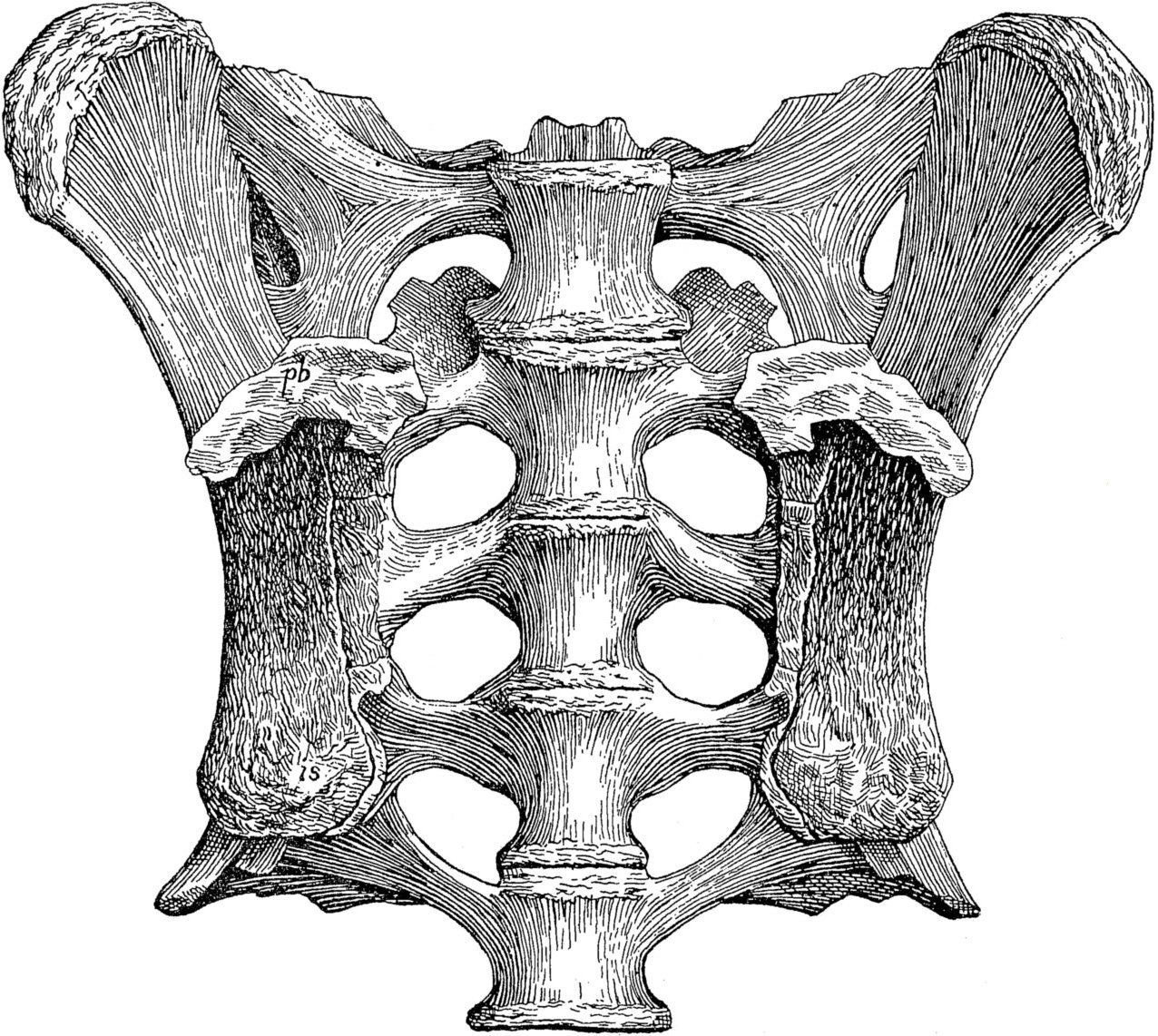
Sacrum dHaplocanthosaurus (Sauropoda) illustrant les cinq vertèbres sacrées fusionnées du bassin.

Les premiers scientifiques qui étudièrent les dinosaures ne leur avaient pas donné une telle définition puisque  l'ouvrage de Charles Darwin fondant la théorie de l'évolution et impliquant la notion d'ancêtre commun n'a été publié qu'en 1859. Ainsi, suivant les méthodes de son époque, Richard Owen définit les dinosaures comme étant des animaux possédant un certain nombre de caractères anatomiques particuliers. Ces derniers sont actuellement nommés synapomorphies, des caractères dérivés, ou nouveautés évolutives, hérités d'un ancêtre commun et unissant l'ensemble des membres d'un clade. Ces caractères dérivés partagés par l'ensemble des dinosaures permettent, non pas de définir les dinosaures, mais de les identifier, comme un médecin utiliserait une liste de symptômes pour diagnostiquer une maladie particulière. Les dinosaures possèdent plusieurs synapomorphies dont certaines des plus importantes affectant le crâne, le bassin ou les membres des dinosaures sont listées ci-dessous,,, :
- Musculature temporale s'étendant antérieurement sur le toit du crâne. Les muscles adducteurs mandibulaires, qui permettent la mastication chez les vertébrés, sont particulièrement larges et développés chez les dinosaures. Ainsi, la zone osseuse où s'attachent ces muscles sur le haut du crâne, dans la partie antérieure de la fosse temporale, est particulièrement étendue, alors qu'elle est courte chez les autres archosaures et les cousins très proches des dinosaures comme Silesaurus.
- Processus postérieur de l'os malaire bifurqué[l] : chez les archosaures autres que les dinosaures, le processus du jugal s'articulant avec le quadratojugal est unique alors que chez les dinosaures, il est divisé en deux.
- Présence d'épipophyses chez les vertèbres cervicales antérieures (et non axiales). Les épipophyses sont des projections osseuses positionnées dans la partie postérodorsale des épines neurales des vertèbres cervicales (sur la partie dorsale des postzygapophyses plus précisément). Elles permettent à certains muscles du cou de s'attacher afin de renforcer le cou et le dos. Chez les dinosaures, ces muscles devaient être particulièrement développés et capables d'une large variété de mouvements.
- Crête deltopectorale allongée au niveau de l'humérus (occupant plus de 30 % la longueur de l'humérus). Cette ride osseuse située sur la partie antérieure de l'humérus permet aux muscles deltoïdes de l'épaule et pectoralis de la poitrine de s'insérer. Chez les archosaures autres que les dinosaures, cette crête est discrète, alors qu'elle est longue et proéminente chez les dinosaures, témoignant de la grande mobilité et de la puissance de leurs membres antérieurs.
- Acetabulum ouvert au niveau du bassin (= marge ventrale de l'acétabulum de l'ilion concave) témoignant d'une posture dressée[m], où les membres postérieurs se situent sous le corps.
- Quatrième trochanter du fémur formant une crête forte et asymétrique. Cette crête osseuse située sur la partie postérieure du fémur est présente chez tous les archosaures : elle permet l'insertion des muscles caudo-fémoraux de la jambe pour la locomotion. Peu développée et symétrique chez la plupart des archosaures, elle  est protubérante et asymétrique chez les dinosaures, avec une partie distale plus étendue que la partie proximale. Bien que l'utilité d'un quatrième trochanter asymétrique soit incertaine, le développement important de cette arête osseuse témoigne de membres postérieurs puissants et doués de mouvements efficients.
- Facette articulaire de la fibula occupant moins de 30 % la largeur de l'astragale. L'astragale et le calcanéus sont les os proximaux du tarses (des os du pied) chez les archosaures. Chez les dinosaures et leurs proches cousins, l'astragale est beaucoup plus grand que le calcanéum et les deux os sont fermement articulés entre eux, ainsi qu'avec le tibia et la fibula, l'ensemble de ces quatre os formant ainsi un complexe fonctionnel ne permettant aucun mouvement de rotation entre ceux-ci. Chez ces animaux, les mouvements entre la jambe et la patte se font entre le fémur, le complexe tarsal proximal (tibia + fibula + astragale + calcanéum) et le pied lui-même, une condition dite « mésotarsale » partagée par la lignée avienne des archosaures (Avemetatarsalia), qui se distingue de celle des pseudosuchiens où l'astragale et le calcanéum sont de taille semblable et où les deux os s'articulent de manière mobile. Les dinosaures se distinguent des autres métatarsaliens par un contact très réduit entre la fibula et l'astragale puisque la surface de contact entre les deux os n'occupe seulement que 30 % de la largeur de l'astragale.

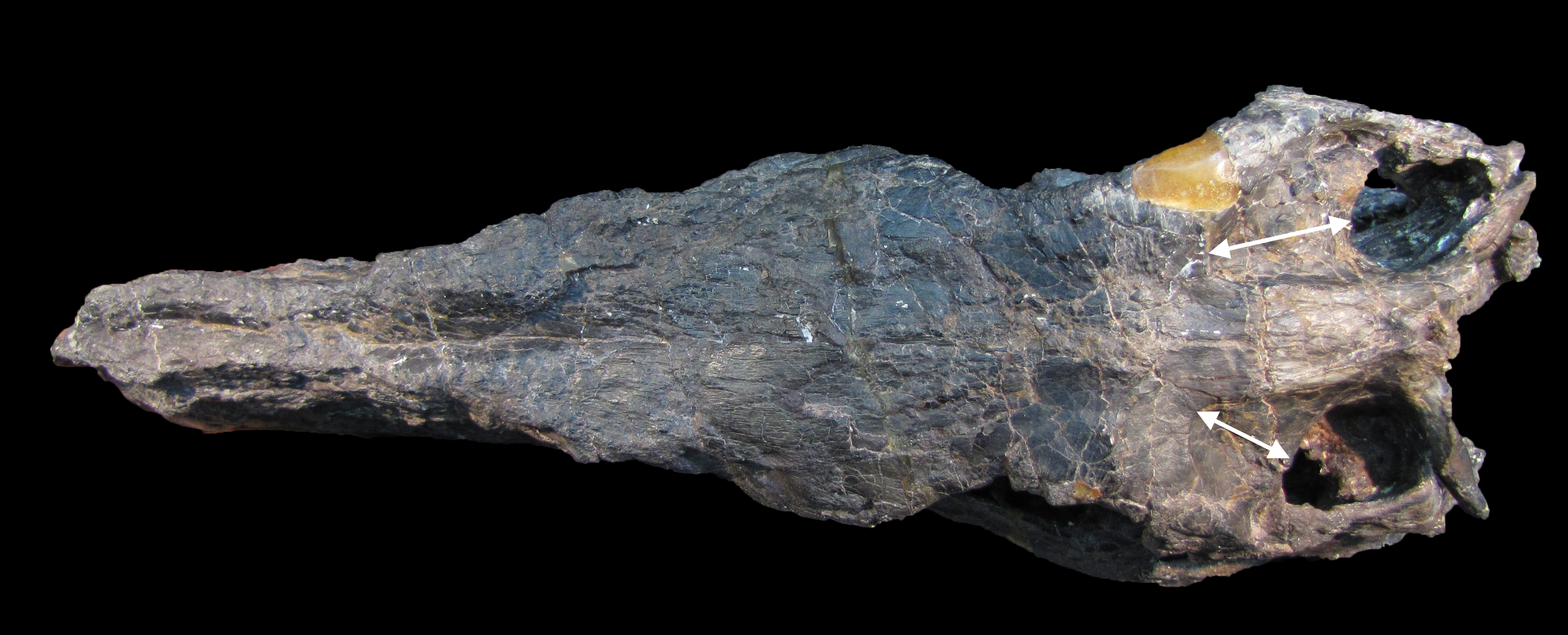
Crâne d'Herrerasaurus (Saurischia) montrant l’extension de la zone d'attache des muscles temporaux au niveau de la partie antérieure de la fosse temporale supérieure.
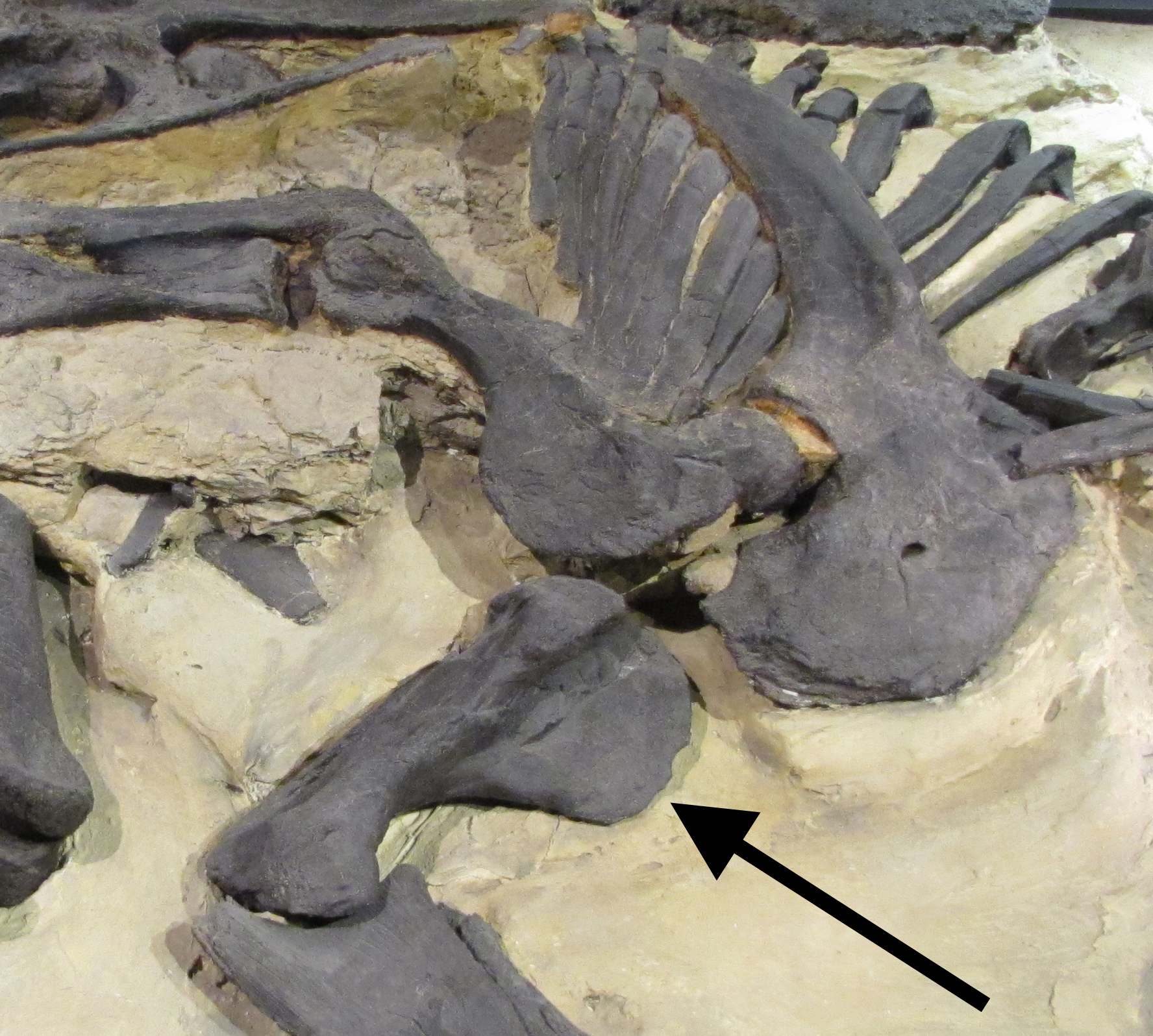
Humérus de Stegosaurus (Stegosauridae) avec crête deltopectorale allongée et développée.
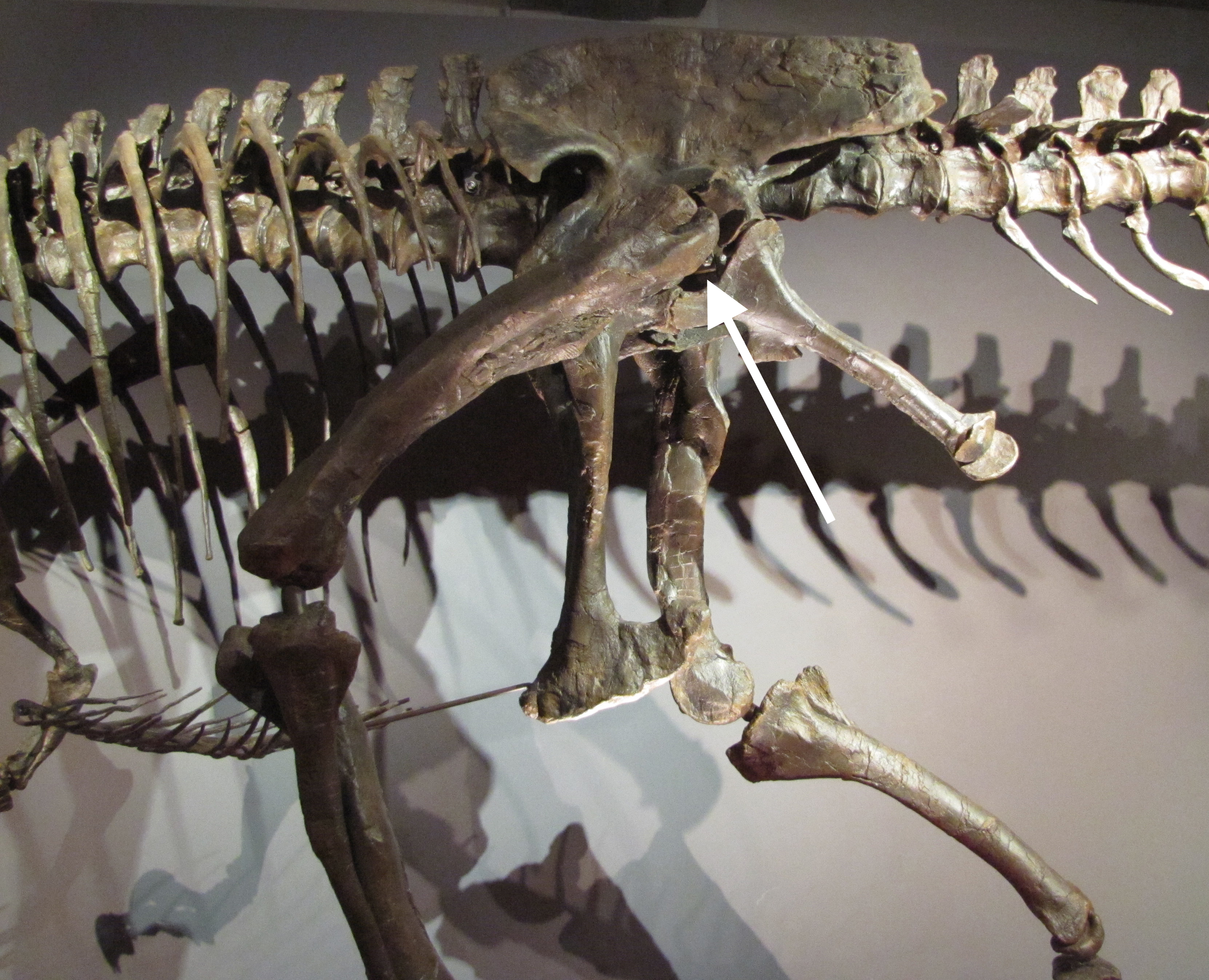
Bassin d'Allosaurus (Theropoda) montrant l'acétabulum ouvert.
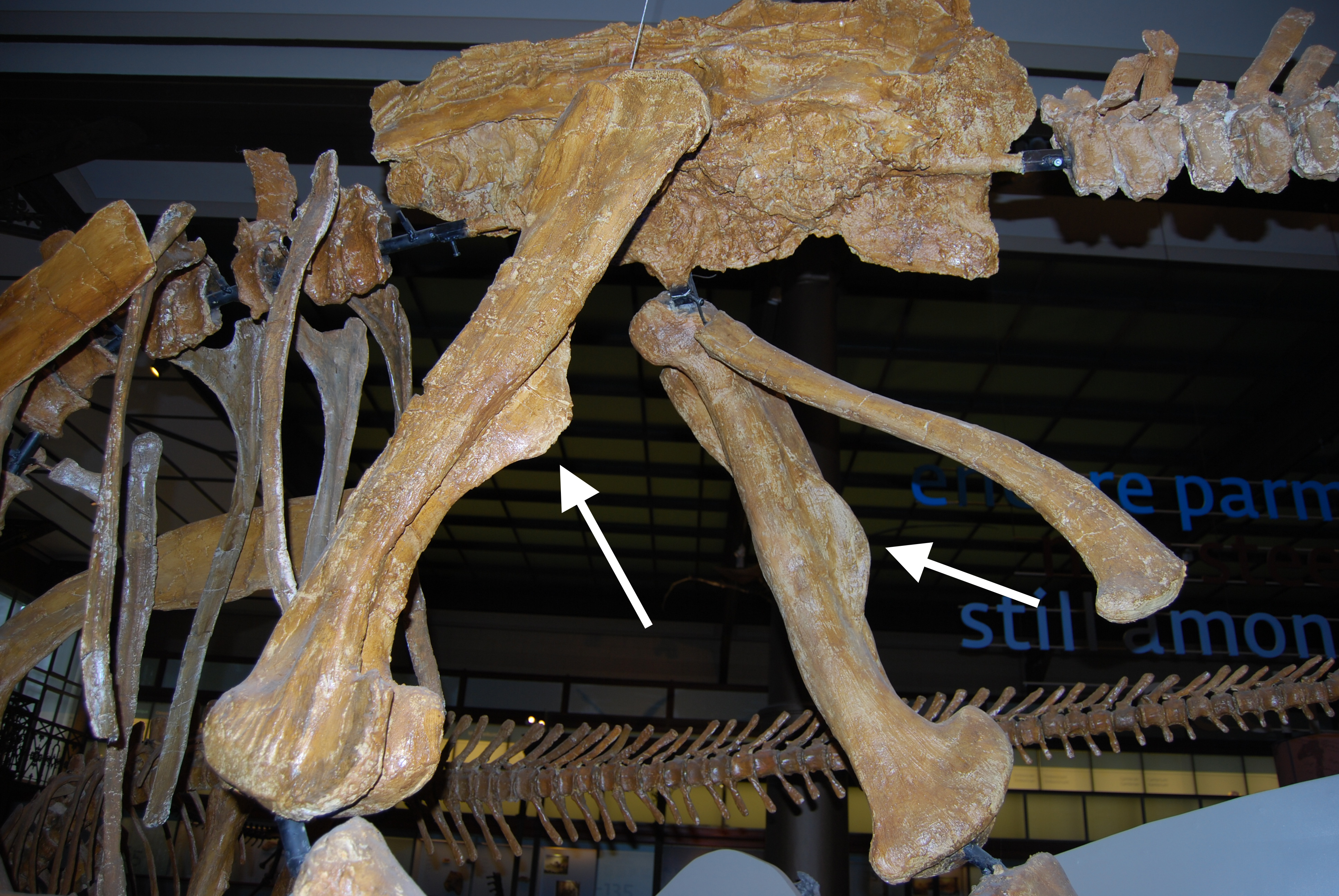
Fémurs d'Olorotitan (Hadrosauridae) illustrant la position du quatrième trochanter, fortement développé et asymétrique.

D'autres synapomorphies sont aussi parfois mentionnées :
- Les exoccipitaux ne se rejoignent pas le long de la ligne du milieu de la surface de la cavité endocrânienne.
- Les radius occupent moins de 80 % la longueur de l'humérus.
- La crête cnémiale du tibia s'arque antérolatéralement.
- Présence d'une ride longitudinale distincte sur la face postérieure de la terminaison distale du tibia.
- La surface d'articulation avec la fibula est concave sur le calcanéus.

## Description

### Généralités
Les dinosaures présentent des caractéristiques morphologiques et anatomiques très variées :  ils peuvent être bipèdes ou quadrupèdes, carnivores ou herbivores, avec ou sans dents, à écaille, à poils ou à plumes, avoir des membres antérieurs très développés ou très courts, des cous démesurément longs ou presque absents, et être dotés ou non de becs, collerettes, armures osseuses, plaques, cornes, épines, voiles, crêtes et dômes osseux. La taille de ces animaux était également très variée : ainsi, par exemple, la famille des Théropodes contient des espèces de longueur allant de 1 à près de 40 m, et de poids allant de 5 à 7 000 kg. Seule une posture dressée et des membres antérieurs et postérieurs pourvus de muscles puissants permettent de caractériser l'ensemble des dinosaures. Avant l'essor des oiseaux, les dinosaures étaient des animaux majoritairement terrestres et seuls quelques dinosaures à plumes proches de la lignée avienne comme Microraptor étaient capables de voler et d'occuper ainsi la niche écologique des airs.

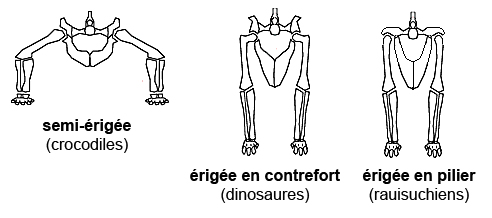
Posture des archosaures : semi-érigée chez les crocodiliens, érigée en contrefort chez les dinosaures, et érigée en pilier chez les rauisuchiens.

Puisque les dinosaures sont des archosaures, aucun mammifère existant ou disparu, comme le Mammouth, n'est un dinosaure, de même que tout animal ayant vécu avant le Trias, comme le Dimetrodon.  De la même manière, et bien qu'ayant également vécu uniquement au Mésozoïque également, les ptérosaures, des proches cousins des dinosaures, exclusivement volants et dont l'aile est formée par une voile de peau soutenue par le quatrième doigt de la main qui s'est considérablement allongé, ne sont pas des dinosaures. Puisque les dinosaures possédent des membres dressés, maintenus sous le corps, les animaux apparemment proches des dinosaures à posture semi-dressée ou rampante, comme les crocodiles ou les lézards, ne sont pas non plus des dinosaures. Enfin, les animaux aquatiques ayant vécu à la même époque que les dinosaures, comme les plésiosaures, les ichtyosaures et les mosasaures, ne sont pas des dinosaures.

Posture comparée de différents archosaures
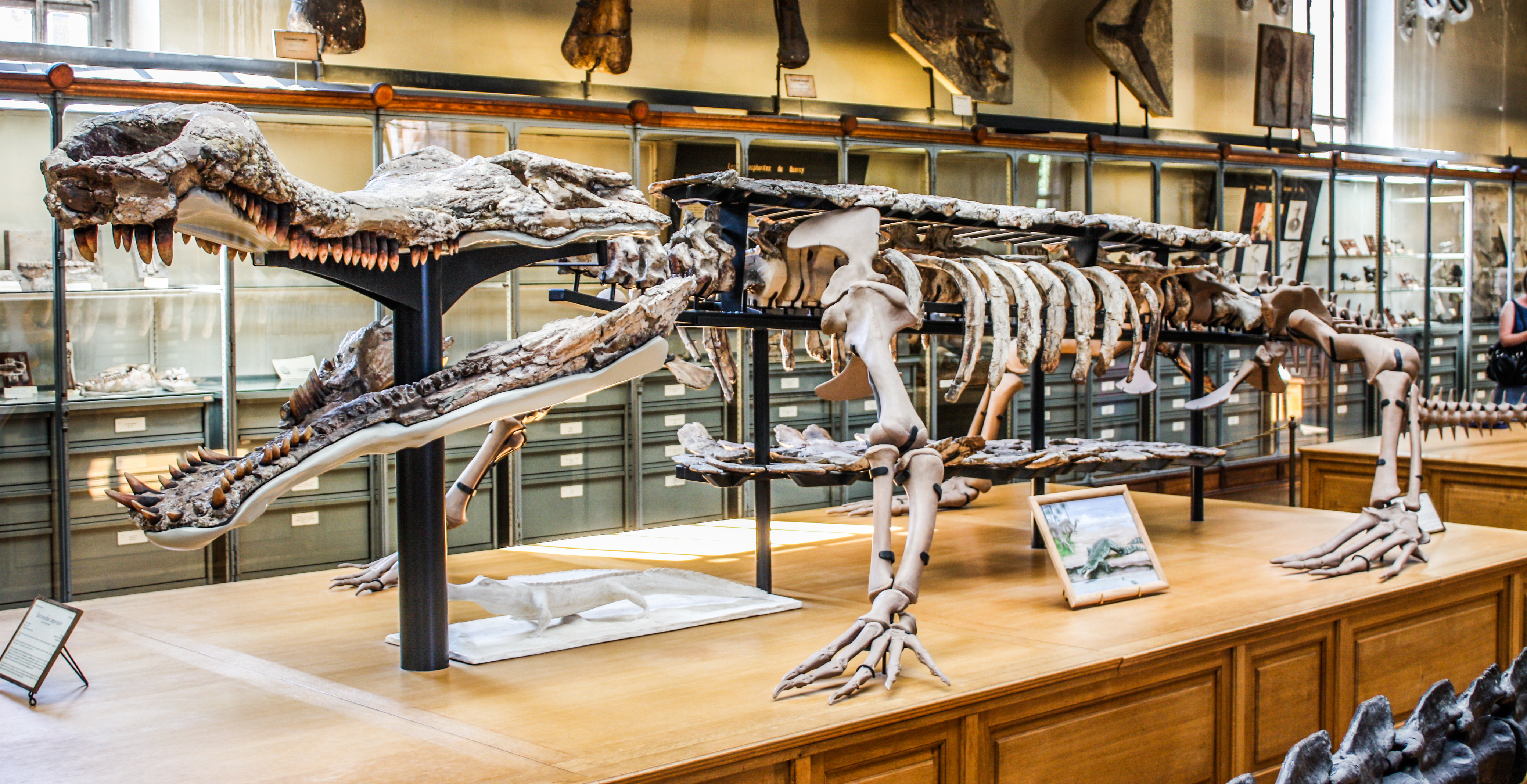
Squelette de Sarcosuchus, crocodilien primitif, à posture semi érigée.
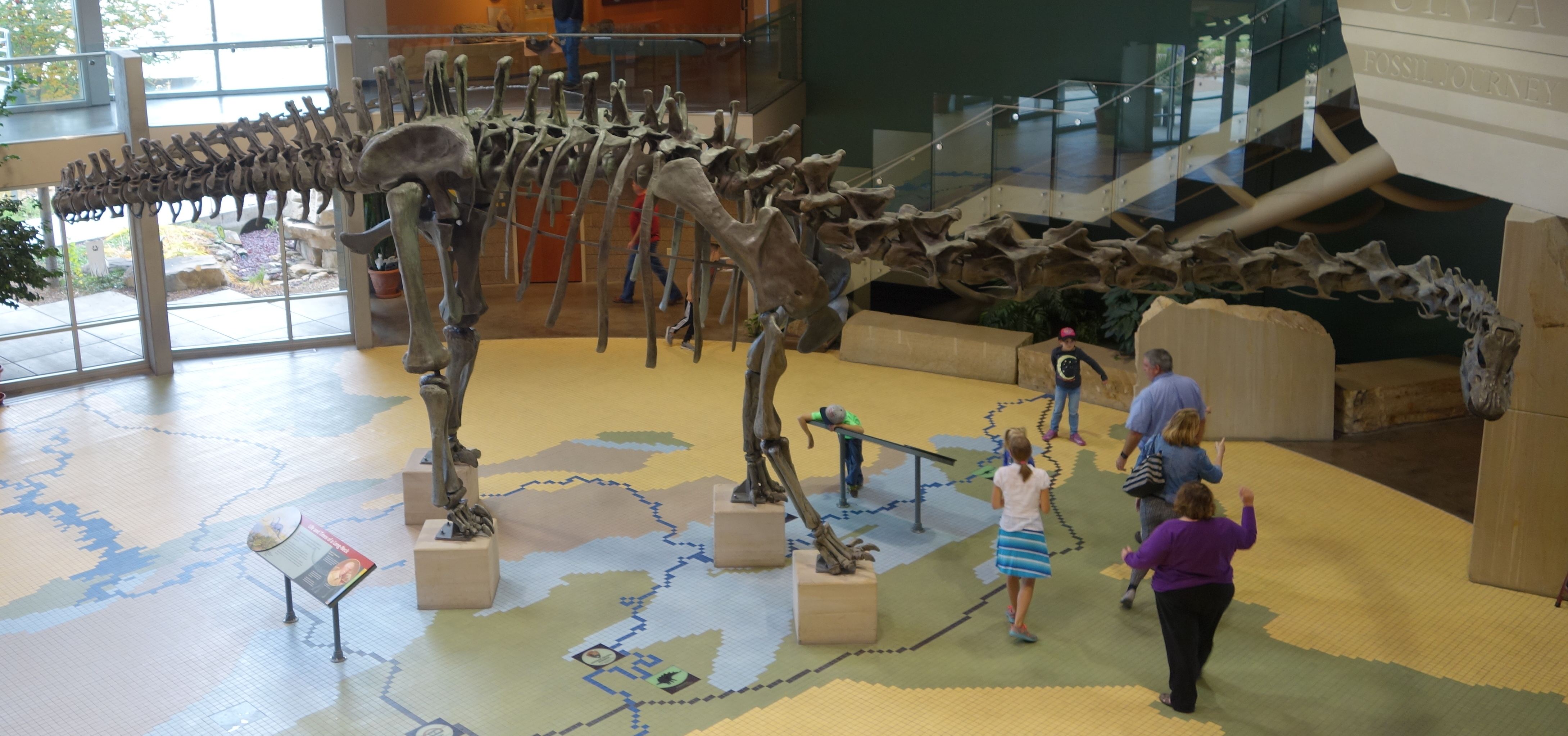
Squelette de Diplodocus à posture érigée en contrefort (visible sur la hanche).
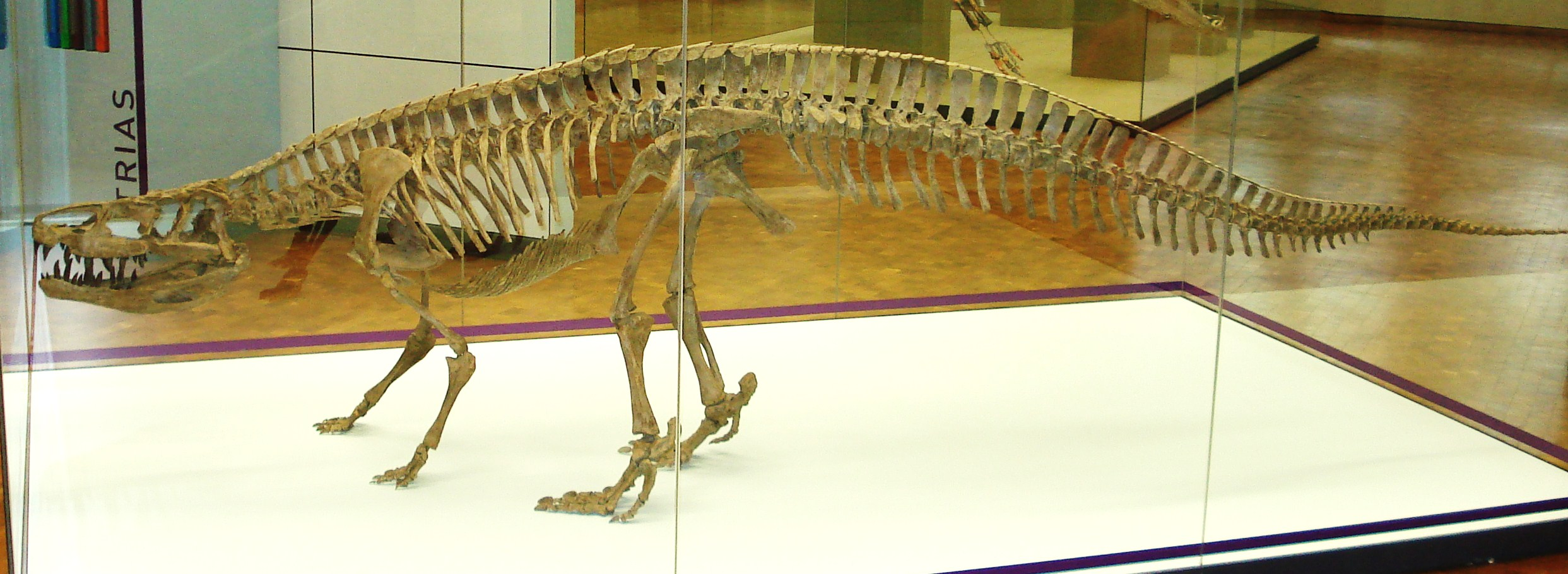
Squelette de Batrachotomus à posture érigée en pilier.

Il est plus difficile de différencier les tout premiers dinosaures de leurs proches cousins les dinosauromorphes puisque ces derniers sont également des archosaures à posture « érigée en contrefort » ayant vécu à la même époque que les premiers dinosaures. Les dinosaures ne se différencient véritablement de leurs proches cousins que par une posture dressée plus rapide et plus effective, où les muscles du cou et des membres antérieurs et postérieurs sont plus développés et plus puissants, permettant aux premiers dinosaures d'avoir une bipédie effective et un mode de vie très actif.

### Crâne et mâchoire
Le crâne et la mâchoire des dinosaures sont certainement les parties du squelette dont la forme est la plus variée. En effet, la morphologie de la tête, que ces deux entités anatomiques constituent, est directement liée au régime alimentaire et est sensiblement différente selon que les dinosaures se nourrissaient de plantes coriaces, de feuilles, de viandes ou de poissons, ou encore filtraient les eaux pour se sustenter. Ainsi, les dinosaures théropodes qui comprennent des prédateurs puissants comme Tyrannosaurus, Acrocanthosaurus et Torvosaurus avaient des crânes massifs et robustes munis de dents tranchantes dentelées, alors que leurs proches cousins piscivores les Spinosauridae comme Irritator et Spinosaurus avaient un crâne étroit et allongé portant des dents coniques dépourvues de denticules. Beaucoup de théropodes étaient également exclusivement herbivores et possédaient des têtes à bec édenté comme certains Oviraptoridae tel que Citipati ou des mâchoires à bec munies de petites dents triangulaires comme les Therizinosauroidea tel Erlikosaurus,,,,,.

Têtes de Théropodes
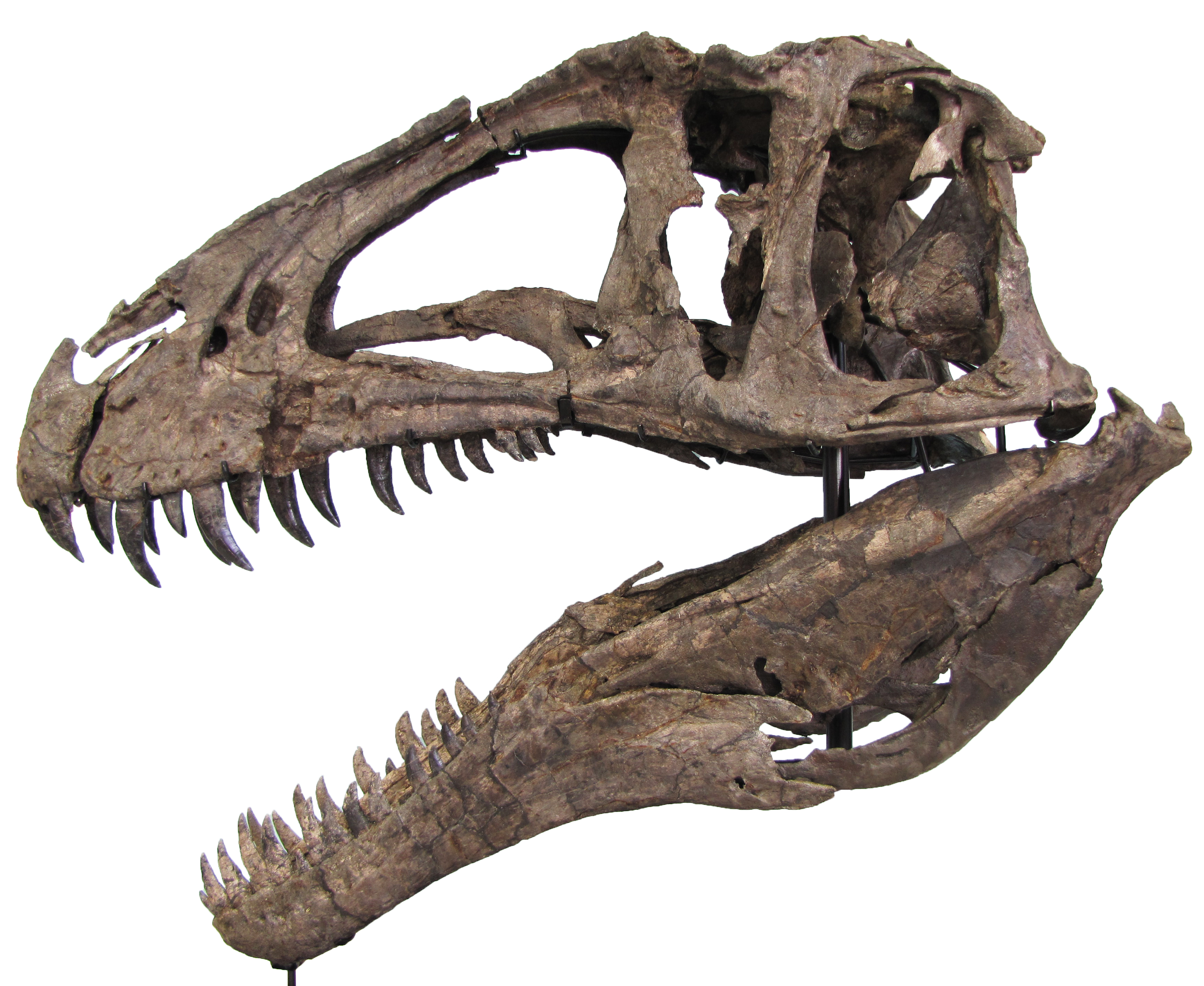
Acrocanthosaurus
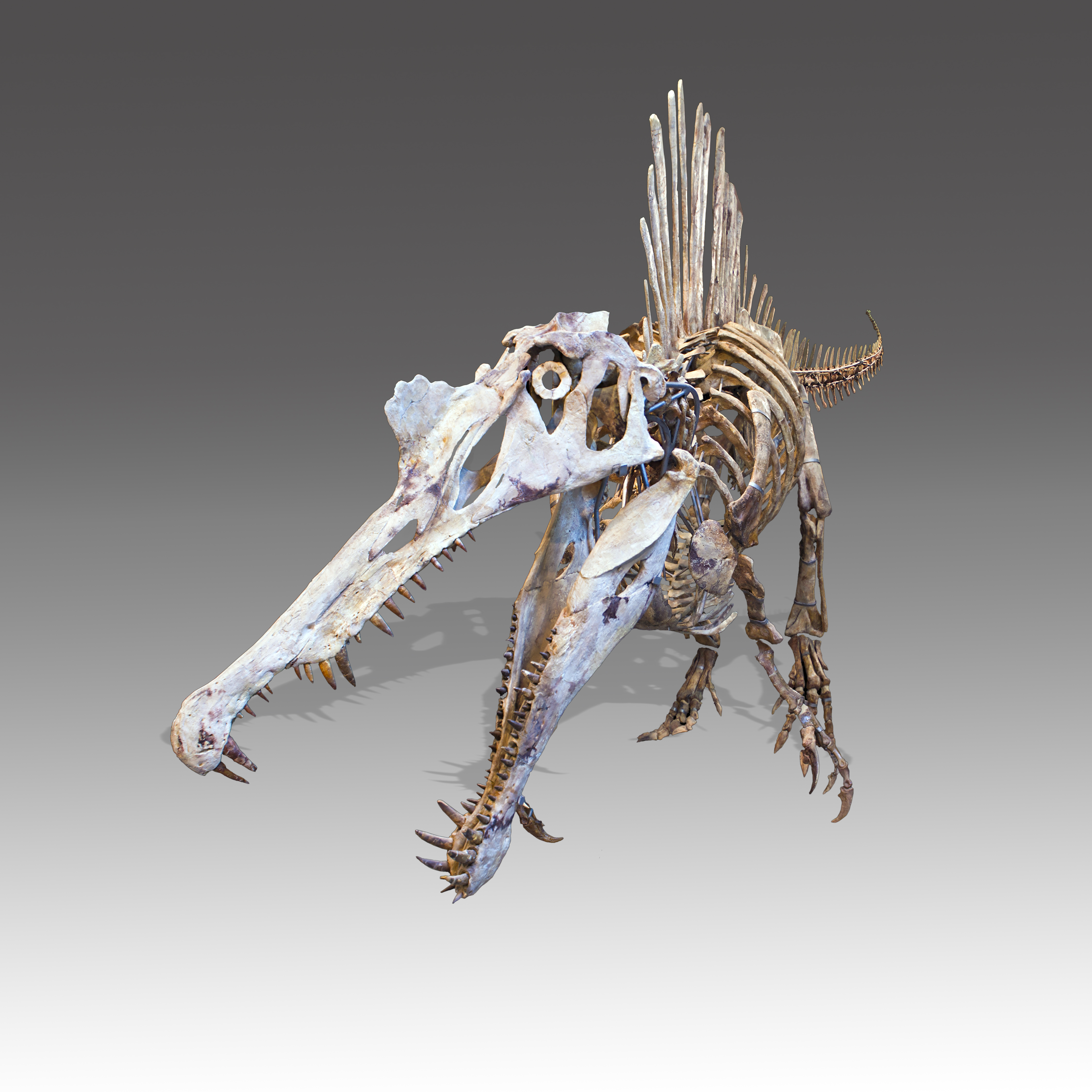
Spinosaurus
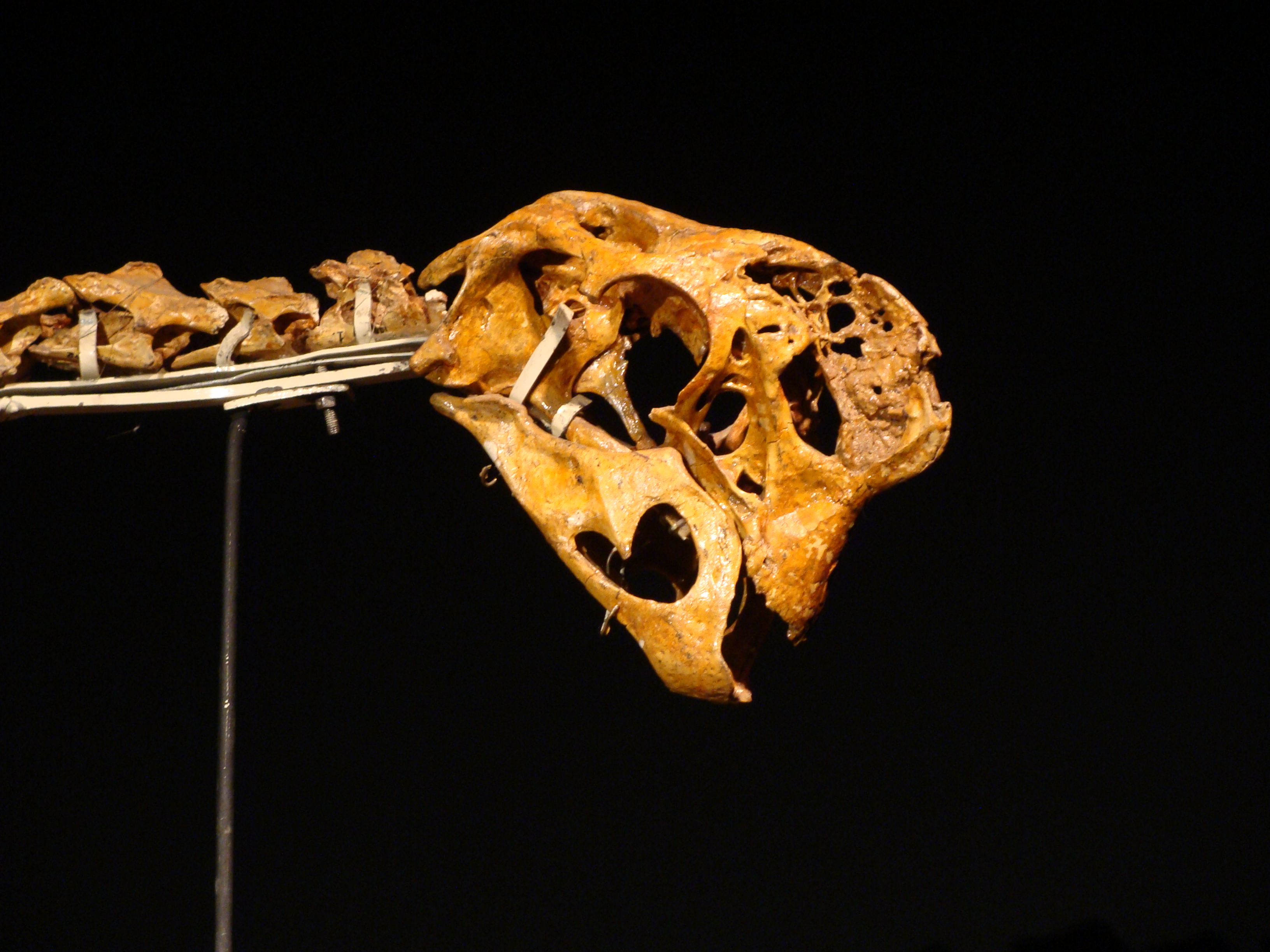
Citipati

Parmi les dinosaures ornithischiens, tous exclusivement herbivores, le crâne était également souvent muni de becs osseux dont les mâchoires portaient de véritables batteries dentaires. La forme du crâne des ornithischiens, en plus d'être liée au régime alimentaire, variait également fortement suivant les attributs de protections ou de parades comme les cornes, les dômes osseux, les crêtes et les collerettes qu'ils portaient. Ainsi, la tête des cératopsiens comme Styracosaurus, Pachyrhinosaurus et Triceratops, munie d'une collerette et parfois de cornes nasales, frontales ou encore de cornes à l'extrémité de la collerette, se distinguait fortement de la tête épaisse et étroite des pachycéphalosauridés comme Stegoceras ou Pachycephalosaurus dont le crâne était épaissi et parfois bombé à son sommet. De même, la tête des hadrosaures, souvent pourvue de longues crêtes osseuses à l'extrémité du crâne comme chez Corythosaurus et Parasaurolophus, ne pouvait être confondue avec la tête épaisse et courte des ankylosauridés comme Ankylosaurus et Euoplocephalus dont le sommet était protégé de protubérances osseuses et parfois rehaussé de courtes épines,,,,.

Têtes d'Ornitischiens
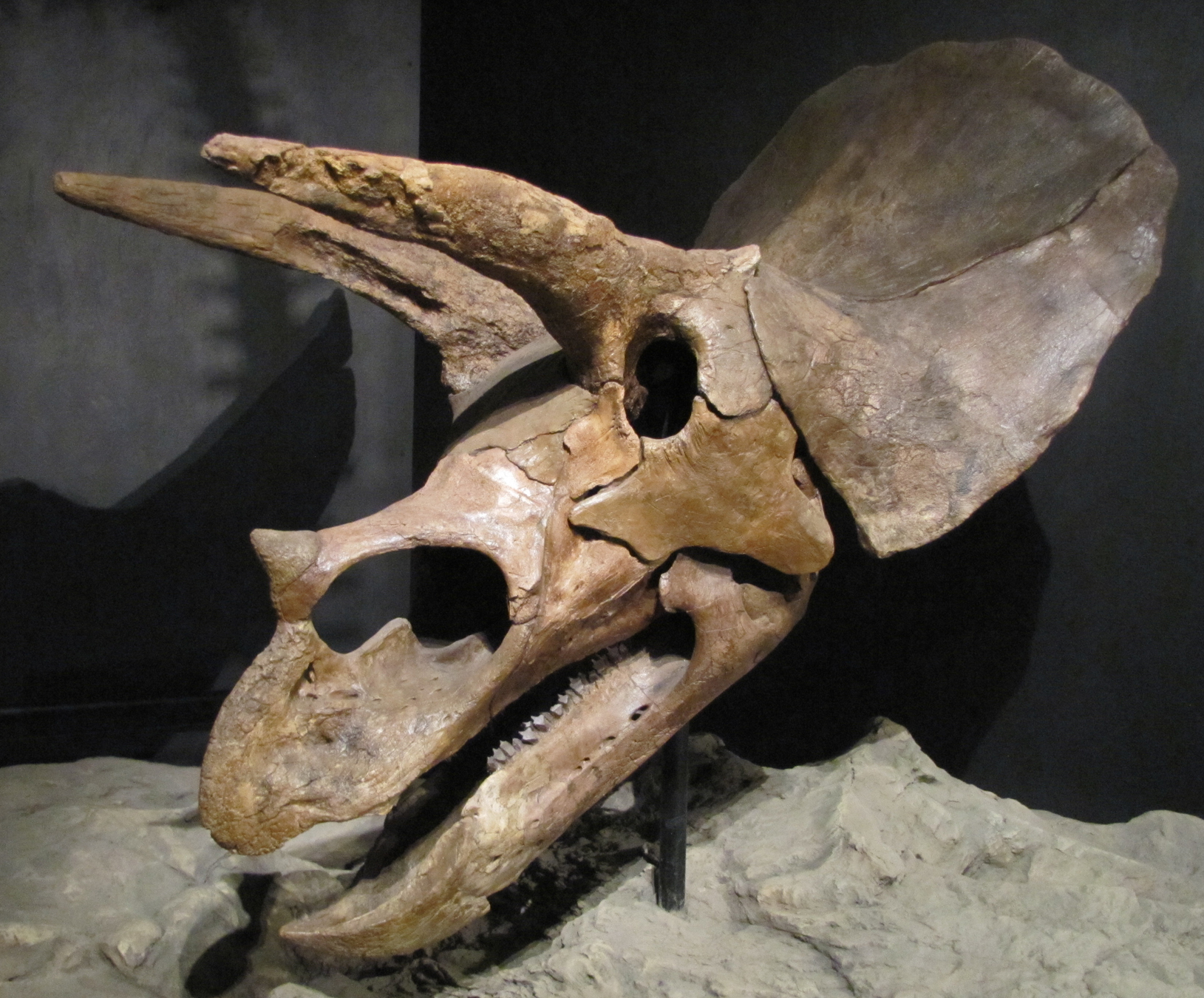
Triceratops
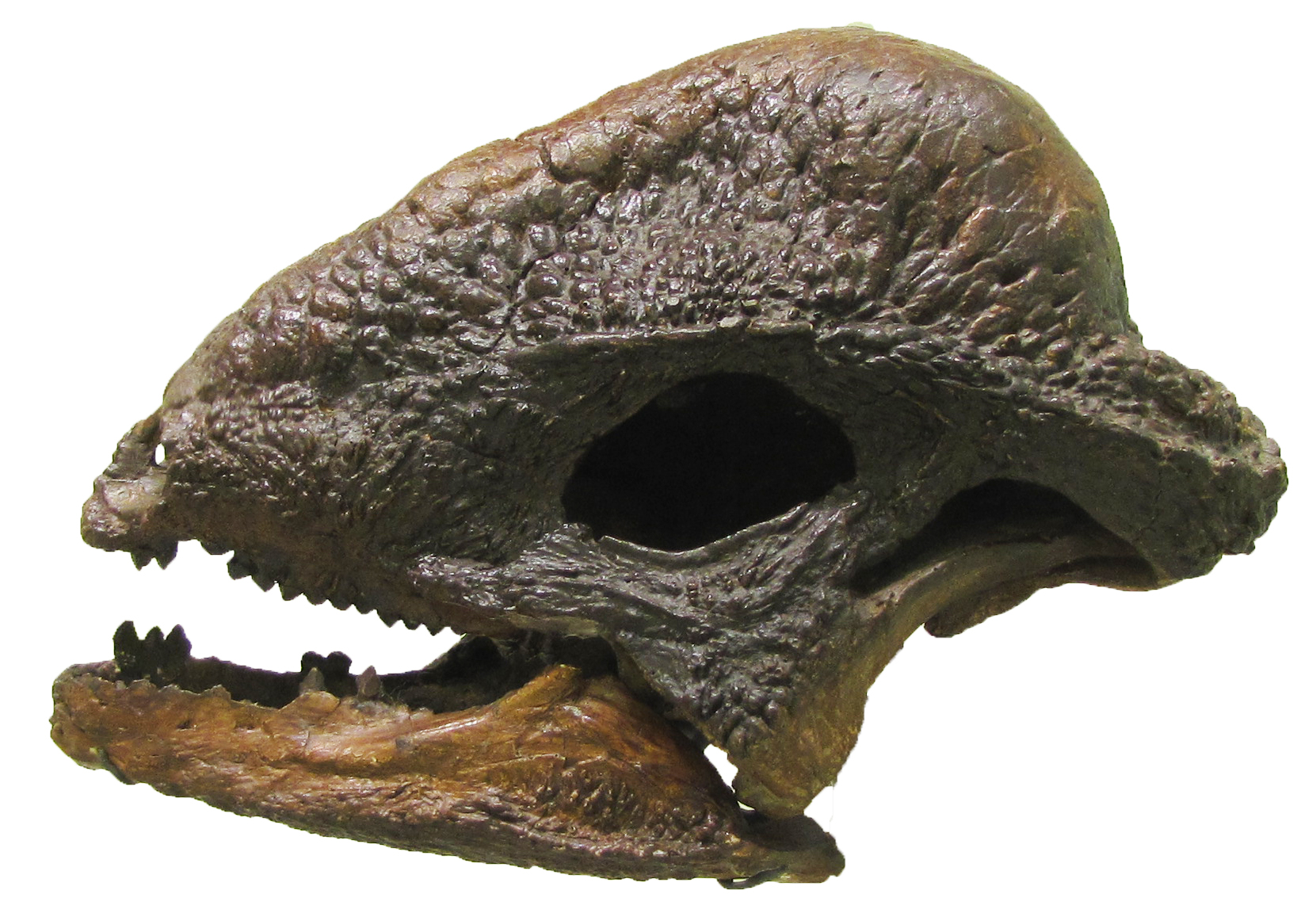
Stegoceras
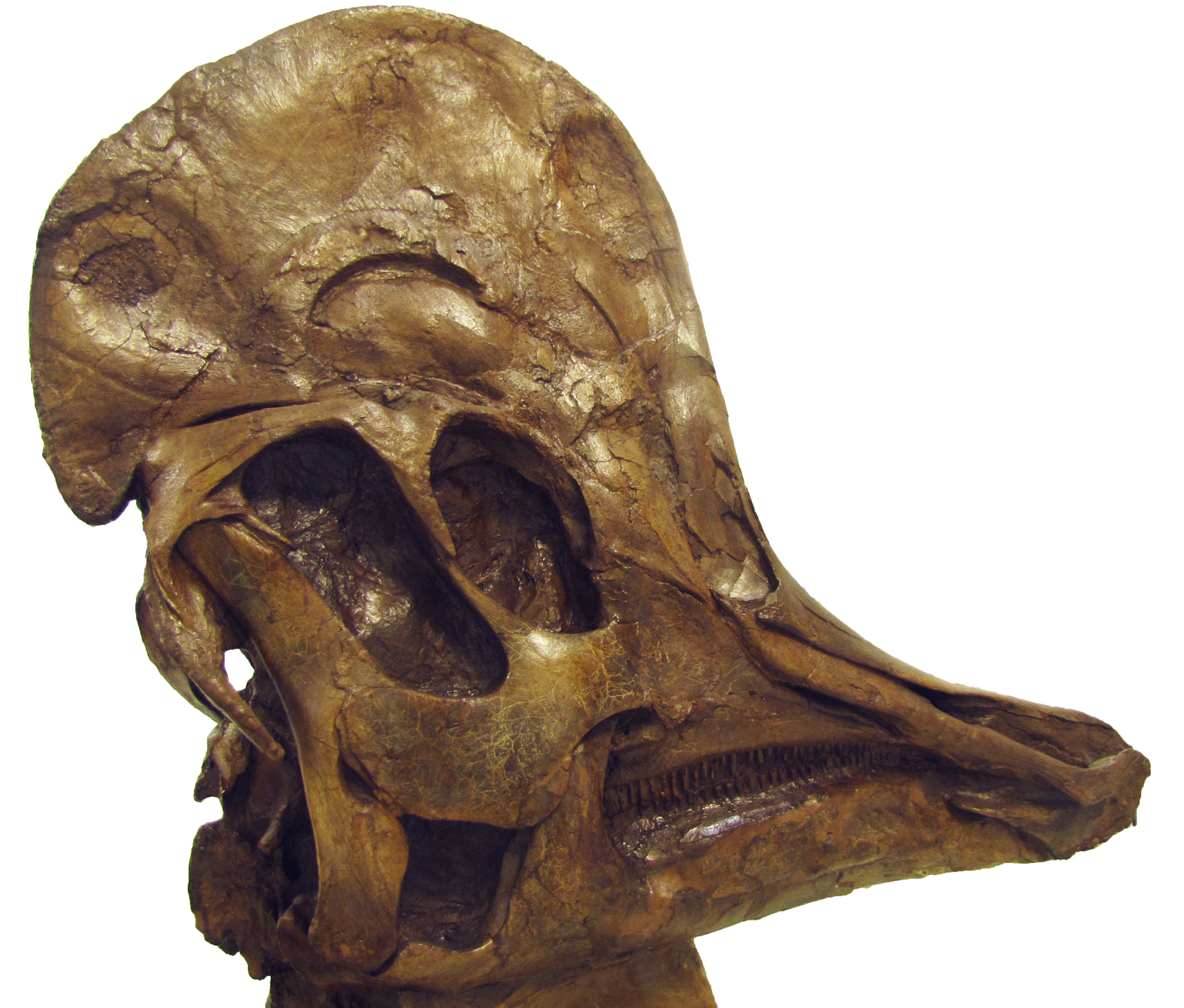
Corythosaurus
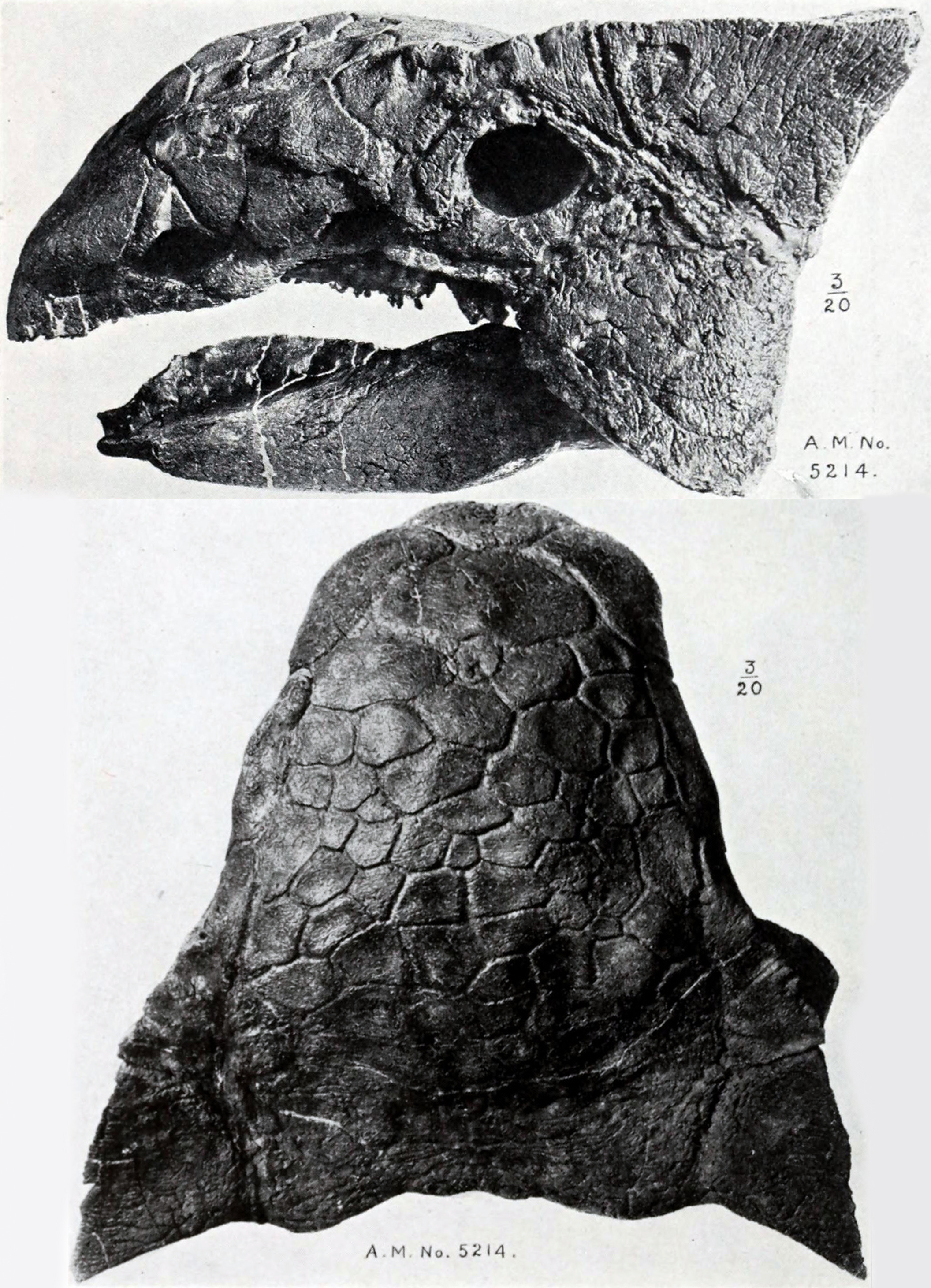
Ankylosaurus

Malgré cette large variabilité de forme que déploie la tête des dinosaures, le crâne et la mâchoire sont toujours constitués des mêmes os et montrent toujours les mêmes ouvertures. En effet, les dinosaures sont des  diapsides, animaux dont le crâne est perforé par deux ouvertures crâniennes, ou fenêtres, dans la partie postérieure du crâne, la fenêtre temporale inférieure et la fenêtre temporale supérieure. De même, comme la majorité des vertébrés, les dinosaures possèdent une ouverture à l'emplacement de l’œil nommée orbite au milieu duquel se trouve l'anneau sclérotique permettant le support de l’œil, ainsi qu'une ouverture au niveau des narines, la fosse nasale. Les saurischiens et certains ornithischiens montrent en outre une dernière fenêtre, généralement large, au niveau du crâne et située entre l'orbite et la fosse nasale : appelée fenêtre antéorbitaire, ce qui signifie "en avant de l'orbite", elle permet le passage de plusieurs muscles reliant le toit du crâne aux mâchoires supérieures et inférieures. Enfin, chez la plupart des dinosaures, la mandibule est également pourvue d'une ouverture nommée fenêtre mandibulaire externe,,,,.

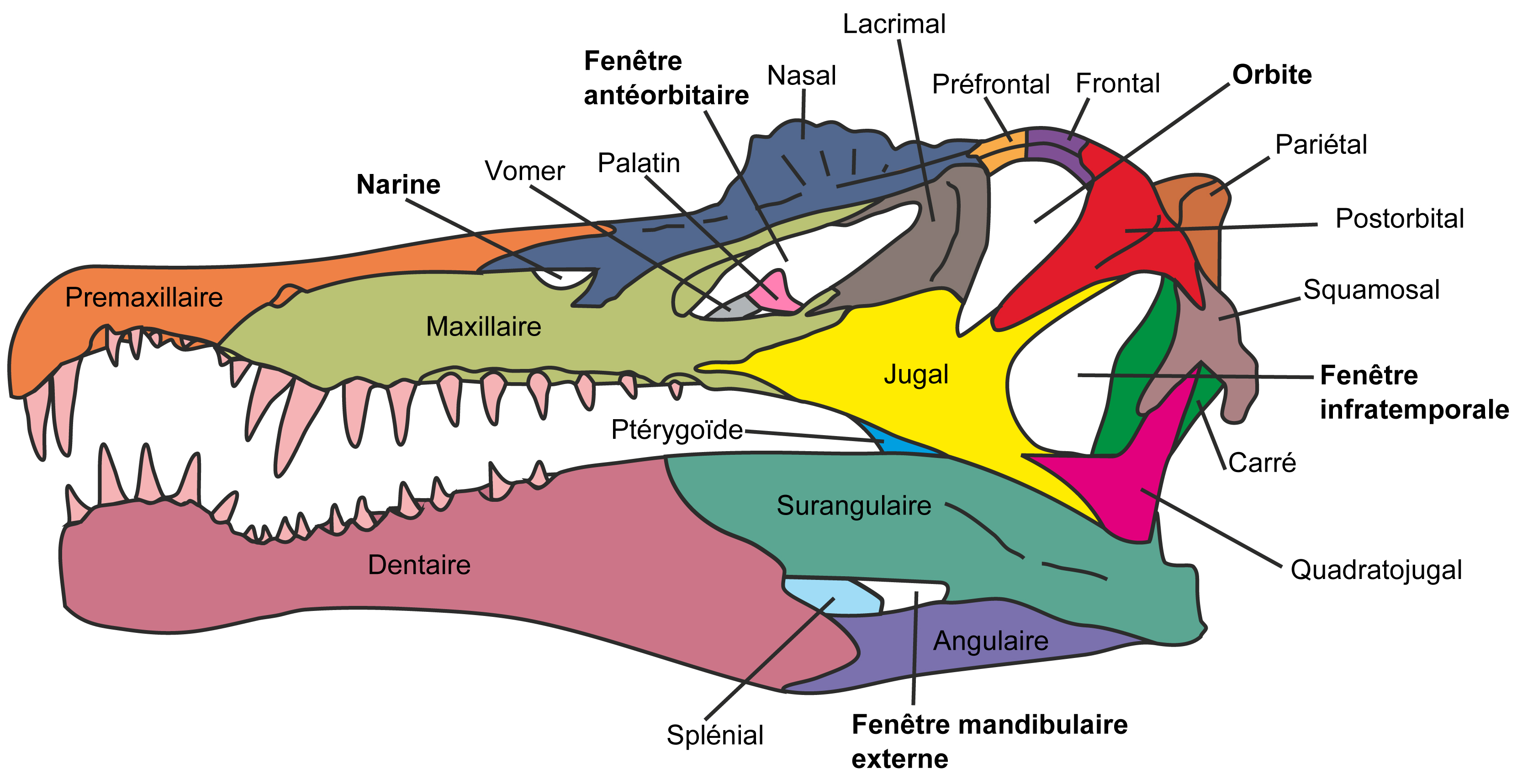
Anatomie du crâne et de la mâchoire de Spinosaurus, un Spinosauridae.

Les os formant le crâne et la mâchoire, en grande majorité double (présents du côté gauche et droit) puisque la tête est symétrique, sont nombreux et leur morphologie est également très diverse au sein des différents groupes de dinosaures. Seuls les plus caractéristiques sont ici exposés. Le prémaxillaire se situe à l'extrémité antérieure du crâne et porte des dents ou un bec corné appelé ramphothèque, ou les deux. Néanmoins, chez les hadrosaures, il existe deux prémaxillaires qui contribuent à la crête osseuse portée par bon nombre d'entre eux. Le maxillaire est également, chez les dinosaures dentés, un os porteur de dents qui constitue la majeure partie de la mâchoire supérieure. Les os formant le toit du crâne sont l'os nasal (délimitant en partie la fosse nasale et formant parfois des crêtes osseuses de toutes sortes), l'os frontal, et l'os pariétal et squamosal qui se trouvent à l'arrière de la tête. Ces deux derniers sont extrêmement développés chez la plupart des cératopsiens puisqu'ils forment la large crête permettant de protéger le cou de ces animaux. La mandibule est majoritairement constituée de l'os dentaire qui est le seul à porter des dents au niveau de la mâchoire inférieure[pas clair]. Chez les dinosaures à bec comme les cératopsiens, les stégosauridés et les hadrosauridés, l'extrémité antérieure de la mâchoire se termine par un os supplémentaire directement relié au dentaire, l'os prédentaire, qui est également renforcé par une ramphothèque chez ces animaux à bec. De la même manière, chez les cératopsiens le prémaxillaire de la mâchoire supérieure est prolongé par un os supplémentaire portant le bec corné et appelé os rostral,,,,.

### Squelette post-crânien

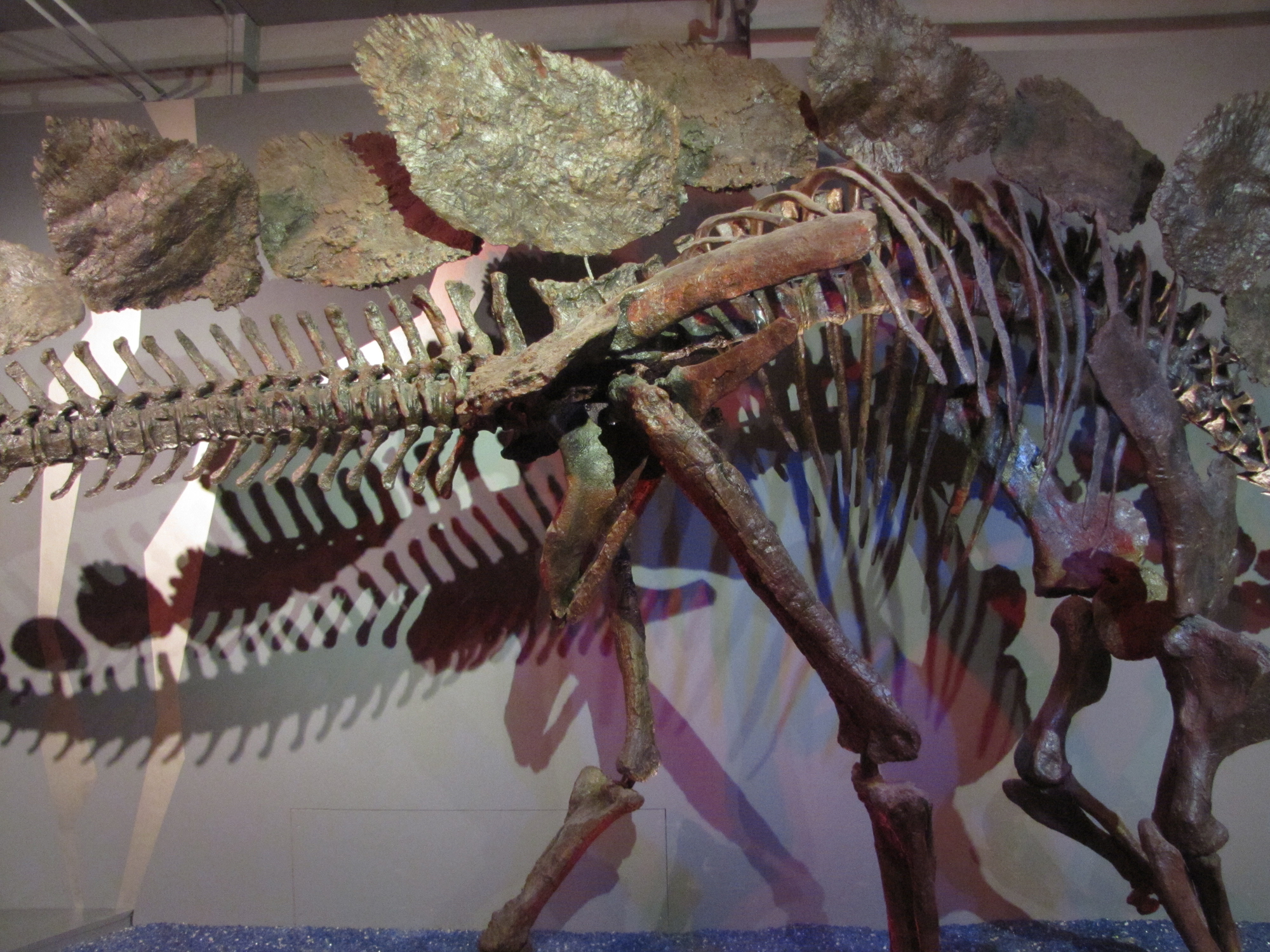
Plaques dorsales losangiques dHesperosaurus, un Stegosauridae.

Si le squelette post-crânien (le squelette mis à part la tête) des dinosaures est moins différencié que le crâne et la mandibule, il n'en reste pas moins que sa morphologie est très variable au sein des différents clades de dinosaures. Directement lié à la locomotion et à l'alimentation, le squelette des dinosaures pouvait également déployer toute une série de variations pouvant avoir un rôle de protection, de défense ou de parade. Les dinosaures carnivores étaient tous bipèdes : leurs membres postérieurs étaient nettement plus développés et robustes que les membres antérieurs, et leurs doigts se terminaient par des griffes acérées, parfois rétractiles. Au contraire, une majorité de dinosaures herbivores était quadrupède et beaucoup d'entre eux étaient dotés de protubérances osseuses qui les protégeaient. Ainsi, par exemple, la tête de certains Ceratopsidae portait des cornes, et le corps des Stegosauridae des plaques osseuses triangulaires ou losangiques sur le haut du dos et parfois de longues épines à l'extrémité de la queue et sur les bas côté du ventre,,,,.

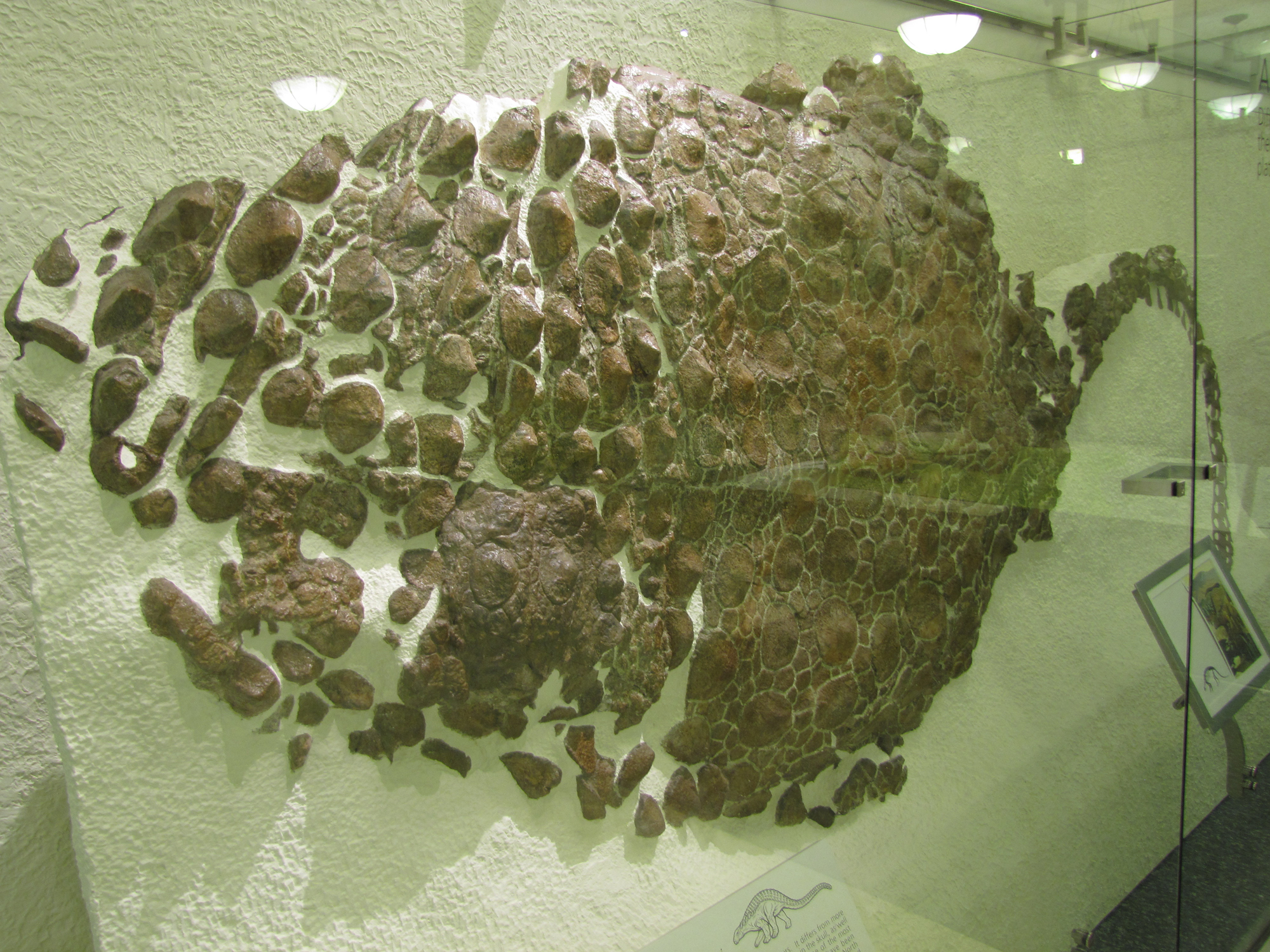
Bouclier osseux de Sauropelta, un ankylosaurien.

Les ankylosauriens se prémunissaient autrement des prédateurs : ces animaux quadrupèdes herbivores avaient le corps recouvert d'un bouclier osseux fait d'une imbrications de nodules, de piques et parfois de larges épines pointant vers les côtés. Leur queue se terminait parfois par une massue osseuse que l'animal était capable de balancer pour repousser les assaillants. Un autre moyen de se protéger des prédateurs et vers lequel les Sauropodomorpha évoluèrent fut l'accroissement démesuré du corps, où le cou et la queue prirent des longueurs gigantesques : la grande dimension du cou permettait à ces dinosaures quadrupèdes d'atteindre la cime des arbres les plus hauts pour se nourrir et leur longue queue aidait à contrebalancer le reste du corps et pouvait  jouer un rôle de fouet capable de claquer face aux carnassiers qui les attaquaient. Des nodules et épines osseuses se trouvaient également sur le dos de certains sauropodes titanosaures tels qu'Agustinia et Ampelosaurus, de même que sur celui de certains théropodes carnivores comme Ceratosaurus. La longue queue de certains sauropodes se terminait également par une massue, comme le montrent Shunosaurus et Omeisaurus, et parfois même de courtes épines telle la queue de Spinophorosaurus,,,,.

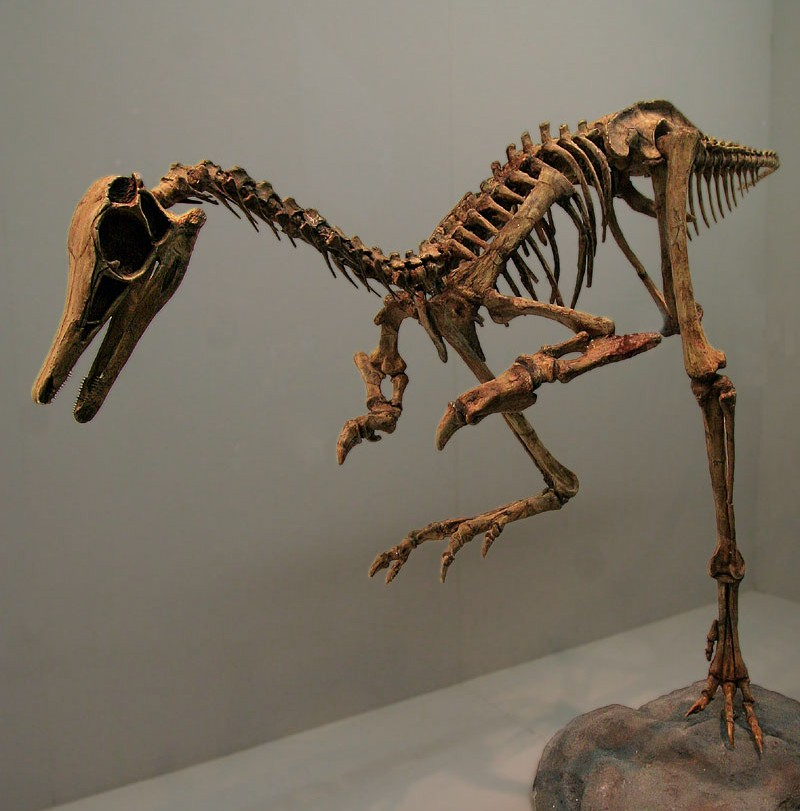
Squelette de Patagonykus (Alvarezsauridae) dont les membres antérieurs ne portent qu'un seul doigt.

Les dinosaures herbivores bipèdes, comme la plupart des Ornithopoda, des Pachycephalosauridae et un grand nombre de théropodes maniraptoriformes, devaient compter surtout sur la robustesse et la vélocité de leurs membres postérieurs pour échapper aux prédateurs, mais certains herbivores comme Iguanodon portaient également de larges éperons au niveau des pouces pouvant leur permettre de poinçonner le cou des prédateurs. La plupart des théropodes comprenait trois à quatre doigts à chaque main, mais quelques-uns d'entre eux, comme Tyrannosaurus, n'étaient pourvus que de deux doigts développés et un troisième doigt vestigial totalement réduit. Les membres antérieurs de certains théropodes Alvarezsauridae n'étaient même terminés que par un doigt unique muni d'une large griffe. Les membres antérieurs des théropodes étaient  bien développés, parfois même robustes comme chez les Spinosauridae, mais certains d'entre eux au sein de la lignée des Abelisauridae, Tyrannosauridae et Alvarezsauridae montraient des membres antérieurs extrêmement courts. Certains dinosaures herbivores comme carnivores pouvaient déployer une voile osseuse sous-tendue par des épines neurales hypertrophiées sur le haut du dos, comme les ornithopodes Ouranosaurus et Hypacrosaurus ainsi que les théropodes Acrocanthosaurus, Concavenator et Spinosaurus,,,,.

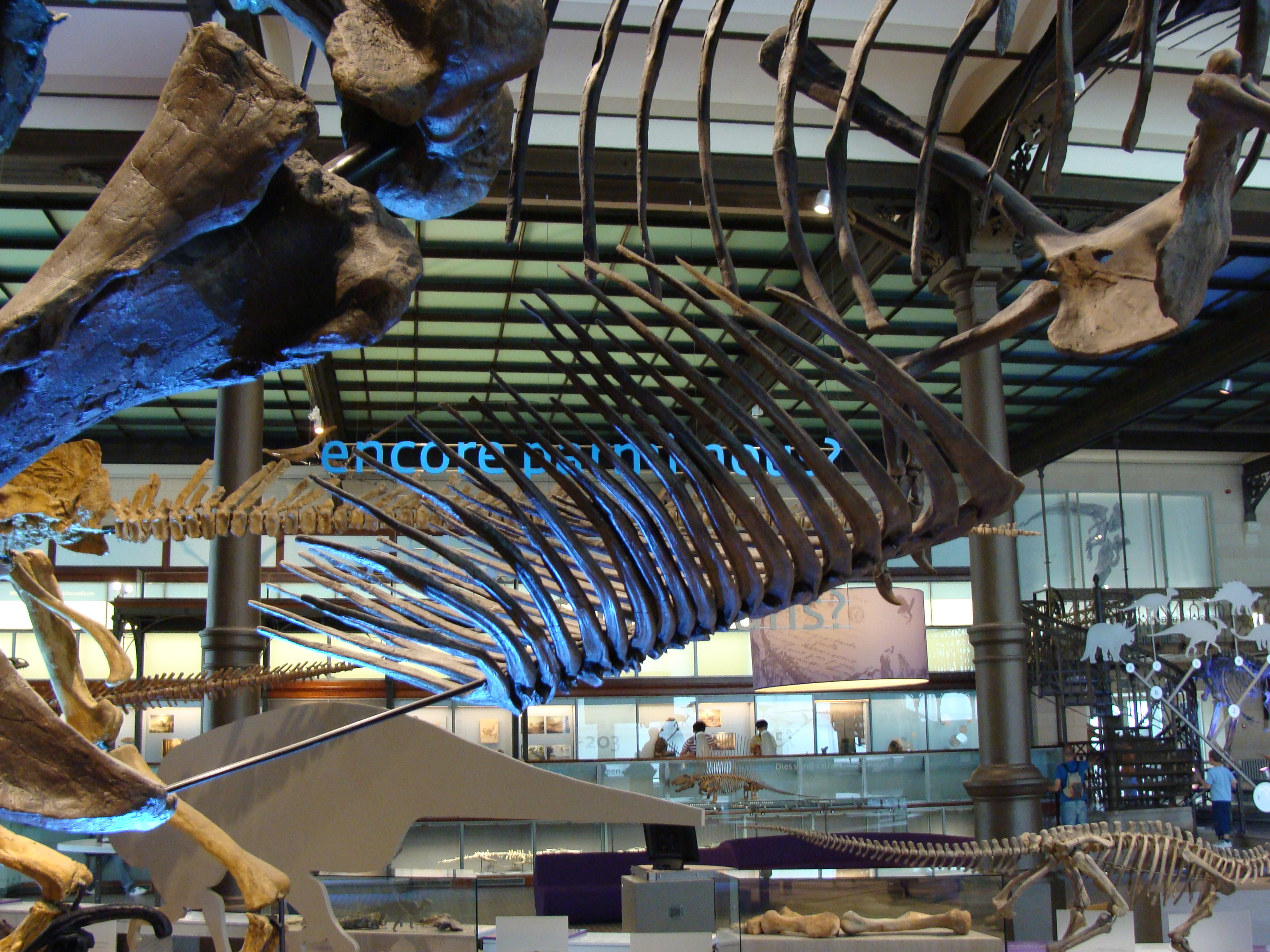
Gastralias (os du ventre) de Tyrannosaurus (Tyrannosauridae).

Cette large variabilité de forme du corps des dinosaures ne dérive que de la transformation d'un certain nombre d'os, et la grande majorité des os du squelette des dinosaures est partagée par l'ensemble d'entre eux et configurée de la même manière. La colonne vertébrale comprend toujours des vertèbres cervicales (vertèbres du cou), dorsales (du dos), sacrales (du bassin) et caudales (de la queue). La cage thoracique est protégée par les côtes (cervicales et dorsales) et des os fins et parallèles nommés gastralias au niveau du bas-ventre, et de petits os appelés chevrons ou arcs hémaux situés sous les vertèbres caudales servent d'attaches aux muscles de la queue. Les membres antérieurs incluent un humérus (partie proximale de l'avant-bras), un radius et une ulna (partie distale de l'avant-bras) et enfin les os de la main :  carpes, métacarpes et phalanges. De même, les membres postérieurs incluent fémur, tibia, fibula et enfin os du pied (tarses, métatarses et phalanges). L'épaule comprend la scapula et le coracoïde ainsi que deux petits os, le sternum et la clavicule (cette dernière étant fusionnée chez les théropodes pour former un os en forme de 'V' nommé furcula) et le bassin se constitue d'un ilion, d'un ischion et d'un pubis. Les piques, plaques et nodules que portent certains dinosaures ne sont que des protubérances osseuses dérivant de l'ossification de certaines parties du derme,,,,.

### Organes internes

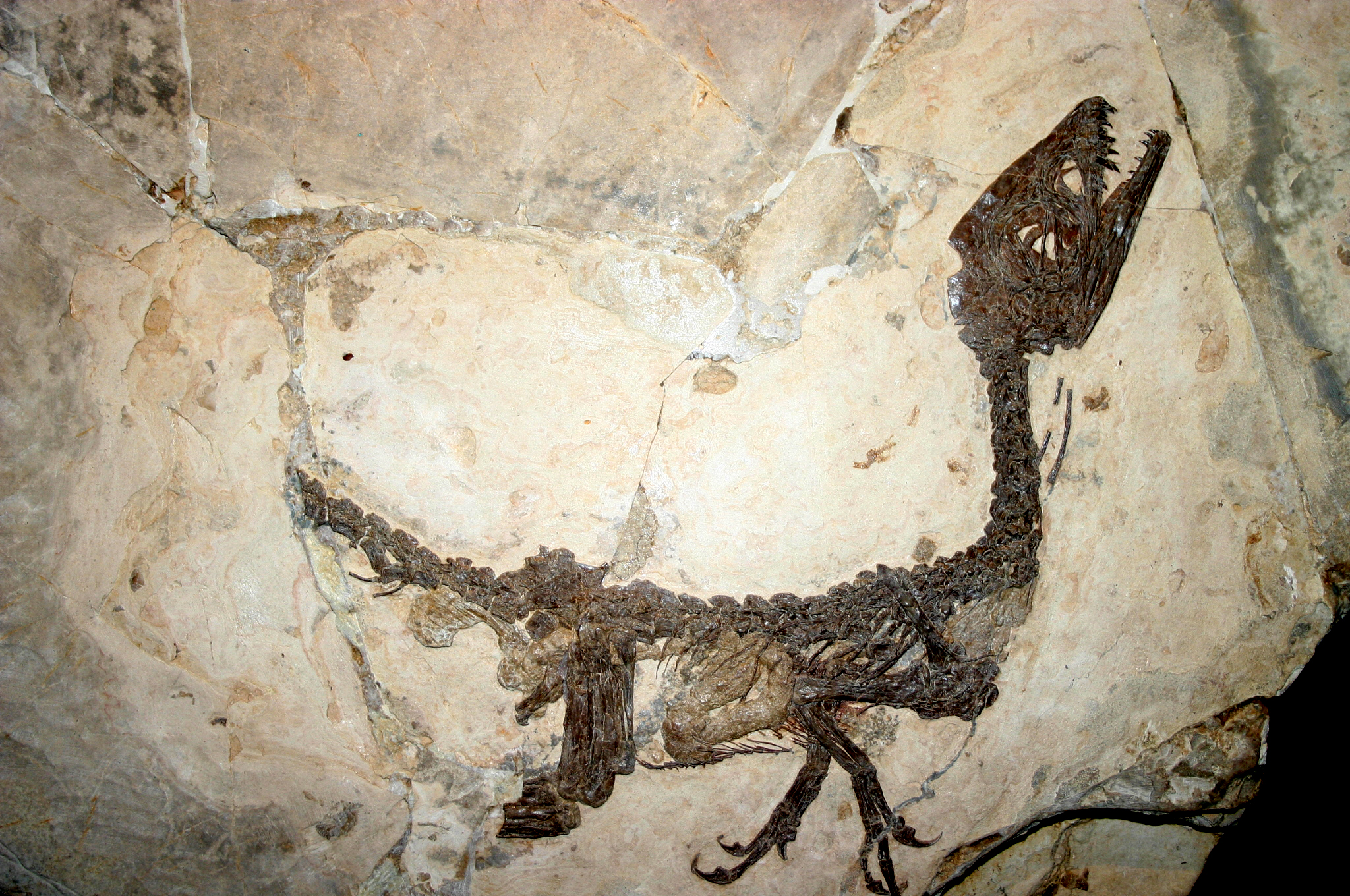
Le spécimen Scipionyx samniticus montrant les restes minéralisés d'organes internes.

Si l'anatomie osseuse des dinosaures est relativement bien connue grâce à la découverte de leurs os fossilisés, il en est tout à fait autrement de leur anatomie interne. En effet, les organes internes (cerveau, poumons, estomacs, intestins, etc.) et les muscles se dégradent rapidement une fois l'animal mort et seuls des cas exceptionnels de dépôt rapide et de fossilisations permettent à ces parties molles du corps d'être préservées dans la roche.
Un des plus beaux exemples est donné par le théropode juvénile Scipionyx dont les organes et tissus mous ont été particulièrement bien conservés. La préservation unique des ligaments, des cartilages et des muscles du corps, des vaisseaux sanguins et de la totalité des organes digestifs chez ce petit coelurosaure a permis la découverte d'éléments cruciaux sur l'anatomie générale des dinosaures, qui semble se rapprocher beaucoup plus de celle des oiseaux que des reptiles contemporains.
Des restes de viscères et de muscles fossilisés d'autres dinosaures ont été mis au jour : Mirischia préservant des traces d'intestins, Santanaraptor et Pelecanimimus montrant des restes de peau et de muscles, ainsi que plusieurs exemples d'hadrosauridés momifiés comme Brachylophosaurus (nommé «Leonardo») et Edmontosaurus (nommé «Dakota») chez lesquels on a retrouvé des restes tégumentaires, ligamentaires et viscéraux.
L'interprétation de certaines découvertes est parfois difficile : ainsi un article dans Science en avril 2000 mentionne qu'un cœur fossilisé de Thescelosaurus  présentait quatre chambres, comme celui des mammifères et des oiseaux. Un examen minutieux de ce "cœur pétrifié" a révélé qu'il s'agit là plus vraisemblablement d'une concrétion rocheuse,.

#### Muscles

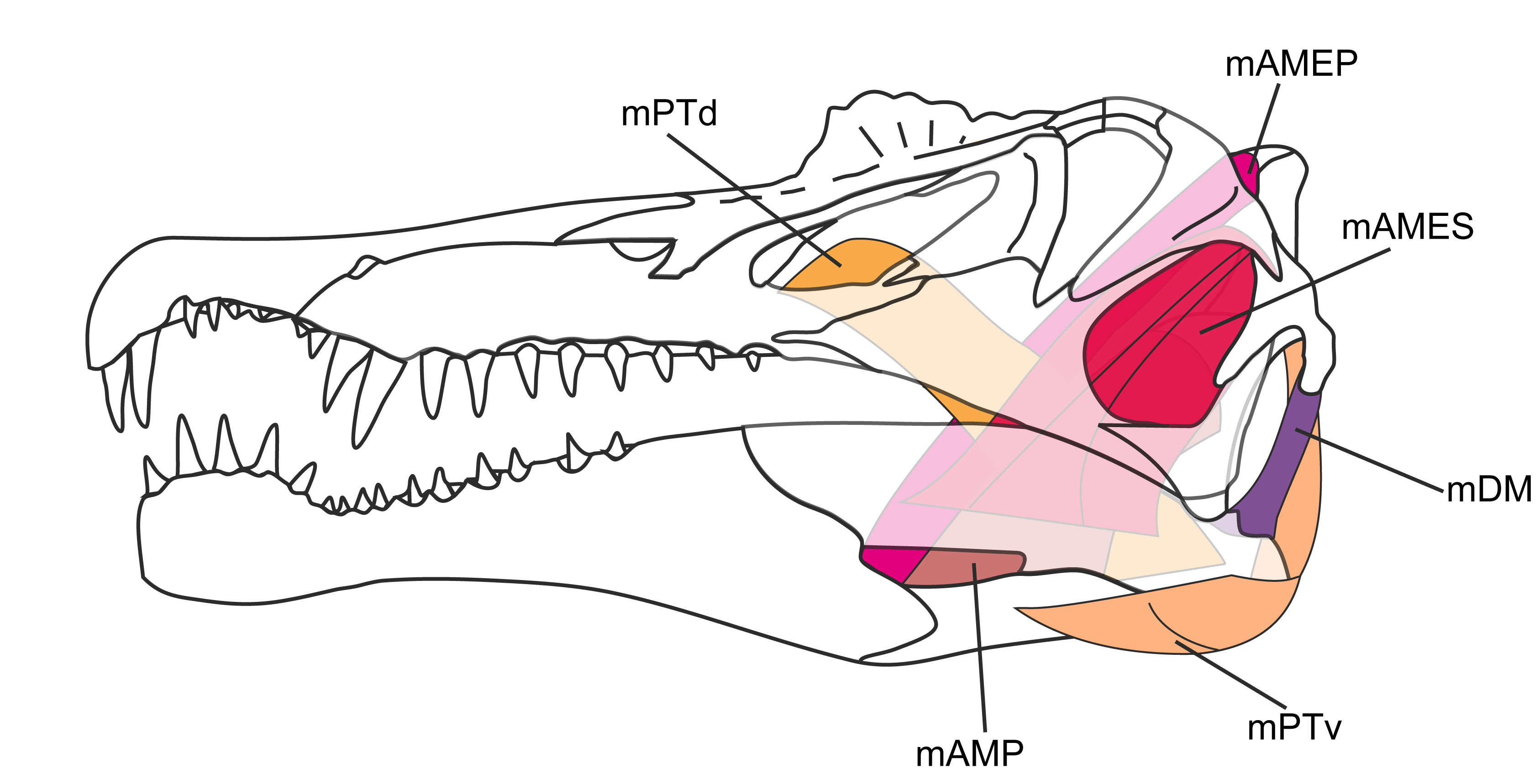
Musculature du crâne et de la mandibule chez Spinosaurus.

La musculature des dinosaures a été particulièrement étudiée ces dernières années. Les reconstitutions musculaires se basent moins sur les tissus musculaires préservés, qui sont très rares, que sur l'examen des attaches musculaires visibles sur les os et sur une comparaison avec l'anatomie musculaire des proches parents des dinosaures vivants de nos jours, à savoir les oiseaux et les crocodiles. Ainsi, les muscles du crâne et de la mâchoire, qui comprennent les muscles orbito-temporaux , palataux , temporaux  et mandibulaires , ont été récemment reconstitués chez Edmontosaurus, Diplodocus et Majungasaurus. Quant aux muscles du cou, une reconstitution de leur anatomie a pu être donnée chez certains théropodes,,, marginocéphales et sauropodes. De la même manière, des données nouvelles sur la musculature des membres antérieurs et postérieurs chez les dinosaures ont été récemment apportées, par exemple chez Tyrannosaurus, et les Dromaeosauridae, contribuant à développer de manière importante les connaissances sur la locomotion des dinosaures,,.

#### Cerveau

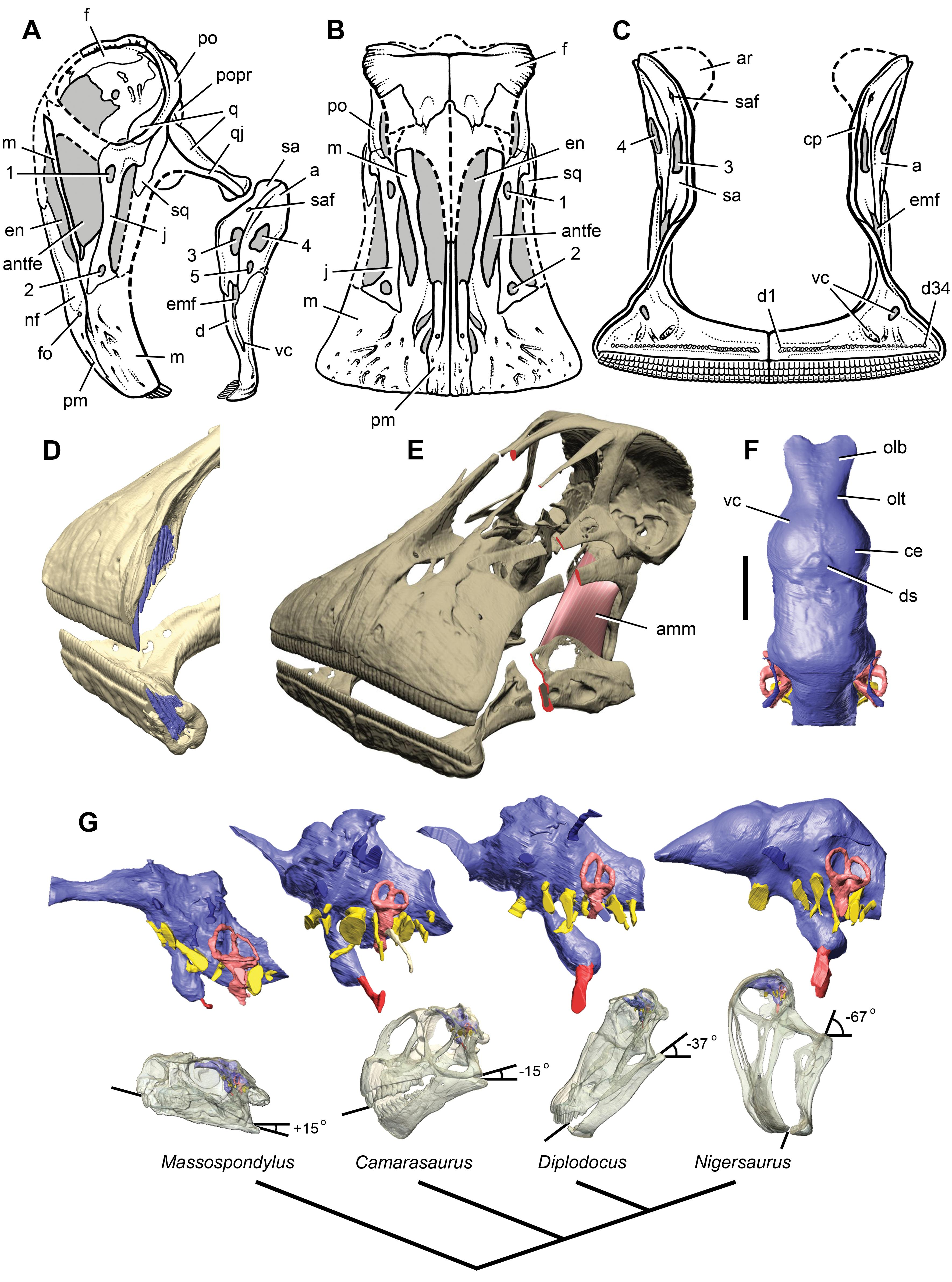
Anatomie crânienne et reconstitution de l'encéphale de Nigersaurus, et évolution du cerveau chez les sauropodomorphes.

Du fait de sa complexité, la boîte crânienne renfermant le cerveau a longtemps été une des régions du squelette des dinosaures les moins connues. Les connaissances de son anatomie se sont considérablement améliorées au XXIe siècle avec l'avènement du scanner qui a permis de décrire avec précision la cavité céphalique des boîtes crâniennes de nombreux dinosaures. Des reconstructions en 3 dimensions des hémisphères cérébraux, des bulbes olfactifs et des organes de l'oreille interne ont pu être ainsi faites chez plusieurs dinosaures comme Tyrannosaurus et Diplodocus,. Ces études ont permis de mieux comprendre  l'anatomie du cerveau des dinosaures, et d'avoir une meilleure idée de leur intelligence et de leurs facultés sensorielles (ouïe, odorat, vue). On sait à présent que la morphologie du cerveau est très variable au sein du groupe des dinosaures : les ornithischiens, les sauropodomorphes et les théropodes basaux possédaient généralement un cerveau proche de celui des reptiles actuels, alors que les théropodes avaient un cerveau ressemblant beaucoup plus à celui des oiseaux. Le cerveau des dinosaures peut se diviser en deux parties, le bulbe olfactif antérieurement et les hémisphères cérébraux au centre, auxquels s'ajoutent, de part et d'autre du cerveau, douze nerfs majeurs, les veines cérébrales et enfin l'oreille interne et le labyrinthe osseux. L'évolution du cerveau chez les théropodes a produit un accroissement important du volume cérébral chez les coelurosaures, de même qu'un alignement du bulbe olfactif, des hémisphères cérébraux et du cerveau postérieur sur un même plan,. La découverte d'un cerveau fossilisé qui aurait appartenu à un iguanodonte a permis de constater une structure proche de celle des oiseaux modernes et des crocodiliens. L'étude associée, publiée en 2016, a permis de suggérer que la boîte crânienne et le cerveau chez ces animaux étaient en contact l'un avec l'autre et non pas séparés par un système sanguin, ce qui indiquerait une taille du cerveau plus importante que celle qui était considérée jusqu'alors,.

### Peaux, poils et plumes

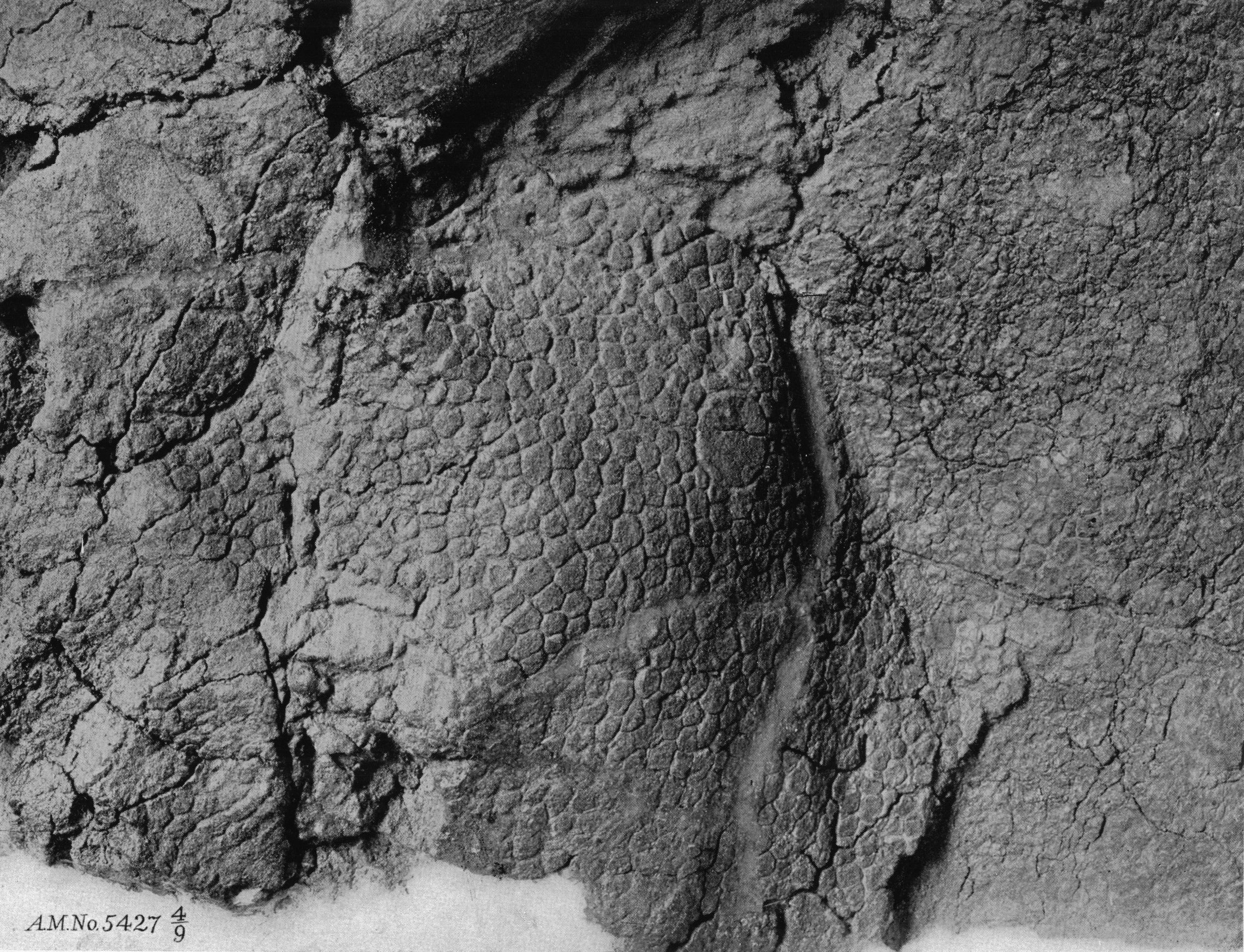
Empreinte de peau écailleuse du Ceratopsidae Centrosaurus

Les dinosaures furent longtemps considérés comme des reptiles couverts d'écailles tels les crocodiles et lézards actuels. Cette vision a fortement changé depuis la découverte de structures osseuses typiques des animaux homéothermes (à sang chaud) chez de nombreux dinosaures, et depuis que la province du Liaoning, en Chine, a livré un grand nombre de fossiles de dinosaures couverts de poils et de plumes. Si certains dinosaures portaient ce genre de téguments filamenteux, d'autres semblent avoir eu la peau lisse, et d'autres encore avoir été couverts d'écailles  et plusieurs types de phanères ont pu coexister, comme chez les oiseaux actuels. Des traces d'écailles ont par exemple été découvertes chez de nombreux groupes de dinosaures comme des hadrosauridés ,,, des cératopsidés ,, des stégosauridés ,, des ankylosauridés ,, des sauropodes,, et des théropodes,.

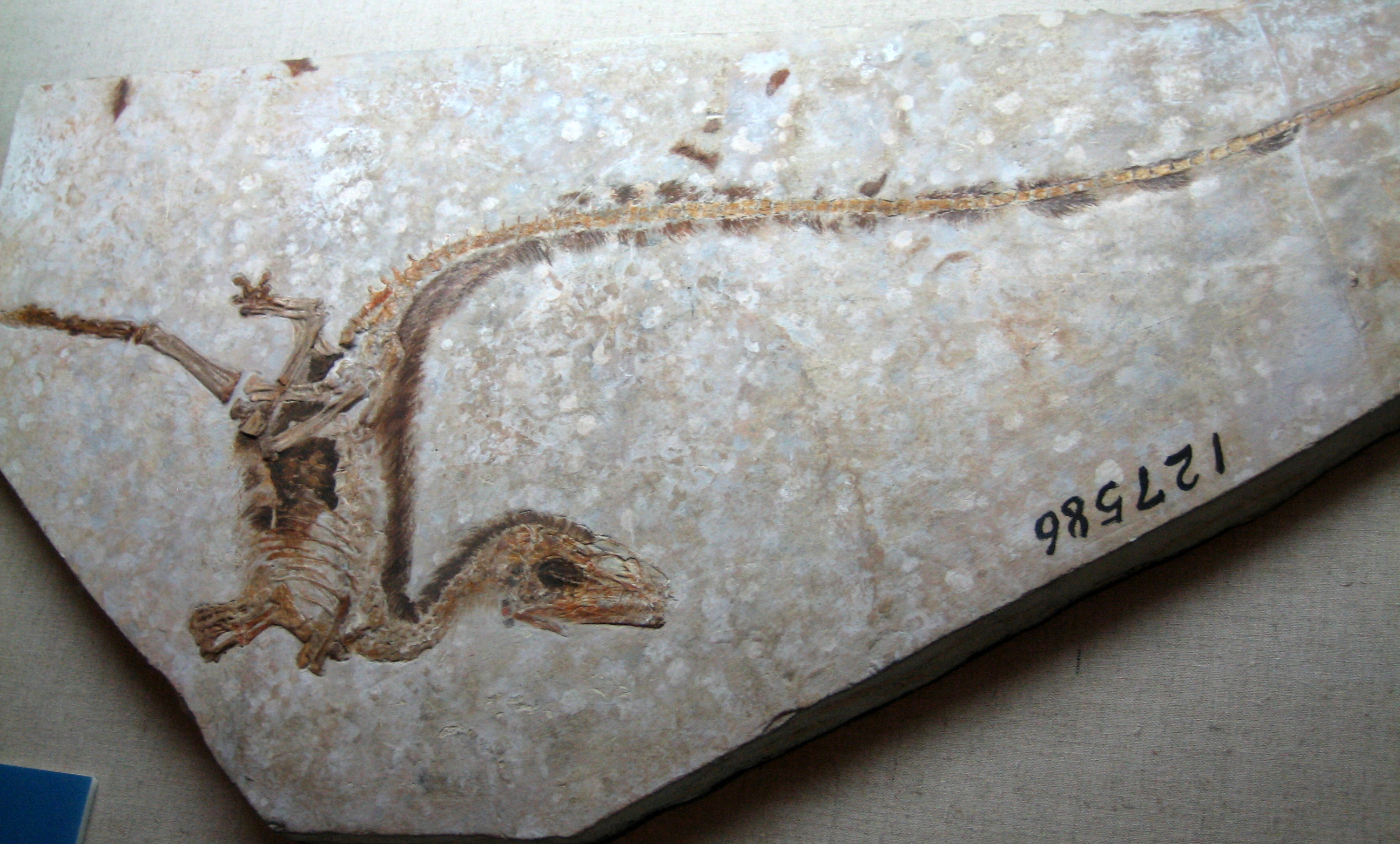
Le duvet pileux du Compsognathidae Sinosauropteryx

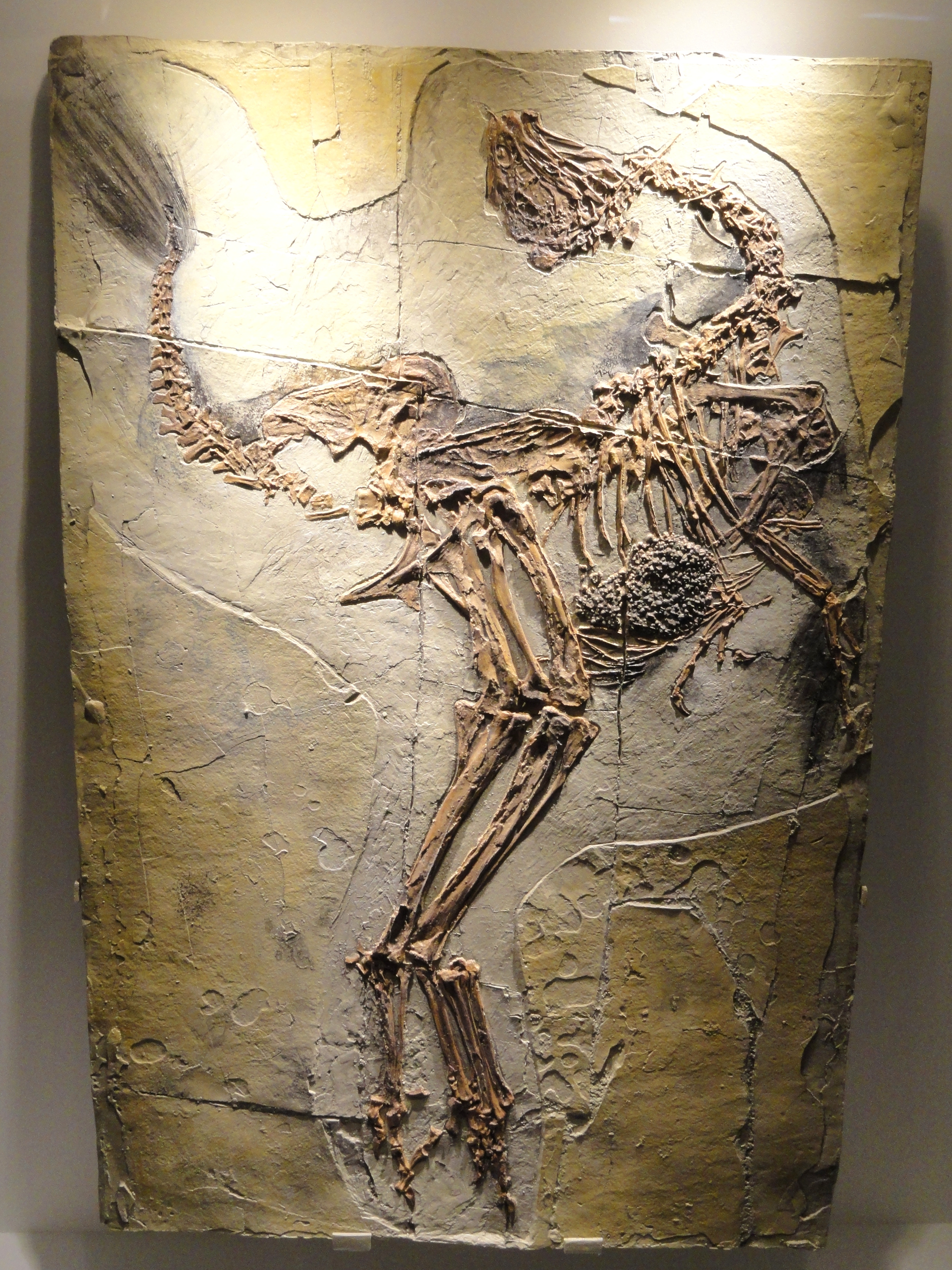
Le dinosaure à plumes Caudipteryx

La très grande majorité des paléontologues s'accorde à présent à dire que les dinosaures, et plus exactement les théropodes, furent les ancêtres directs des oiseaux, et les preuves de plumes chez certains théropodes non aviens ont grandement conforté cette théorie. En effet, l'évolution de la plume se suit très bien tout au long du clade des dinosaures, depuis les dinosaures relativement basaux portant un duvet pileux, jusqu'aux théropodes dérivés déployant de véritables rémiges. La présence de poils est avérée chez aux moins deux ornithischiens, l'Heterodontosauridae Tianyulong et le Psittacosauridae Psittacosaurus, et un certain nombre de théropodes dont le Megalosauridae Sciurumimus, le Tyrannosauroidea Dilong, les Compsognathidae Sinosauropteryx et Juravenator, et l'Alvarezsauridae Shuvuuia. Ces poils de structures très simples se différencient déjà des téguments filamenteux plus larges et plus longs du Therizinosauroidea Beipiaosaurus,. L'Oviraptoridae Caudipteryx et le Dromaeosauridae Sinornithosaurus,, portent quant à eux des proto-plumes, des structures tégumentaires branchues comprenant une tige centrale à laquelle se joignent des filaments latéraux. Finalement, plusieurs coelurosaures dérivés dont les Oviraptoridae Caudipteryx, et Similicaudipteryx, les Dromaeosauridae Microraptor et les Troodontidae Anchiornis étaient couverts de plumes de type pennes tout à fait homologues à celles de nos oiseaux actuels. Des plumes asymétriques, caractéristiques des oiseaux modernes pouvant voler, ont été découvertes chez Jianianhualong,. Bien qu'aucun fossile de Velociraptor ne présente d'empreintes de plumes, les os des membres antérieurs montrent de petites protubérances alignées de manière régulière le long de l'os et interprétées comme étant le lieu de fixation de plumes modernes. Des structures similaires ont également été découvertes sur les membres antérieurs de Carcharodontosauridae Concavenator, un théropode beaucoup plus primitif que les maniraptoriformes à plumes, démontrant, s'il ne s'agit pas là de lieux d'attachement des muscles, la présence de rémiges le long des bras déjà chez ces théropodes relativement primitifs. En 2016 un article publié dans Current Biology annonce la découverte en Birmanie un bloc d'ambre daté de 99 millions d'années contenant un fragment de queue attribué à un coelurosauria et où apparaissent clairement des plumes. Ces plumes  pouvaient servir comme moyen de thermorégulation, de camouflage ou comme ornement pour les parades sexuelles.

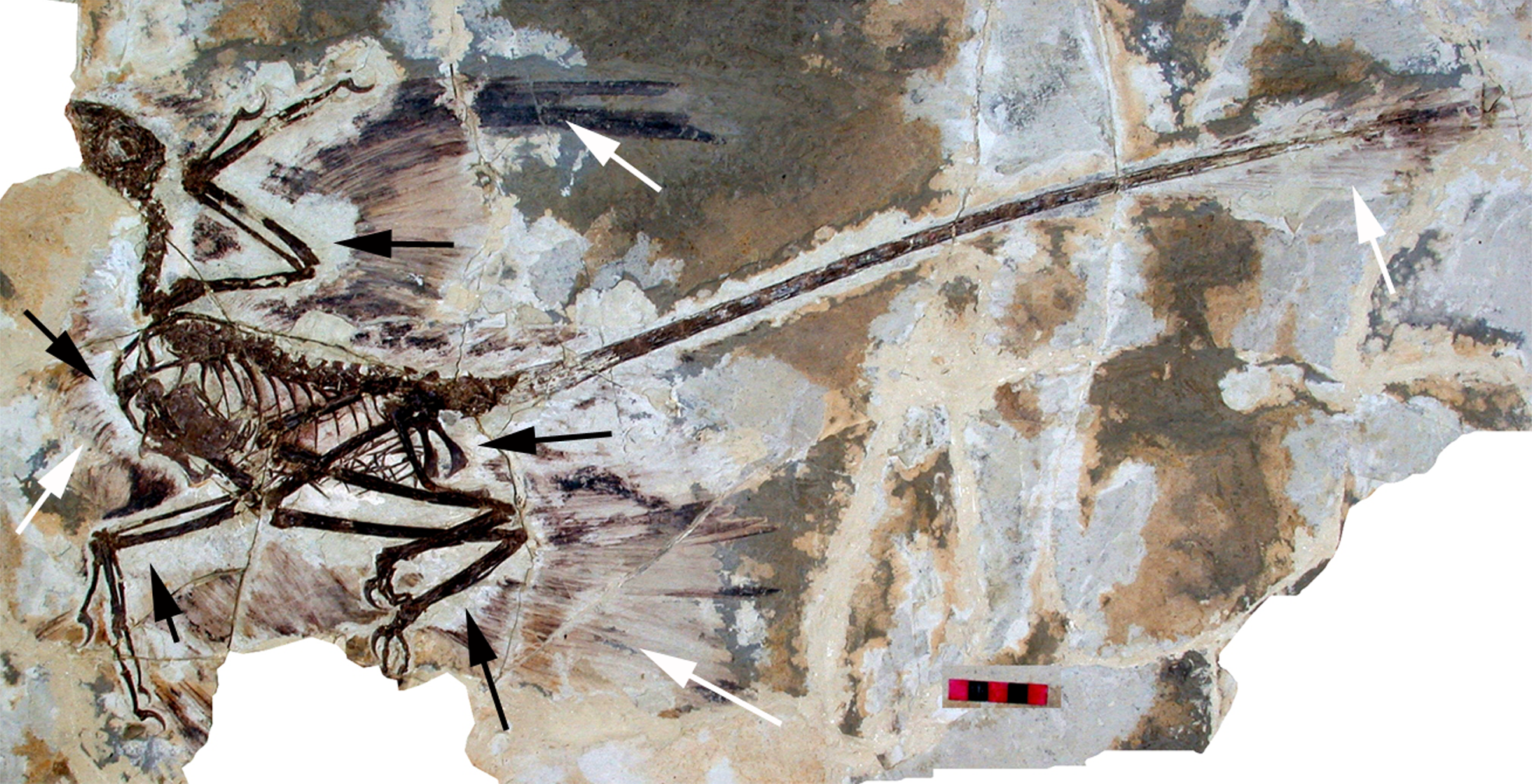
Les plumes du dinosaure Dromaeosauridae Microraptor

Bien que la plupart des dinosaures semble avoir porté uniquement des écailles, il n'est pas impossible que ceux-ci aient perdu la pilosité de leurs ancêtres. En effet, les dinosaures à poils les plus primitifs appartiennent au groupe des Heterodontosauridae, des ornithischiens primitifs de petite taille. La présence de poils est également avérée chez certains ptérosaures comme Sordes, des reptiles volants proches parents des dinosaures. Il n'est pas certain que les structures filamenteuses des ptérosaures et des dinosaures soient homologues mais si cela devait être le cas, cela signifierait que les ancêtres communs des ptérosaures et des dinosaures portaient des poils, et donc que les dinosaures les plus basaux étaient déjà à fourrure,.

### Couleurs

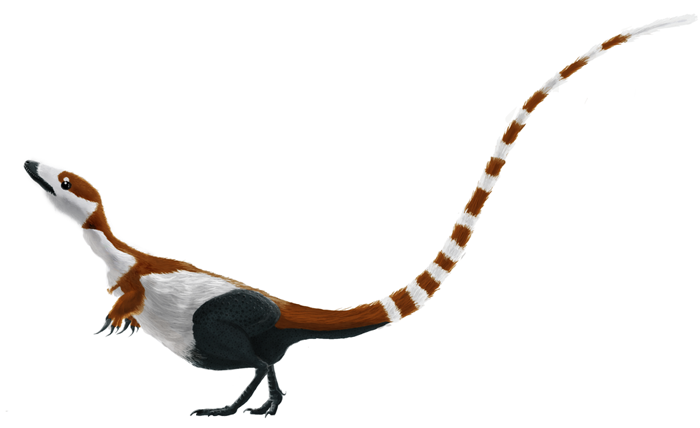
Restitution paléoartistique des couleurs du pelage du Compsognathidae Sinosauropteryx, par Matt Martyniuk.

La découverte des dinosaures à plumes en Chine à la fin du siècle dernier et de ce siècle-ci a révolutionné nos connaissances des dinosaures et de l'évolution de leurs descendants actuels les oiseaux. Mais leur découverte a permis d'amorcer une tout autre révolution dans le domaine de la paléontologie des dinosaures, celle de leurs couleurs. Depuis leur naissance au milieu XIXe siècle jusqu'au début du XXIe siècle, il était impossible de fournir des informations concrètes sur la couleur des dinosaures. En effet, les pigments de couleur ne se préservent pas à l'état fossile, et l'entièreté des fossiles de peau, de poils et de plumes des dinosaures ont perdu leur coloration à jamais. Néanmoins, grâce à un examen minutieux des poils et des plumes extrêmement bien préservés des dinosaures du Liaoning à l'aide d'un microscope électronique à balayage (SEM), les paléontologues ont découvert dans les années 2010 la présence de mélanosomes fossilisés, ces organites de cellules pigmentées comprenant la mélanine et responsables, entre autres, des couleurs arborées par les poils et les plumes,. La découverte de ces mélanosomes a permis avant tout de démontrer la nature épidermique des plumes des dinosaures, qui furent vues par quelques rares paléontologues comme des fibres de collagènes,,.

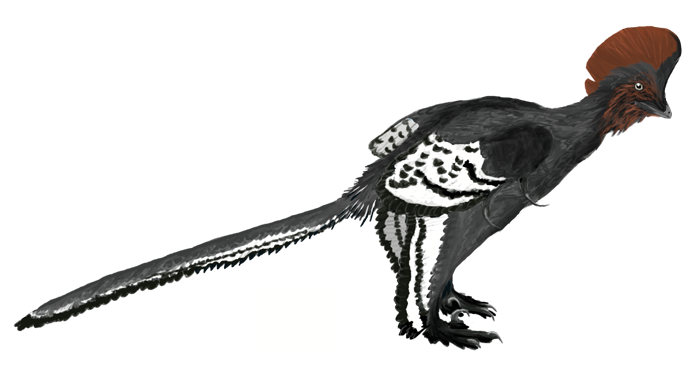
Reconstitution des couleurs du plumage du Troodontidae Anchiornis, par Matt Martyniuk.

La combinaison de forme, taille, densité et distribution des mélanosomes a également permis de reconstituer les motifs de couleurs déployés par les plumes. Les mélanosomes qui produisent des couleurs noires et grises sont ainsi longs et étroits alors que ceux donnant des couleurs brun-rouge et marron sont courts et larges. Cette technique a jusqu'ici été appliquée à trois dinosaures, au Compsognathidae Sinosauropteryx, au Troodontidae Anchiornis et au Dromaeosauridae Microraptor. Les résultats de cette technique ont ainsi révélé, pour Sinosauropteryx, un pelage de la queue fait d'une alternance de bandes de couleurs claires et foncées, ces dernières déployant des tons plutôt brun-rouge. Chez Anchiornis, le plumage qui couvrait le corps et le cou était généralement grisé. Les ailes des membres antérieurs portaient des bandes de couleurs blanches et noires, alors que les ailes des membres postérieurs étaient blanches à leur base et noires à leur extrémité. Enfin, le plumage de la tête fut généralement grisé et tacheté de couleurs brun-rouge, tout comme les plumes de la crête qui semblent avoir été colorées plus largement de brun-rouge. Quant à Microraptor, la présence de mélanosomes de forme allongée et étroite au niveau des plumes a permis de révéler un plumage de couleur noire majoritairement iridescent.

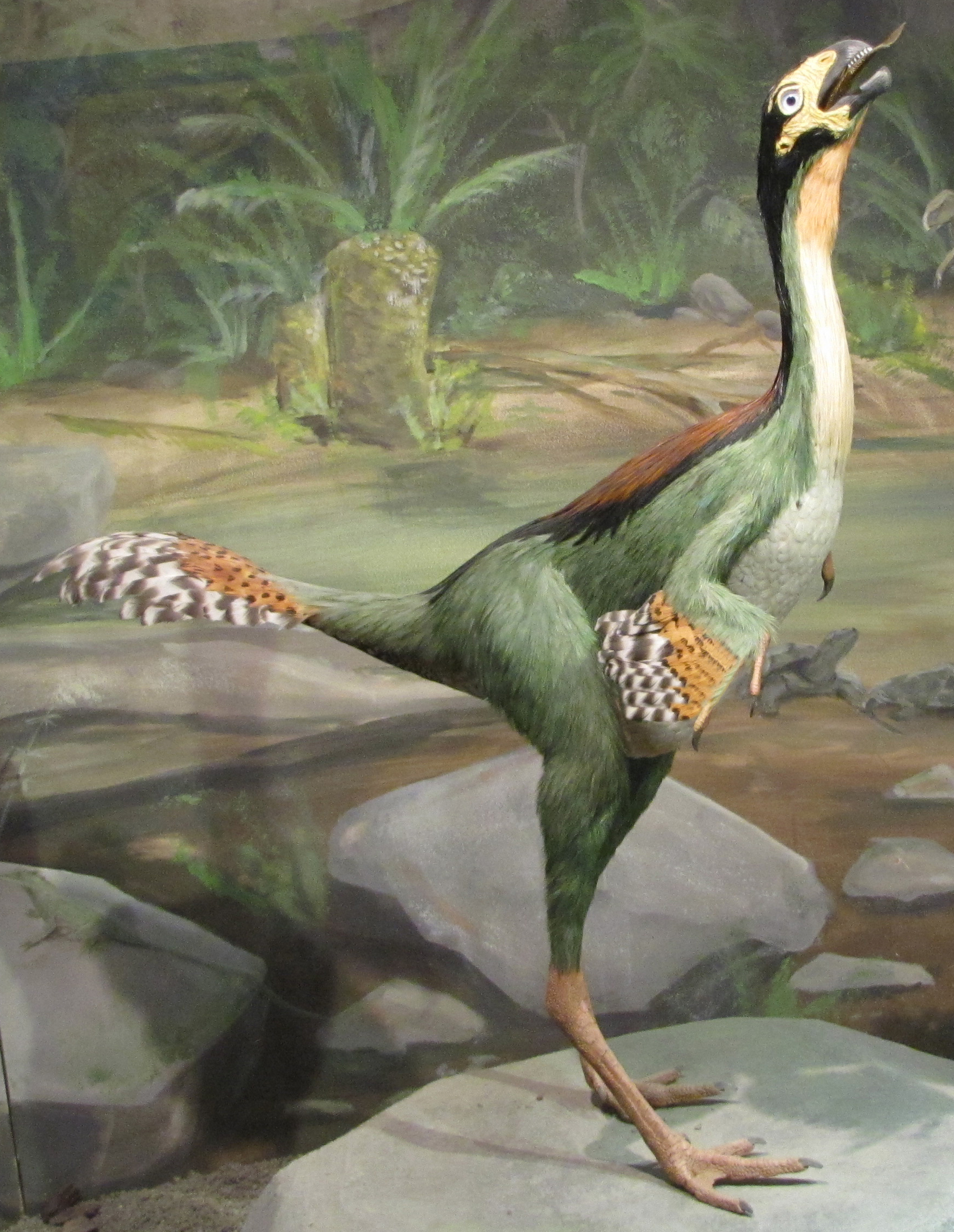
Reconstitution hypothétique des couleurs du plumage de l'Oviraptoridae Caudipteryx, par Christophe Hendrickx.

Puisque la couleur des dinosaures était totalement inconnue jusqu'il y a peu, et reste encore ignorée pour un grand nombre de dinosaures, les artistes de la première moitié du XXe siècle dépeignaient les dinosaures dans des tons de brun, vert et gris, basant leur interprétation sur les animaux actuels comme les reptiles (crocodiles, dragons de Komodo, etc.) et les gros mammifères (éléphants, hippopotames, etc.). La palette des artistes actuels s'est néanmoins fortement élargie. Les dinosaures sont de nos jours représentés avec des couleurs vives, portant un large éventail de couleurs comme beaucoup d'oiseaux, de reptiles et de mammifères actuels, reflétant ainsi leur activité sociale complexe[pas clair], une idée qui a émergé dans les années 1960.

### Taille et poids

Comparaison de la taille dAnchiornis et d'un être humain.

Si les dinosaures fascinent une grande partie du public, c'est surtout en raison de la taille gigantesque que certains d'entre eux ont atteinte. Une majorité de personnes voient d'ailleurs les dinosaures comme des animaux uniformément grands et imposants, oubliant souvent que beaucoup d'entre eux furent aussi très petits comme le montrent beaucoup de dinosaures à plumes d'une trentaine de centimètres de longueur seulement,. Néanmoins, les dinosaures furent les géants de leur époque, surpassant en taille tout autre animal contemporain. Ils restent de nos jours les animaux terrestres les plus grands et les plus lourds à avoir foulé notre planète, tant au niveau des herbivores, dont les sauropodes ont les records de poids et de taille,, que des carnivores, dont les plus grands dépassaient les 12 mètres de longueur.
La taille des dinosaures a fluctué durant le Trias, le Jurassique et le Crétacé; néanmoins les dinosaures ont augmenté de taille tout au long du Mésozoïque, et atteint une taille particulièrement grande dès la fin du Trias, comme en témoigne le prosauropode Plateosaurus dont la taille est estimée à 8 à 10 mètres pour un poids oscillant de 6000 à 9000 kilogrammes. Cette augmentation de taille s'observe chez tous les groupes de dinosaures mis à part les sauropodes Macronaria et les théropodes coelurosaures. Ces derniers ont donné naissance aux oiseaux, particulièrement petits au début de leur histoire évolutive. La réduction de taille est ainsi une tendance évolutive rare chez les dinosaures. La distribution de taille des dinosaures est également unique parmi les vertébrés, la courbe de taille des dinosaures étant positionnée au niveau d'animaux de grande taille au contraire des poissons, reptiles, mammifères et oiseaux actuels, démontrant ainsi une évolution globale différente entre dinosaures et vertébrés actuels. Ceci s'observe également entre les dinosaures herbivores (sauropodomorphes et ornithopodes) et les carnivores (théropodes), ces derniers ayant autant d'individus de petite, moyenne et grande taille alors que les dinosaures herbivores comptent surtout des animaux de grande taille. Cette divergence s'explique par le fait que les dinosaures herbivores ont très vite augmenté de taille afin d'échapper aux prédateurs et de maximiser leur efficacité digestive, au contraire des carnivores qui avaient des ressources en nourriture suffisantes parmi les dinosaures juvéniles et d'autres proies de petites tailles.
En 1990, avant la découverte d'un grand nombre de très petits dinosaures à plumes, une étude portant sur 63 genres de dinosaures évalua le poids moyen d'un dinosaure à 850 kg, un poids comparable à celui d'un grizzly, et un poids médian (qui devait osciller entre 9 kg et 5 tonnes) de près de deux tonnes, alors que le poids moyen des mammifères est de 863 grammes, soit celui d'un gros rongeur.

#### Plus grands et plus petits dinosaures
Les paléontologues ont depuis longtemps essayé d'estimer la taille et le poids des dinosaures, particulièrement des plus grands comme Brachiosaurus et des plus féroces tel Tyrannosaurus. La première méthode quantitative sérieuse fut proposée par Gregory en 1905 afin d'évaluer le poids d'Apatosaurus (alors nommé Brontosaurus). Sur base d'un modèle rigoureux de l'animal en argile et en plastique sculpté à la main, il put extrapoler le volume de l'animal en l'immergeant dans un liquide et en mesurant le volume de liquide déplacé, puis en le multipliant par la densité présumée du dinosaure (à savoir celle de l'eau) et par le facteur d'échelle du modèle. Cette technique fut suivie par d'autres auteurs jusque dans les années 1980 avant l'avènement de techniques informatiques plus robustes. Colbert, en 1962, estima ainsi le poids de Tyrannosaurus à 7 tonnes, 8,5 tonnes pour Triceratops, 28 tonnes pour Apatosaurus et 78 tonnes pour Brachiosaurus.
La reconstruction d'un squelette d'une espèce en comparant la taille et la morphologie des os avec ceux d'une autre espèce similaire mieux connue est un art inexact ; faire la recomposition des muscles et des autres organes d'un spécimen est scientifiquement encore plus difficile. On ne sera donc probablement jamais vraiment certain de la taille et du poids des plus grands et plus petits dinosaures.

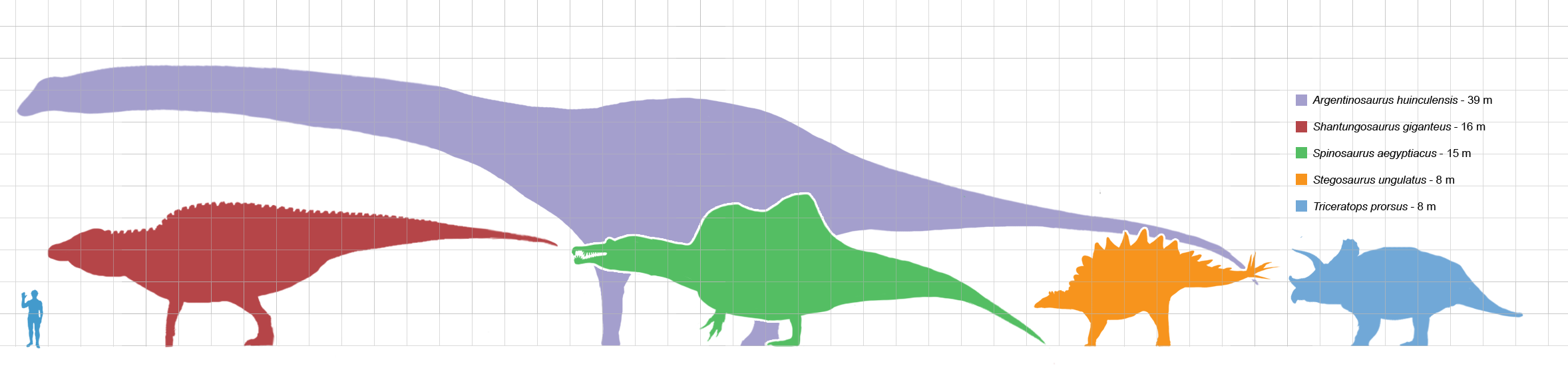
Taille des représentants les plus grands de chaque groupe de dinosaures comparée à celle d'un humain.

Parmi les dinosaures, les sauropodes étaient gigantesques, les plus grands étaient d'un ordre de grandeur plus massifs que tous les animaux ayant marché depuis sur la Terre. Des mammifères préhistoriques comme l'Indricotherium et le mammouth colombien étaient des nains comparés aux sauropodes. Seule une poignée d'animaux aquatiques contemporains les approchent ou les surpassent en taille, telle la baleine bleue, qui pèse 180 tonnes et atteint 31 mètres de long au maximum.
Le plus grand et plus lourd dinosaure connu à partir de squelettes complets ou presque est le Giraffatitan (autrefois connu sous le nom de Brachiosaurus brancai). Il mesurait 12 m de haut, 22,5 m de long, et aurait pesé entre 30 et 60 tonnes (pour mémoire un éléphant de savane d'Afrique, le plus grand animal terrestre du monde, pèse en moyenne 7,7 tonnes). Le plus long dinosaure issu d'un fossile complet est le Diplodocus qui faisait 27 m (Pittsburgh, musée Carnegie d'histoire naturelle, 1907).
Il y avait de plus grands dinosaures mais les données connues sont estimées sur quelques fossiles fragmentaires. La plupart sont des herbivores découverts dans les années 1970 ou après, parmi lesquels l'énorme Argentinosaurus, qui pourrait avoir pesé entre 80 et 100 tonnes ; le plus long de tous, le Supersaurus de 40 mètres ; et le plus grand, le Sauroposeidon de 18 mètres, qui aurait pu atteindre une fenêtre au 6e étage.
Un dinosaure encore plus grand, le Amphicoelias fragillimus, connu seulement de quelques vertèbres découvertes en 1878, pourrait avoir atteint 58 mètres de long et un poids de 120 tonnes. Le plus lourd aurait pu être le peu connu et encore débattu Bruhathkayosaurus, qui pourrait avoir atteint de 175 à 220 tonnes. On admet actuellement que Bruhathkayosaurus matleyi ne devait pas dépasser 139 tonnes, pour environ 34 mètres de long.
Le plus grand carnivore était le Spinosaurus, qui atteignait une taille de 16 à 18 mètres et pesait 9 tonnes. D'autres grands carnivores incluaient les Giganotosaurus, Mapusaurus, Tyrannosaurus rex et Carcharodontosaurus.
Sans inclure les oiseaux contemporains comme les oiseaux-mouches, les plus petits dinosaures avaient la taille d'un corbeau ou d'un poulet. Les théropodes Microraptor et Parvicursor faisaient moins de 60 cm de long.

## Biologie

### Comportements

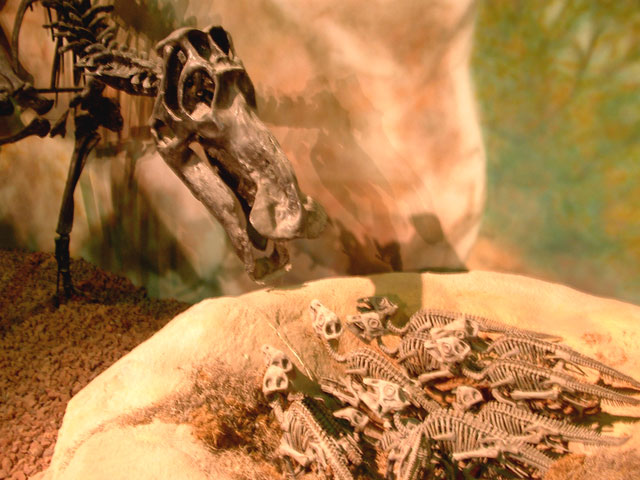
Un nid de Maiasaura découvert en 1978.

L'interprétation du comportement des dinosaures non aviens est généralement établie sur la disposition des fossiles découverts, leur habitat, les simulations par ordinateur de leurs biomécaniques (basées sur les pistes fossiles et sur des comparaisons avec des animaux actuels situés dans la même niche écologique, ainsi que l'étude des représentants actuels des dinosaures : les oiseaux . La compréhension actuelle du comportement des dinosaures fossiles repose donc en grande partie, comme celle de leurs coloris, sur des spéculations. Cependant, il y a un consensus sur le fait que certaines caractéristiques communes chez les oiseaux et les crocodiles (le groupe le plus proche des dinosaures), telle que la nidification, aient été courantes chez l'ensemble des dinosaures disparus.

#### Troupeaux
La première preuve de l'existence de troupeaux de dinosaures fut découverte en 1878 en Belgique à Bernissart. 31 Iguanodons semblaient avoir péri ensemble après être tombés dans une doline profonde et inondée ; au vu des dernières analyses, ces squelettes semblent s'être déposés lors de trois événements distincts.
D'autres sites de morts massives furent découverts. Ceux-ci, avec de nombreuses traces fossiles suggérèrent que les troupeaux ou les hordes étaient communes dans beaucoup d'espèces. Les pistes de centaines, voire de milliers d'herbivores, indiquent que les dinosaures à bec de canard pouvaient se déplacer en grands troupeaux, tel le bison ou le springbok. Des traces de sauropodes permirent de voir que ces animaux voyageaient en groupes composés de plusieurs espèces différentes, et d'autres gardaient les jeunes au milieu du troupeau afin de les protéger, d'après les traces au Davenport Ranch au Texas.

#### Soins parentaux
La découverte en 1978 par Jack Horner du nid du Maiasaura (« dinosaure bonne mère ») au Montana démontra que les soins parentaux duraient bien après l'éclosion chez les ornithopodes. Il y a aussi des preuves que d'autres dinosaures du Crétacé comme le sauropode Saltasaurus (découvert en 1997 en Patagonie) avaient des comportements similaires, et que ces animaux se regroupaient en immenses colonies nidificatrices comme celles des manchots. Ce comportement de nidification groupée et de protection des œufs est confirmé en 2019, avec la découverte en Mongolie de 15 nids (et plus de 50 œufs, dont environ 60 % d'œufs éclos) vieux d'environ 80 Ma et clairement issus de la même saison de nidification,.
L'Oviraptor de Mongolie a été découvert (1993) dans une position de couvaison comme celle de la poule, ce qui signifie qu'il était recouvert d'une couche de plumes isolantes qui gardait l'œuf au chaud. Des pistes fossiles ont aussi confirmé le comportement maternel parmi les sauropodes et les ornithopodes de l'île de Skye. Des nids et des œufs fossilisés ont été trouvés pour la plupart des principaux groupes de dinosaures, et il apparaît probable que les dinosaures non aviens communiquaient avec leurs petits d'une manière similaire aux dinosaures actuels (oiseaux) et aux crocodiles.
Certains dinosaures installaient leurs nids sur des sites hydrothermaux, ce qui permettait aux œufs de bénéficier d'une température idéale et régulière.
Une étude de 2017 basée sur les lignes de croissance incrémentielle de dents fossiles de certains dinosaures ornithischiens (Protoceratops andrewsi et Hypacrosaurus stebingeri) a conclu que l'incubation des œufs était longue (3 à 6 mois avant l'éclosion), au moins chez plusieurs espèces. Ce long délai pourrait avoir contribué à la disparition des dinosaures non aviens face aux oiseaux et mammifères après l'évènement du Crétacé-Paléogène, la question restant de savoir si les théropodes avaient la même physiologie, notamment ceux proches des oiseaux tel Velociraptor.

#### Accouplement et communication
Les crêtes de certains dinosaures, comme les marginocéphales, les théropodes et les hadrosauridae, pourraient avoir été trop fragiles pour une défense active et donc auraient probablement été utilisées pour les parades sexuelles ou à des fins d'intimidation, bien qu'il existe peu d'éléments sur le territorialisme et l'accouplement des dinosaures.

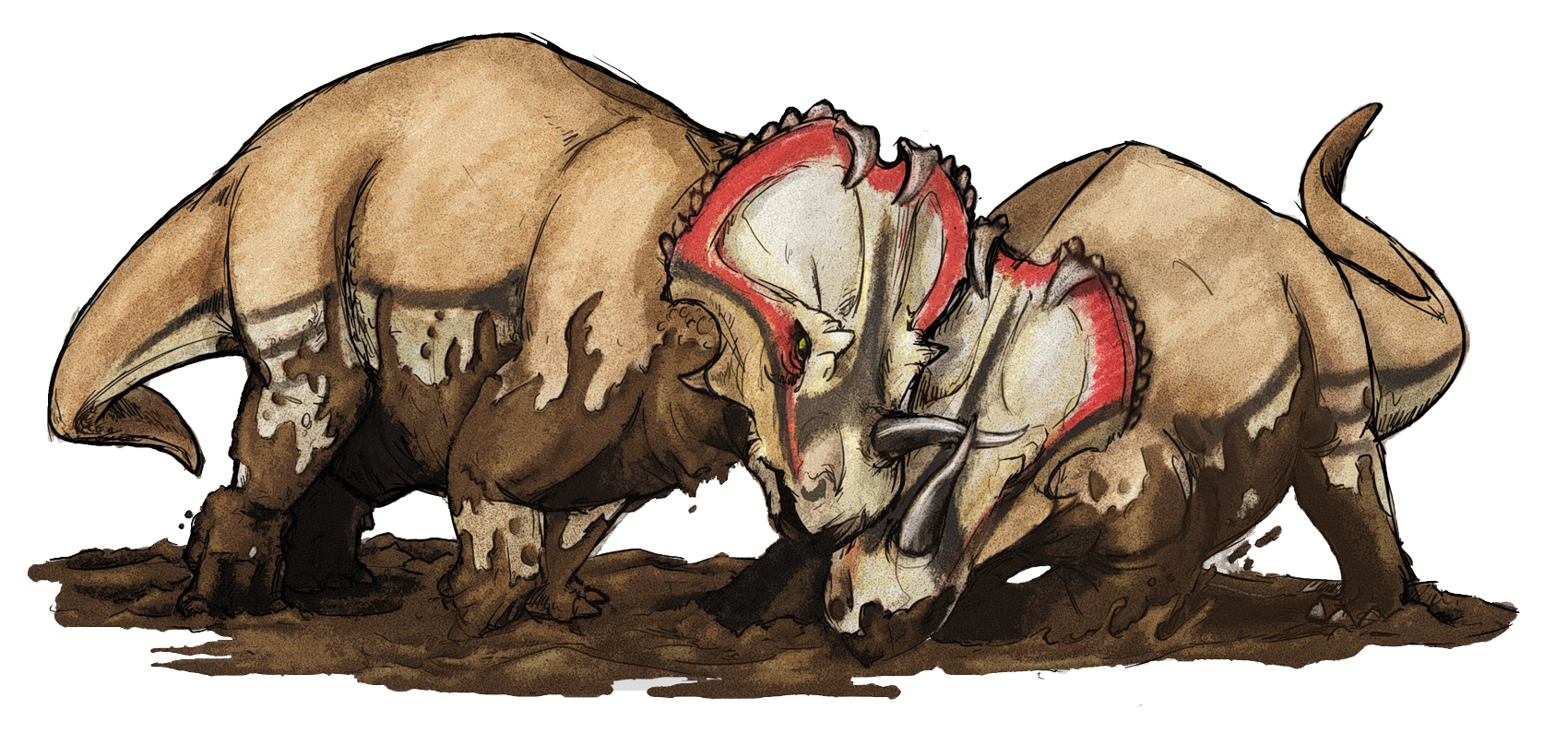
Vue d’artiste de deux Centrosaurus, ceratopsidaes herbivores de la fin du Crétacé en Amérique du Nord.

La nature des communications entre dinosaures reste également énigmatique, mais des découvertes récentes suggèrent que la crête creuse des lambeosaurines pourrait avoir fonctionné comme une caisse de résonance utilisée pour une grande variété de vocalisations.

#### Alimentation

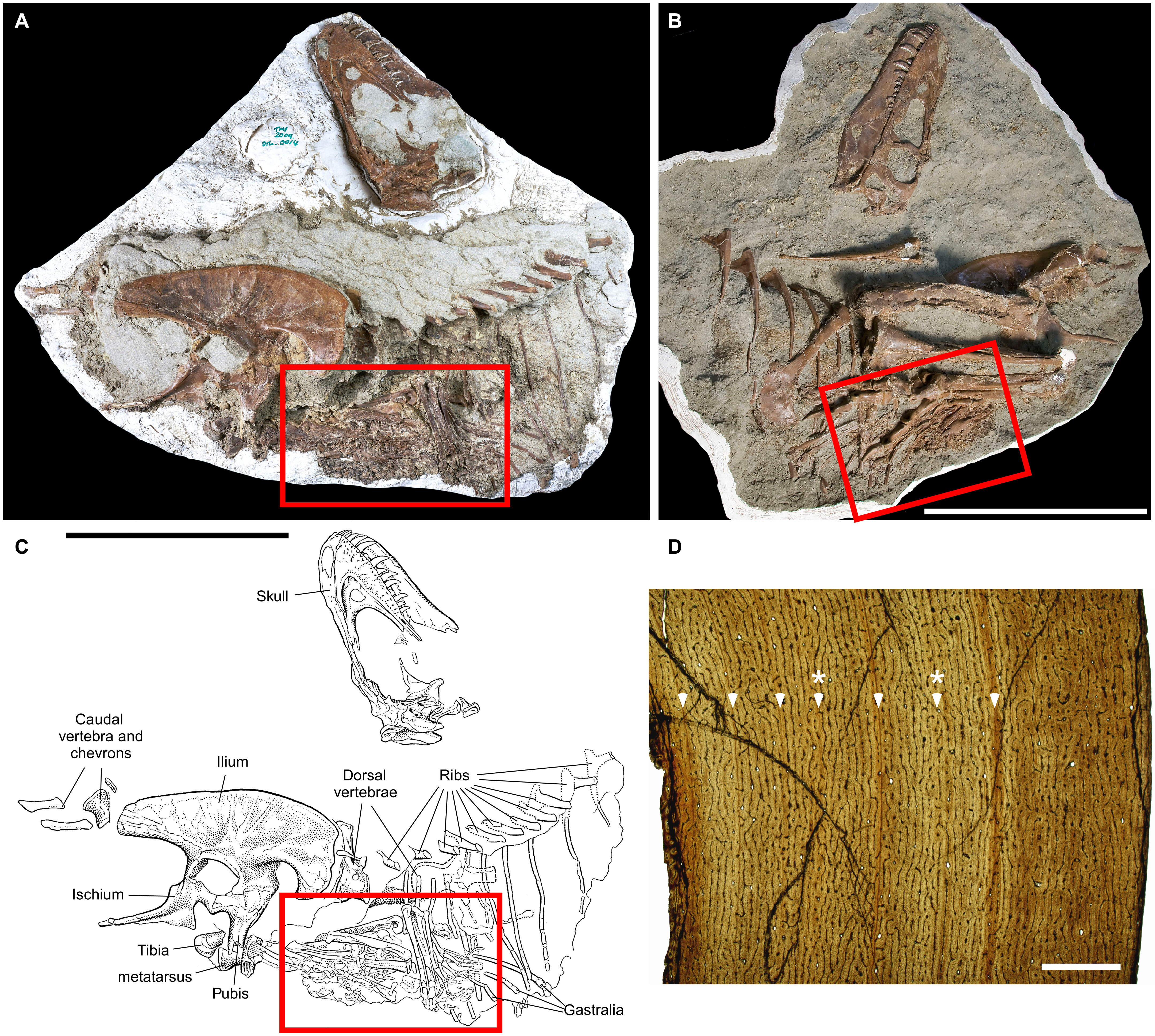
Un juvénile de Gorgosaurus libratus s'est nourri de Citipes elegans comme le révèle le contenu de son estomac, ce qui suggère l'adaptabilité du régime alimentaire des tyrannosaures en fonction de leur âge.

La morphologie et la dentition des dinosaures permettent de distinguer les herbivores des carnivores (ces derniers, munis de dents comprimées en forme de lame, pouvaient être charognards, chasseurs, piscivores ou insectivores) et des omnivores. Les gisements de fossiles montrent souvent une surabondance des carnivores.
Les coprolithes permettent de préciser le régime alimentaire, de même que l'analyse isotopique (42Ca/44Ca et 13C/12C) des dents, qui peut indiquer quels types de plantes étaient consommés. Par exemple, vers 120 et 100 Ma BP en Afrique du Nord, les abélisauridés et les carcharodontosauridés (des théropodes) chassaient préférentiellement des proies terrestres (dont des dinosaures herbivores), alors que les spinosaures étaient piscivores (tandis que les crocodiles géants comme Sarcosuchus — qui n'étaient pas des dinosaures — avaient un régime mixte),. Certains dinosaures herbivores comme Argentinosaurus ingurgitaient avec la végétation des cailloux, gastrolithes qu'ils gardaient dans leur estomac pour faciliter la digestion. Le régime alimentaire des herbivores était principalement constitué de fougères, de conifères, de cycas et de prêles mais les dinosaures sauropodes pouvaient aussi consommer différentes variétés d'herbes (graminées),.

##### Chasse
D'un point de vue comportemental, l'un des fossiles les plus importants de dinosaure a été découvert dans le désert de Gobi en 1971. Il incluait un Velociraptor attaquant un Protoceratops, prouvant physiquement que les dinosaures s'attaquaient et se mangeaient entre eux.

###### Cannibalisme
Bien que le cannibalisme parmi les théropodes ne constitue nullement une surprise, il a été confirmé par des traces de dents sur un fossile de Majungasaurus à Madagascar en 2003.

### Déplacement
Basé sur les preuves fossiles existantes, il n'y avait aucune espèce de dinosaure fouisseur et peu de dinosaures grimpeurs. Puisque l'expansion des mammifères au cénozoïque vit l'apparition de nombreuses espèces fouisseuses et grimpantes, le manque de preuves pour des espèces de dinosaures similaires est quelque peu surprenant.
Une bonne compréhension de la façon dont les dinosaures se déplaçaient est la clef des modèles de comportements des espèces. La biomécanique en particulier a fourni de nombreux éléments comme la détermination de la vitesse de course des dinosaures d'après l'étude des forces exercées par leurs muscles et la gravité sur la structure de leur squelette,, savoir si les diplodocides pouvaient créer un bang supersonique en balayant l'air avec leur queue en forme de fouet, déterminer si les théropodes géants devaient ralentir quand ils poursuivaient leurs proies pour éviter des blessures mortelles, et si les sauropodes pouvaient flotter.

#### Cycle d'activité
La théorie scientifique qui prévalait jusqu'ici est que les dinosaures avaient des modes de vie diurnes, alors que les premiers mammifères apparus étaient crépusculaires ou nocturnes,.
Une étude paléontologique en 2011 de la structure oculaire (longueur de l’orbite et diamètre de l’anneau scléreux) sur 33 espèces d'archosauriens, comparée à celle de 164 espèces actuelles (dont des reptiles, des oiseaux et des mammifères), montre que les dinosaures carnivores étaient partiellement nocturnes, les dinosaures volants principalement diurnes et les dinosaures herbivores généralement actifs de jour comme de nuit.

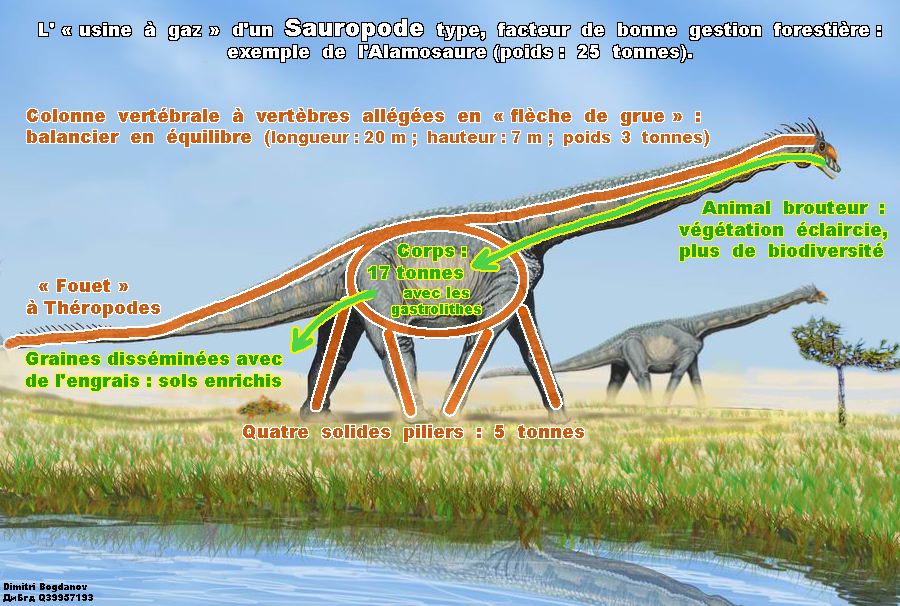
Paléobiologie et paléoécologie d'un Sauropode (Alamosaurus).

### Métabolisme
Une étude française sur la composition isotopique en oxygène des dents et os de 80 dinosaures du Crétacé (théropodes, sauropodes, ornithopodes et cératopsiens) provenant de gisements d'Amérique du Nord, d'Europe, d'Afrique et d'Asie, a montré que ceux-ci devaient être homéothermes. Le rapport 18O/16O — qui dépend de la température interne de l'animal vivant — est identique à celui des mammifères et oiseaux, homéothermes, et diffère nettement de celui des reptiles actuels, ectothermes, et des chéloniens et crocodiliens fossiles du Crétacé.
La présence de structures de Havers (micro-canaux entourés d'une couche d'os concentrique au sein des squelettes) dans les os fossilisés serait également un élément en faveur du caractère endotherme.
En 2006, une étude a estimé que la température était proportionnelle à la masse et au taux de croissance, allant de 25 °C pour les petits dinosaures jusqu’à 41 °C pour les plus grands. Un modèle numérique, permettant d'estimer la température corporelle en fonction de la taille et du rythme de croissance, a été appliqué à huit espèces, du psittacosaure (Psittacosaurus mongoliensis, 12 kg) à l'apatosaure (Apatosaurus excelsus, 26 000 kg). D'après cette étude, la température interne de Sauroposeidon proteles, le plus lourd des dinosaures connus (60 tonnes), devait atteindre 48 °C. Ce modèle tendant à prouver que les gros dinosaures étaient chauffés par « homéothermie inertielle », a été remis en cause par R. Eagle et ses collègues. Ces derniers ont en effet estimé la température corporelle de grands sauropodes du Jurassique, tels Camarasaurus et Brachiosaurus, entre 36 et 38 °C, équivalente à celles de mammifères actuels.
Cependant, en 2014 une nouvelle étude comparative sur plus de 400 espèces éteintes et vivantes conclut que les dinosaures devaient avoir le sang tiède, dit mésotherme. Une étude en 2015 basée sur la température interne corrélée à la composition chimique des œufs fossilisés estime la température des sauropodes à environ 38 °C contre 32 °C pour celle des oviraptoridés.

## Histoire évolutive

### Phylogénie au sein des archosaures

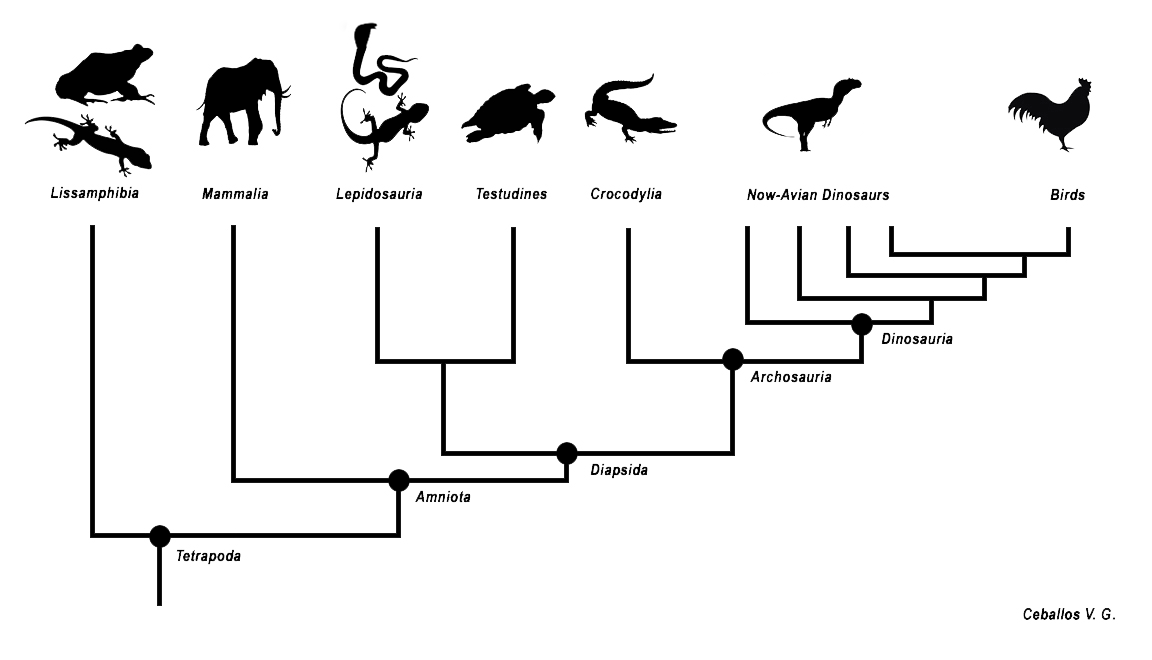
Cladogramme des tétrapodes illustrant la position phylogénétique des archosaures.

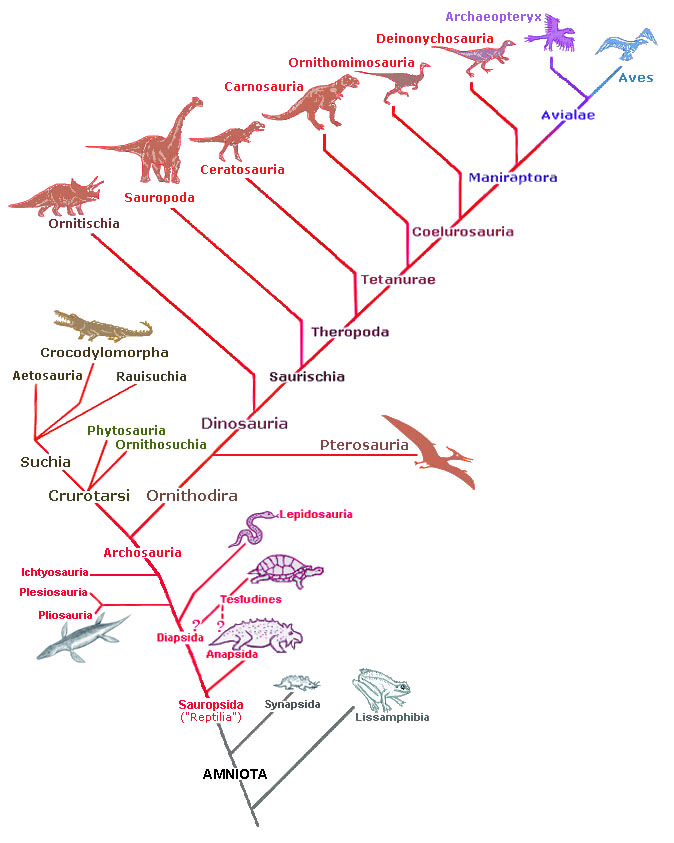
Cladogramme des amniotes.

Parmi les amniotes (eux-mêmes issus des reptiliomorphes), les dinosaures sont apparus au sein du super-ordre des archosauriens, un groupe de petits diapsides de la fin du Permien et surtout du début du Trias, qualifiés de reptiles.
L'extinction radicale de la fin du Permien — l'extinction Permien-Trias, il y a environ 251 millions d'années, a balayé de 80 à 96 % des espèces marines, et 70 % des familles de vertébrés terrestres de l'époque,, permettant à des groupes d'animaux ou de plantes de prendre leur essor. Ce fut le cas notamment des amniotes, parmi lesquels on trouve les reptiles, les ancêtres des dinosaures, et ceux des mammifères.
Les petits diapsides, c'est-à-dire dont le crâne a deux paires de fosses en arrière des orbites, possèdent des os pré-dentaires à l'avant de la mandibule et des membres transversaux ou semi-dressés. Ils partent à la conquête des écosystèmes et ils divergent en trois grandes familles :
- les ptérosaures qualifiés de reptiles volants ;
- les crocodiliens, dont la filiation actuelle s'est perpétuée dans un milieu amphibie ;
- les dinosaures, qui, aptes à la mobilité terrestre, ont des pattes dressées dans un plan parallèle au plan sagittal de leur corps. Leurs postures parasagittales redressées sont le terme d'une rapide évolution similaire à celles des mammifères, et très différentes de celle des autres reptiles qui ont une posture transversale. Chez les dinosaures, le passage des stylopodes d'une position transversale à une position parasagittale permet l'augmentation du diamètre de ces os formant des contreforts et une plus grande résistance à la compression, favorisant le développement d'animaux massifs (depuis les dinosaures géants jusqu'aux mastodontes)[192],[193].

L'analyse de la structure du bassin, comportant trois os pairs, ilion, pubis, ischion permet de retrouver ces différences. Ainsi le paléontologue Harry Govier Seeley a fondé dès 1887, la distinction capitale entre :
- les saurischiens, littéralement « à bassin de reptiles ». Les os du bassin ont une configuration triradiée. Les oiseaux sont issus de ce groupe.
- les ornithischiens, « à bassin d'oiseaux ». La ressemblance invoquée reste ici assez superficielle, mais il existe des conformations, où le pubis est parallèle à l'ischion vers le bas et l'arrière. Les oiseaux ne descendent pas de ce groupe, contrairement à ce que laisse croire ce nom.

Cladogramme de la branche Avemetatarsalia d'après Nesbitt (2011) et Nesbitt et al. (2017) :
|  | †Pterosauria |
|  |              |

|  | †Marasuchus                                                                     |
|  |                                                                                 |
|  | \| \| †Silesauridae \| \| \| \| \| \| Dinosauria (dont les oiseaux) \| \| \| \| |
|  |                                                                                 |
|  | †Silesauridae                                                                   |
|  |                                                                                 |
|  | Dinosauria (dont les oiseaux)                                                   |
|  |                                                                                 |

|  | †Silesauridae                 |
|  |                               |
|  | Dinosauria (dont les oiseaux) |
|  |                               |

|  | †Marasuchus                                                                     |
|  |                                                                                 |
|  | \| \| †Silesauridae \| \| \| \| \| \| Dinosauria (dont les oiseaux) \| \| \| \| |
|  |                                                                                 |
|  | †Silesauridae                                                                   |
|  |                                                                                 |
|  | Dinosauria (dont les oiseaux)                                                   |
|  |                                                                                 |

|  | †Silesauridae                 |
|  |                               |
|  | Dinosauria (dont les oiseaux) |
|  |                               |

|  | †Pterosauria |
|  |              |

|  | †Marasuchus                                                                     |
|  |                                                                                 |
|  | \| \| †Silesauridae \| \| \| \| \| \| Dinosauria (dont les oiseaux) \| \| \| \| |
|  |                                                                                 |
|  | †Silesauridae                                                                   |
|  |                                                                                 |
|  | Dinosauria (dont les oiseaux)                                                   |
|  |                                                                                 |

|  | †Silesauridae                 |
|  |                               |
|  | Dinosauria (dont les oiseaux) |
|  |                               |

|  | †Marasuchus                                                                     |
|  |                                                                                 |
|  | \| \| †Silesauridae \| \| \| \| \| \| Dinosauria (dont les oiseaux) \| \| \| \| |
|  |                                                                                 |
|  | †Silesauridae                                                                   |
|  |                                                                                 |
|  | Dinosauria (dont les oiseaux)                                                   |
|  |                                                                                 |

|  | †Silesauridae                 |
|  |                               |
|  | Dinosauria (dont les oiseaux) |
|  |                               |

|  | †Pterosauria |
|  |              |

|  | †Marasuchus                                                                     |
|  |                                                                                 |
|  | \| \| †Silesauridae \| \| \| \| \| \| Dinosauria (dont les oiseaux) \| \| \| \| |
|  |                                                                                 |
|  | †Silesauridae                                                                   |
|  |                                                                                 |
|  | Dinosauria (dont les oiseaux)                                                   |
|  |                                                                                 |

|  | †Silesauridae                 |
|  |                               |
|  | Dinosauria (dont les oiseaux) |
|  |                               |

|  | †Marasuchus                                                                     |
|  |                                                                                 |
|  | \| \| †Silesauridae \| \| \| \| \| \| Dinosauria (dont les oiseaux) \| \| \| \| |
|  |                                                                                 |
|  | †Silesauridae                                                                   |
|  |                                                                                 |
|  | Dinosauria (dont les oiseaux)                                                   |
|  |                                                                                 |

|  | †Silesauridae                 |
|  |                               |
|  | Dinosauria (dont les oiseaux) |
|  |                               |

|  | †Pterosauria |
|  |              |

|  | †Marasuchus                                                                     |
|  |                                                                                 |
|  | \| \| †Silesauridae \| \| \| \| \| \| Dinosauria (dont les oiseaux) \| \| \| \| |
|  |                                                                                 |
|  | †Silesauridae                                                                   |
|  |                                                                                 |
|  | Dinosauria (dont les oiseaux)                                                   |
|  |                                                                                 |

|  | †Silesauridae                 |
|  |                               |
|  | Dinosauria (dont les oiseaux) |
|  |                               |

|  | †Marasuchus                                                                     |
|  |                                                                                 |
|  | \| \| †Silesauridae \| \| \| \| \| \| Dinosauria (dont les oiseaux) \| \| \| \| |
|  |                                                                                 |
|  | †Silesauridae                                                                   |
|  |                                                                                 |
|  | Dinosauria (dont les oiseaux)                                                   |
|  |                                                                                 |

|  | †Silesauridae                 |
|  |                               |
|  | Dinosauria (dont les oiseaux) |
|  |                               |

|  | †Pterosauria |
|  |              |

|  | †Marasuchus                                                                     |
|  |                                                                                 |
|  | \| \| †Silesauridae \| \| \| \| \| \| Dinosauria (dont les oiseaux) \| \| \| \| |
|  |                                                                                 |
|  | †Silesauridae                                                                   |
|  |                                                                                 |
|  | Dinosauria (dont les oiseaux)                                                   |
|  |                                                                                 |

|  | †Silesauridae                 |
|  |                               |
|  | Dinosauria (dont les oiseaux) |
|  |                               |

|  | †Marasuchus                                                                     |
|  |                                                                                 |
|  | \| \| †Silesauridae \| \| \| \| \| \| Dinosauria (dont les oiseaux) \| \| \| \| |
|  |                                                                                 |
|  | †Silesauridae                                                                   |
|  |                                                                                 |
|  | Dinosauria (dont les oiseaux)                                                   |
|  |                                                                                 |

|  | †Silesauridae                 |
|  |                               |
|  | Dinosauria (dont les oiseaux) |
|  |                               |

|  | †Pterosauria |
|  |              |

|  | †Marasuchus                                                                     |
|  |                                                                                 |
|  | \| \| †Silesauridae \| \| \| \| \| \| Dinosauria (dont les oiseaux) \| \| \| \| |
|  |                                                                                 |
|  | †Silesauridae                                                                   |
|  |                                                                                 |
|  | Dinosauria (dont les oiseaux)                                                   |
|  |                                                                                 |

|  | †Silesauridae                 |
|  |                               |
|  | Dinosauria (dont les oiseaux) |
|  |                               |

|  | †Marasuchus                                                                     |
|  |                                                                                 |
|  | \| \| †Silesauridae \| \| \| \| \| \| Dinosauria (dont les oiseaux) \| \| \| \| |
|  |                                                                                 |
|  | †Silesauridae                                                                   |
|  |                                                                                 |
|  | Dinosauria (dont les oiseaux)                                                   |
|  |                                                                                 |

|  | †Silesauridae                 |
|  |                               |
|  | Dinosauria (dont les oiseaux) |
|  |                               |

|  | †Pterosauria |
|  |              |

|  | †Marasuchus                                                                     |
|  |                                                                                 |
|  | \| \| †Silesauridae \| \| \| \| \| \| Dinosauria (dont les oiseaux) \| \| \| \| |
|  |                                                                                 |
|  | †Silesauridae                                                                   |
|  |                                                                                 |
|  | Dinosauria (dont les oiseaux)                                                   |
|  |                                                                                 |

|  | †Silesauridae                 |
|  |                               |
|  | Dinosauria (dont les oiseaux) |
|  |                               |

|  | †Marasuchus                                                                     |
|  |                                                                                 |
|  | \| \| †Silesauridae \| \| \| \| \| \| Dinosauria (dont les oiseaux) \| \| \| \| |
|  |                                                                                 |
|  | †Silesauridae                                                                   |
|  |                                                                                 |
|  | Dinosauria (dont les oiseaux)                                                   |
|  |                                                                                 |

|  | †Silesauridae                 |
|  |                               |
|  | Dinosauria (dont les oiseaux) |
|  |                               |

|  | †Pterosauria |
|  |              |

|  | †Marasuchus                                                                     |
|  |                                                                                 |
|  | \| \| †Silesauridae \| \| \| \| \| \| Dinosauria (dont les oiseaux) \| \| \| \| |
|  |                                                                                 |
|  | †Silesauridae                                                                   |
|  |                                                                                 |
|  | Dinosauria (dont les oiseaux)                                                   |
|  |                                                                                 |

|  | †Silesauridae                 |
|  |                               |
|  | Dinosauria (dont les oiseaux) |
|  |                               |

|  | †Marasuchus                                                                     |
|  |                                                                                 |
|  | \| \| †Silesauridae \| \| \| \| \| \| Dinosauria (dont les oiseaux) \| \| \| \| |
|  |                                                                                 |
|  | †Silesauridae                                                                   |
|  |                                                                                 |
|  | Dinosauria (dont les oiseaux)                                                   |
|  |                                                                                 |

|  | †Silesauridae                 |
|  |                               |
|  | Dinosauria (dont les oiseaux) |
|  |                               |

|  | †Pterosauria |
|  |              |

|  | †Marasuchus                                                                     |
|  |                                                                                 |
|  | \| \| †Silesauridae \| \| \| \| \| \| Dinosauria (dont les oiseaux) \| \| \| \| |
|  |                                                                                 |
|  | †Silesauridae                                                                   |
|  |                                                                                 |
|  | Dinosauria (dont les oiseaux)                                                   |
|  |                                                                                 |

|  | †Silesauridae                 |
|  |                               |
|  | Dinosauria (dont les oiseaux) |
|  |                               |

|  | †Marasuchus                                                                     |
|  |                                                                                 |
|  | \| \| †Silesauridae \| \| \| \| \| \| Dinosauria (dont les oiseaux) \| \| \| \| |
|  |                                                                                 |
|  | †Silesauridae                                                                   |
|  |                                                                                 |
|  | Dinosauria (dont les oiseaux)                                                   |
|  |                                                                                 |

|  | †Silesauridae                 |
|  |                               |
|  | Dinosauria (dont les oiseaux) |
|  |                               |

|  | †Pterosauria |
|  |              |

|  | †Marasuchus                                                                     |
|  |                                                                                 |
|  | \| \| †Silesauridae \| \| \| \| \| \| Dinosauria (dont les oiseaux) \| \| \| \| |
|  |                                                                                 |
|  | †Silesauridae                                                                   |
|  |                                                                                 |
|  | Dinosauria (dont les oiseaux)                                                   |
|  |                                                                                 |

|  | †Silesauridae                 |
|  |                               |
|  | Dinosauria (dont les oiseaux) |
|  |                               |

|  | †Marasuchus                                                                     |
|  |                                                                                 |
|  | \| \| †Silesauridae \| \| \| \| \| \| Dinosauria (dont les oiseaux) \| \| \| \| |
|  |                                                                                 |
|  | †Silesauridae                                                                   |
|  |                                                                                 |
|  | Dinosauria (dont les oiseaux)                                                   |
|  |                                                                                 |

|  | †Silesauridae                 |
|  |                               |
|  | Dinosauria (dont les oiseaux) |
|  |                               |

|  | †Pterosauria |
|  |              |

|  | †Marasuchus                                                                     |
|  |                                                                                 |
|  | \| \| †Silesauridae \| \| \| \| \| \| Dinosauria (dont les oiseaux) \| \| \| \| |
|  |                                                                                 |
|  | †Silesauridae                                                                   |
|  |                                                                                 |
|  | Dinosauria (dont les oiseaux)                                                   |
|  |                                                                                 |

|  | †Silesauridae                 |
|  |                               |
|  | Dinosauria (dont les oiseaux) |
|  |                               |

|  | †Marasuchus                                                                     |
|  |                                                                                 |
|  | \| \| †Silesauridae \| \| \| \| \| \| Dinosauria (dont les oiseaux) \| \| \| \| |
|  |                                                                                 |
|  | †Silesauridae                                                                   |
|  |                                                                                 |
|  | Dinosauria (dont les oiseaux)                                                   |
|  |                                                                                 |

|  | †Silesauridae                 |
|  |                               |
|  | Dinosauria (dont les oiseaux) |
|  |                               |

|  | †Pterosauria |
|  |              |

|  | †Marasuchus                                                                     |
|  |                                                                                 |
|  | \| \| †Silesauridae \| \| \| \| \| \| Dinosauria (dont les oiseaux) \| \| \| \| |
|  |                                                                                 |
|  | †Silesauridae                                                                   |
|  |                                                                                 |
|  | Dinosauria (dont les oiseaux)                                                   |
|  |                                                                                 |

|  | †Silesauridae                 |
|  |                               |
|  | Dinosauria (dont les oiseaux) |
|  |                               |

|  | †Marasuchus                                                                     |
|  |                                                                                 |
|  | \| \| †Silesauridae \| \| \| \| \| \| Dinosauria (dont les oiseaux) \| \| \| \| |
|  |                                                                                 |
|  | †Silesauridae                                                                   |
|  |                                                                                 |
|  | Dinosauria (dont les oiseaux)                                                   |
|  |                                                                                 |

|  | †Silesauridae                 |
|  |                               |
|  | Dinosauria (dont les oiseaux) |
|  |                               |

|  | †Pterosauria |
|  |              |

|  | †Marasuchus                                                                     |
|  |                                                                                 |
|  | \| \| †Silesauridae \| \| \| \| \| \| Dinosauria (dont les oiseaux) \| \| \| \| |
|  |                                                                                 |
|  | †Silesauridae                                                                   |
|  |                                                                                 |
|  | Dinosauria (dont les oiseaux)                                                   |
|  |                                                                                 |

|  | †Silesauridae                 |
|  |                               |
|  | Dinosauria (dont les oiseaux) |
|  |                               |

|  | †Marasuchus                                                                     |
|  |                                                                                 |
|  | \| \| †Silesauridae \| \| \| \| \| \| Dinosauria (dont les oiseaux) \| \| \| \| |
|  |                                                                                 |
|  | †Silesauridae                                                                   |
|  |                                                                                 |
|  | Dinosauria (dont les oiseaux)                                                   |
|  |                                                                                 |

|  | †Silesauridae                 |
|  |                               |
|  | Dinosauria (dont les oiseaux) |
|  |                               |

|  | †Pterosauria |
|  |              |

|  | †Marasuchus                                                                     |
|  |                                                                                 |
|  | \| \| †Silesauridae \| \| \| \| \| \| Dinosauria (dont les oiseaux) \| \| \| \| |
|  |                                                                                 |
|  | †Silesauridae                                                                   |
|  |                                                                                 |
|  | Dinosauria (dont les oiseaux)                                                   |
|  |                                                                                 |

|  | †Silesauridae                 |
|  |                               |
|  | Dinosauria (dont les oiseaux) |
|  |                               |

|  | †Marasuchus                                                                     |
|  |                                                                                 |
|  | \| \| †Silesauridae \| \| \| \| \| \| Dinosauria (dont les oiseaux) \| \| \| \| |
|  |                                                                                 |
|  | †Silesauridae                                                                   |
|  |                                                                                 |
|  | Dinosauria (dont les oiseaux)                                                   |
|  |                                                                                 |

|  | †Silesauridae                 |
|  |                               |
|  | Dinosauria (dont les oiseaux) |
|  |                               |

|  | †Pterosauria |
|  |              |

|  | †Marasuchus                                                                     |
|  |                                                                                 |
|  | \| \| †Silesauridae \| \| \| \| \| \| Dinosauria (dont les oiseaux) \| \| \| \| |
|  |                                                                                 |
|  | †Silesauridae                                                                   |
|  |                                                                                 |
|  | Dinosauria (dont les oiseaux)                                                   |
|  |                                                                                 |

|  | †Silesauridae                 |
|  |                               |
|  | Dinosauria (dont les oiseaux) |
|  |                               |

|  | †Marasuchus                                                                     |
|  |                                                                                 |
|  | \| \| †Silesauridae \| \| \| \| \| \| Dinosauria (dont les oiseaux) \| \| \| \| |
|  |                                                                                 |
|  | †Silesauridae                                                                   |
|  |                                                                                 |
|  | Dinosauria (dont les oiseaux)                                                   |
|  |                                                                                 |

|  | †Silesauridae                 |
|  |                               |
|  | Dinosauria (dont les oiseaux) |
|  |                               |

|  | †Pterosauria |
|  |              |

|  | †Marasuchus                                                                     |
|  |                                                                                 |
|  | \| \| †Silesauridae \| \| \| \| \| \| Dinosauria (dont les oiseaux) \| \| \| \| |
|  |                                                                                 |
|  | †Silesauridae                                                                   |
|  |                                                                                 |
|  | Dinosauria (dont les oiseaux)                                                   |
|  |                                                                                 |

|  | †Silesauridae                 |
|  |                               |
|  | Dinosauria (dont les oiseaux) |
|  |                               |

|  | †Marasuchus                                                                     |
|  |                                                                                 |
|  | \| \| †Silesauridae \| \| \| \| \| \| Dinosauria (dont les oiseaux) \| \| \| \| |
|  |                                                                                 |
|  | †Silesauridae                                                                   |
|  |                                                                                 |
|  | Dinosauria (dont les oiseaux)                                                   |
|  |                                                                                 |

|  | †Silesauridae                 |
|  |                               |
|  | Dinosauria (dont les oiseaux) |
|  |                               |

### Premiers dinosaures
Les premiers dinosaures sont apparus au début du Trias il y a environ 245 millions d'années, ou selon les plus récentes découvertes, il y a 250 millions d'années ; ils étaient peu nombreux cependant, avant le Trias supérieur il y a environ 232 millions d'années, moment où débute l'expansion qui leur confèrera une domination écologique.
Les traces de pas fossiles les plus anciennes, et attribuées à des dinosaures, datent de 248 millions d'années environ et concernent « de petits reptiles quadrupèdes, de la taille d’un chat, [qui] ont laissé leurs empreintes dans l’argile il y a environ 250 millions d’années […]. Ces pas ont été découverts dans le sud-ouest [de la] Pologne, dans les Monts Sainte-Croix. […] Les empreintes […] ont été laissées il y a 248 millions d‘années par des reptiles du genre Prorotodactylus, quadrupèdes dotés de pattes à cinq doigts, dont les trois doigts centraux sont les plus fortement imprimés dans le sol. Proches les unes des autres, ces traces se distinguent de celles d’autres reptiles du groupe des crocodiles et des lézards ». Des « traces […] plus récentes découvertes par l’équipe de Grzegorz Niedzwiedzki de l’université de Varsovie datent de 246 millions d’années. Plus grosses – une quinzaine de centimètres – elles auraient été laissées par des dinosaures du genre Sphingopus, bipèdes ».

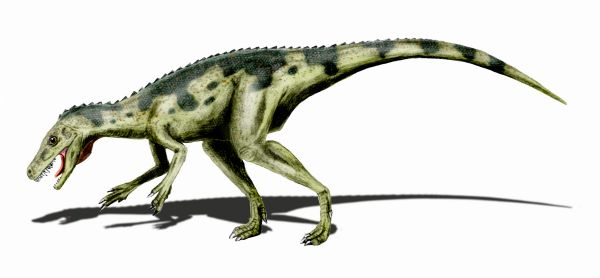
Herrerasaurus, l'un des plus anciens dinosaures connus (vue d'artiste par Nobu Tamura).

Ces traces font probablement remonter la toute première espèce de dinosaures encore indifférenciée entre ornithischiens et saurischiens quelques millions d'années plus tôt, soit dès la fin du permien.
Le plus ancien dinosaure connu par des fossiles est Nyasasaurus âgé de 243 millions d'années, découvert en Tanzanie. Ensuite viennent des fossiles de carnivores saurischiens âgés de 225 à 230 millions d'années, Eoraptor et Herrerasaurus, découverts dans la Formation d'Ischigualasto en Argentine,,. Notons que tous les dinosaures ont une denture homodonte comme les autres reptiles[réf. nécessaire].

### Expansion des dinosaures
Les dinosaures ont commencé à connaître une diversification rapide dès le Carnien (Trias supérieur), il y a environ 232 millions d'années, et sont sortis triomphants écologiquement du Trias supérieur, après avoir supplanté les rhynchosaures en tant qu'herbivores, et les archosaures basaux en tant que carnivores. Plusieurs causes ont été avancées pour expliquer cette explosion radiative. Selon une première théorie, les dinosaures étaient plus compétitifs que d'autres espèces, du fait de leur posture droite, de leur habileté prédatrice et de leur sang chaud. Selon un autre modèle explicatif, dit "opportuniste", les dinosaures auraient bénéficié d'un changement floral majeur, au cours duquel les flores de conifères ont remplacé les flores dominées par la fougère dicroidium (en), changement qui aurait entraîné l'extinction des herbivores auparavant dominants. Enfin selon l'explication la plus récente (2018), un changement climatique mondial, associé à l'épisode pluvial du Carnien, avec passage d'un climat sec à un climat humide, et retour au climat sec, dans un intervalle relativement court, aurait favorisé la diversification rapide des dinosaures,.

### Extinction de la plupart des espèces
Une extinction massive survient à la fin du Crétacé, il y a 65 millions d'années. Dénommée extinction Crétacé-Paléogène (ou K-Pg), elle eut un impact moyen sur la biodiversité en général (si on la compare à la crise Permo-Triasique ou même à celle de l'Ordovicien) et a surtout décimé des organismes marins tels les foraminifères. Elle est cependant célèbre en raison de son impact sur les dinosaures, puisqu'elle a entrainé la disparition de tous les dinosaures non aviens. Certains clades contemporains des dinosaures ont également été très affectés (tels les plésiosaures et les ptérosaures) et d'autres beaucoup moins (crocodiliens et chéloniens par exemple).

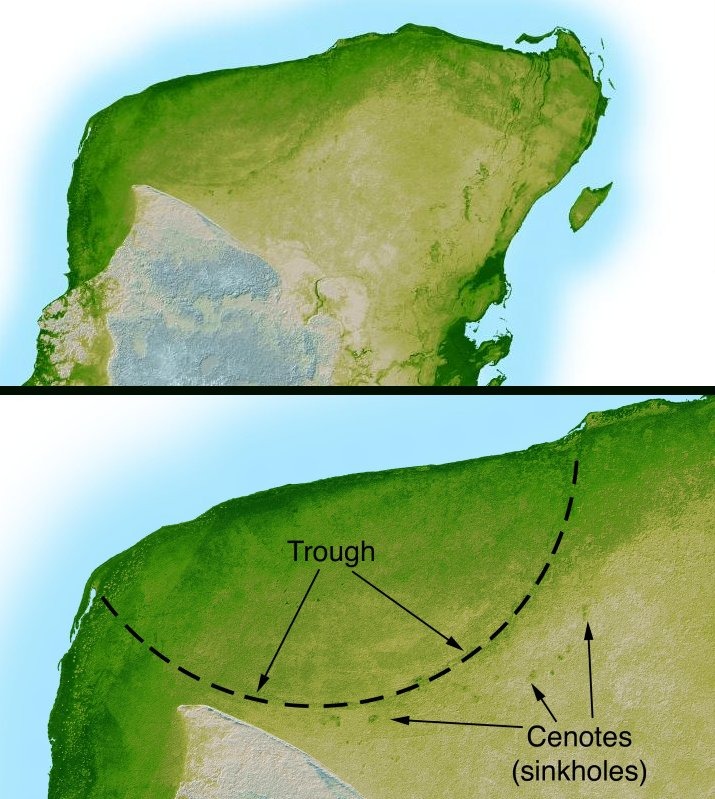
Le cratère de Chicxulub à la pointe de la péninsule du Yucatán.

Les causes les plus probables ayant induit la crise K-Pg sont :
- la chute d'un astéroïde ou d'une comète d'une dizaine de kilomètres de diamètre provoquant une catastrophe majeure qui, par le biais de débris dus à la collision, plongea la Terre dans l'obscurité et le froid pendant plusieurs années, empêchant ainsi la photosynthèse, ce qui induisit un appauvrissement massif en plantes et surtout en plancton et conduisit à l'extinction de nombreuses espèces dépendant de ces ressources. Cette théorie, de nos jours très argumentée (cratère de Chicxulub au Mexique daté de –65 Ma), permet notamment d'expliquer dans une certaine mesure les survies différentielles des taxons. De plus, à la suite de découvertes récentes (avril 2008) de cénosphères (sphères microscopiques se formant à la suite de la combustion de charbon et de pétrole brut) dans les sédiments de la crise K-T, les chercheurs pensent que la météorite aurait pu s'écraser dans une zone riche en pétrole, et projeter dans l’atmosphère de grandes quantités d’hydrocarbures enflammés expliquant la disparition de la majorité des espèces[204]. Une étude publiée le 7 février 2013 dans la revue Science et s'appuyant sur des techniques de datation radiométriques de haute précision, indique que la météorite se serait écrasée sur Terre il y a 66 038 000 d'années, soit au maximum 32 000 ans avant l'extinction des dinosaures, ce qui renforcerait d'autant la probabilité d'un lien de causalité entre les deux évènements[205] ;
- des éruptions à la fin du Crétacé d'un "supervolcan", lié à la présence d'un point chaud placé actuellement sous l'île de La Réunion et qui forma les trapps du Deccan, en Inde pendant une période assez courte au niveau des temps géologiques (au moins 1 million d'années), provoquant un cataclysme planétaire en modifiant le climat et réduisant la photosynthèse en plongeant la Terre dans une pénombre par le biais de nuages de cendres et de brume sulfureuse. Cette théorie est aussi argumentée que la théorie précédente, entre autres par la datation de –65 Ma des trapps du Deccan, dont la superficie équivaut à plusieurs fois la France, et par des résultats sur la baisse de la luminosité à la surface de la Terre lors de l'éruption récente du Pinatubo (avril 1991) aux Philippines. Cette théorie recoupe en partie celle de la collision météorique sur les effets atmosphériques ;
- des régressions marines très importantes à la fin du Crétacé changeant la conformation et l'étendue des milieux littoraux et benthiques tout en induisant un important changement climatique. Cette théorie est elle aussi basée sur des preuves solides et on sait maintenant qu'une très grande régression marine a eu lieu au crétacé supérieur.

Ces trois théories sont basées sur des faits scientifiquement établis et la crise K-Pg pourrait être la conséquence de la quasi-simultanéité de ces trois événements. Les avis divergent en ce qui concerne l'importance relative de chacun d'eux, certains soutenant que l'extinction des dinosaures avait commencé plusieurs millions d'années avant ces évènements,.

### Représentants actuels

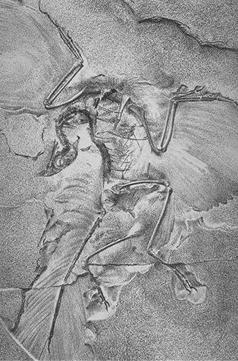
Archaeopteryx, Berlin, 1863.

Le premier fossile d'oiseau, l'Archaeopteryx, du Jurassique supérieur, a été découvert en Bavière en 1861. Sa grande ressemblance avec certains petits dinosaures carnivores bipèdes, comme les Compsognathus, a immédiatement fait apparaître la théorie selon laquelle les oiseaux descendraient d'un groupe de dinosaures au sein des Cœlurosauriens.
Pendant un siècle, cette théorie est restée très controversée, voire rejetée. En effet, les oiseaux ont des clavicules, alors que les cœlurosauriens n'en avaient pas.
Depuis les années 1970, cependant, des Cœlurosauriens dotés de clavicules ont été découverts et la théorie dinosaurienne sur l'origine des oiseaux est  aujourd'hui largement dominante.
Dans les années 1990, de nombreux fossiles de dinosaures à plumes ont été découverts, principalement dans la région du Liaoning, en Chine et ont contribué conforter cette théorie. Il s'agit dans certains cas d'oiseaux primitifs, et dans d'autres de dinosaures non aviens à plumes ou proto-plumes.
L'interprétation qui est faite de ces découvertes est qu'une ou plusieurs espèces de dinosaure cœlurosaurien (voire l'ancêtre des Cœlurosauriens lui-même) a développé le caractère « plume », semble-t-il sans l'utiliser pour le vol, et a donné naissance à des espèces assez nombreuses de dinosaures à plumes. Une de ces espèces de dinosaures à plume aurait, des millions d'années plus tard, donné naissance à l'ancêtre commun à tous les oiseaux.
En 2011, au Canada, onze plumes de dinosaures, colorées (du marron au noir) ont été retrouvées dans de l'ambre, datant de 78 à 79 millions d'années (fin du Crétacé) avec barbes et barbules visibles, semblables à ceux d'oiseaux contemporains, avec des indices d'imperméabilité pouvant laisser penser qu'elles étaient portées par des animaux semi-aquatiques. Divers indices laissent penser que les plumes de dinosaures étaient souvent colorées.

### Reptiles contemporains des dinosaures
De nombreuses lignées qualifiées de reptiliennes vivaient aux mêmes périodes géologiques que les dinosaures, et ont parfois été confondues avec les dinosaures par le cinéma ou la littérature. Les plus connues sont :
- les ptérosaures (qualifiés de reptiles volants) incluant le ptéranodon et le ptérodactyle ;
- les nothosaures, plésiosaures, les pliosaures et les ichthyosaures (qualifiés de reptiles marins), ainsi que les mosasaures (également qualifiés de reptiles marins puisque ce sont des lépidosaures, comme les actuels varans).

Ces lignées ne sont plus aujourd'hui scientifiquement classées comme dinosauriennes.

## Dénomination et classification

Classification phylogénétique simplifiée des dinosaures.

Plus de 500 genres de dinosaures ont été décrits avec certitude, et plus de 1 844 genres sont encore à classer,. La très grande variété de ces animaux a amené les scientifiques  d'une part à organiser la dénomination de chaque genre ou espèce, et d'autre part à construire des systèmes de classification permettant de les regrouper par lignages.

### Dénomination
Les dinosaures sont nommés de façon précise selon leur genre et leur espèce. Souvent, ce nom d'espèce est donné en fonction du nom du lieu de sa découverte comme Iguanodo bernissartensis du nom de la localité de Bernissart, en Belgique, où fut découvert un troupeau de 31 iguanodons, ou bien Saltasaurus, le dinosaure de la rivière Salta en Argentine. Une particularité anatomique peut aussi servir de base pour baptiser une espèce, comme c'est le cas pour le Triceratops, la face à trois cornes. Le nom d'un paléontologue connu peut également être utilisé, comme pour Othnielia du nom d'Othniel Charles Marsh. Avec l'essor de la paléontologie, les noms d'espèces s'internationalisent : historiquement d'origine grecque et latine, ils ont désormais parfois des racines chinoises, mongoles ou africaines comme Nqwebasaurus venant du xhosa, une langue d'Afrique du Sud.

### Tableau récapitulatif
Sur la base du code international de nomenclature zoologique, on peut reconnaitre de 630 à 650 genres de dinosaures, rassemblant plusieurs milliers d'espèces de dinosaures (une trentaine de nouvelles espèces sont décrites tous les ans). Un peu plus de la moitié de ces espèces ne sont représentées que par un seul spécimen (souvent incomplet) et moins de 20 % des espèces sont connues par plus de cinq spécimens. Ce tableau général fournit des liens entre les principaux groupes de dinosaures. On trouvera à droite quelques genres illustrant les ordres et les familles représentés.
| Herrerasauridae |  | Herrerasaurus Staurikosaurus |

| Coelophysoidea |  | Coelophysis Liliensternus Dilophosaurus |

| Ceratosauria |  | Ceratosaurus Majungasaurus Carnotaurus |

| Megalosauroidea |  | Spinosaurus Suchomimus Torvosaurus |

| Avetheropoda |  | Allosaurus Tyrannosaurus Velociraptor |

| Sauropodomorphes basaux |  | Anchisaurus Plateosaurus Massospondylus |

| Sauropodes basaux |  | Mamenchisaurus Shunosaurus Omeisaurus |

| Diplodocoidea |  | Diplodocus Apatosaurus Amargasaurus |

| Macronaria |  | Brachiosaurus Camarasaurus Ampelosaurus |

| Heterodontosauridae |  | Heterodontosaurus Abrictosaurus |

| Thyréophores basaux |  | Scelidosaurus Scutellosaurus |

| Stegosauria |  | Stegosaurus Kentrosaurus Huayangosaurus |

| Ankylosauria |  | Euoplocephalus Edmontonia Ankylosaurus |

| Pachycephalosauria |  | Prenocephale Pachycephalosaurus Stegoceras |

| Ceratopsia |  | Triceratops Protoceratops Torosaurus |

| Ornithopodes basaux |  | Hypsilophodon Agilisaurus Leællynasaura |

| Iguanodontia |  | Iguanodon Edmontosaurus Parasaurolophus |

La lecture de ce cladogramme permet de comprendre, par exemple, pourquoi il est possible d'affirmer que les oiseaux sont des dinosaures, mais aussi des Paraviens, des Maniraptoriens, etc. En effet, en  lisant ce cladogramme de bas en haut, on constate que les oiseaux (Aves) appartiennent à plusieurs clades de plus en plus larges, chaque clade étant inclus dans un clade de rang supérieur : Aves est inclus dans Paraves, Paraves dans Pennaraptora, puis Maniraptora, puis Maniraptoriformes, Coelurosauriens, et ainsi de suite jusqu'à Théropodes, puis Saurischiens et, enfin, Dinosauriens.

## Chronologie des grands groupes
Chronologie des principaux groupes de dinosaures par Holtz (2007).

## Parcs à dinosaures
De très nombreux parcs à dinosaures existent dans le monde. Voici une liste non exhaustive des parcs à thème dans le monde :

### Allemagne
- Dino Park (de).

### Chine
- China Dinosaurs Park.

### États-Unis
- Dinosaur Provincial Park.
- Dinosaur Valley State Park.

### France
- Dinopedia Parc.
- Dino-zoo (Doubs).
- Paleopolis (Allier).

### Italie
- Parco della Preistoria.

### Turquie
- Jurassic Land.

## Musées
De très nombreux musées accueillent des squelettes ou des reconstitutions de dinosaures. Voici une liste non exhaustive des musées les plus importants pour quelques pays du globe :

### Allemagne
- Musée d'histoire naturelle de Berlin.

### Belgique
- Muséum des sciences naturelles (Bruxelles).
- Musée de l'Iguanodon de Bernissart.

### Canada
- Musée royal Tyrrell de paléontologie (Drumheller, Alberta).

### États-Unis
- Musée américain d'histoire naturelle (New York).
- Musée Field (Chicago) .

### France

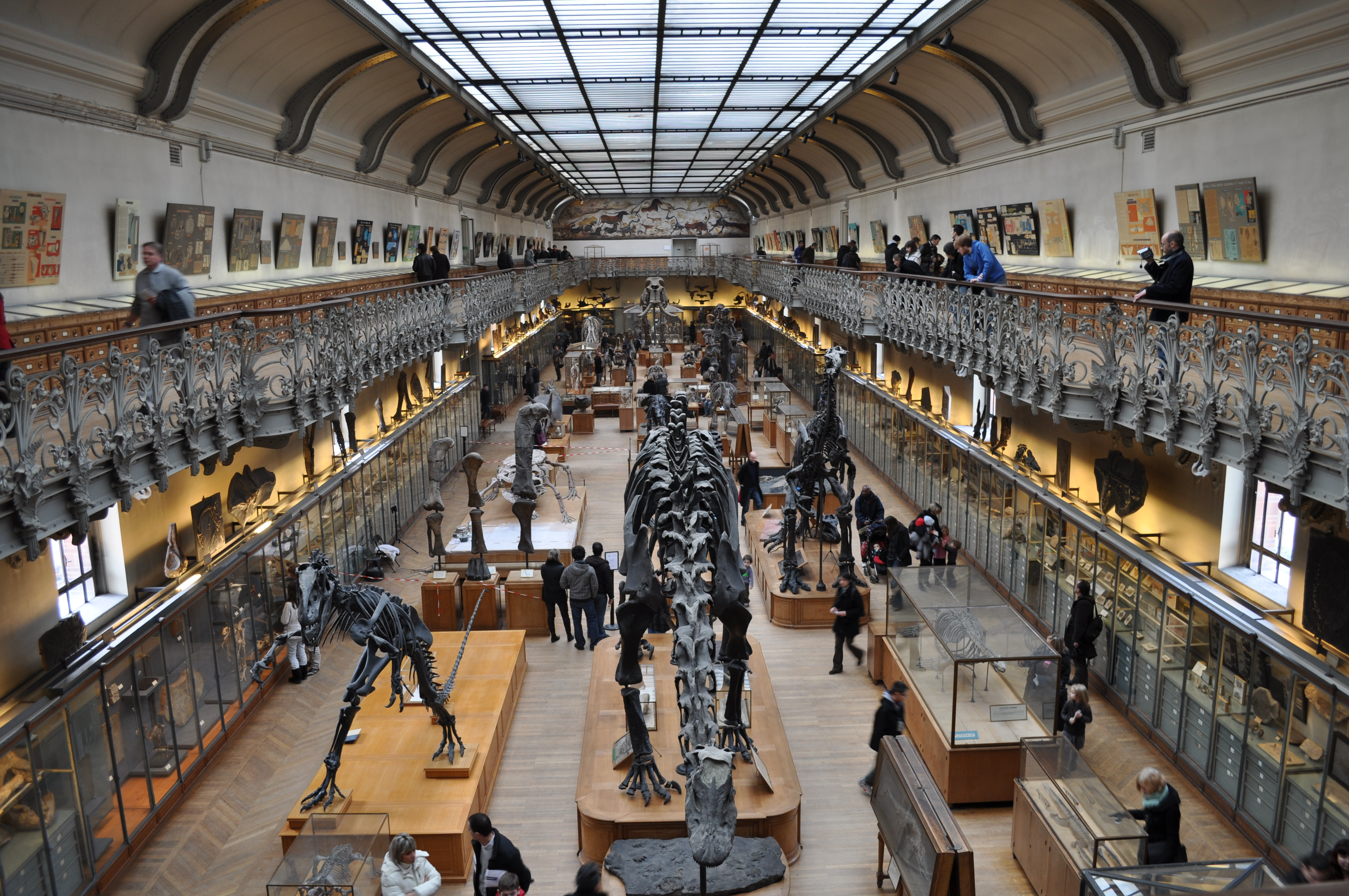
Galerie de Paléontologie et d'Anatomie comparée (Muséum national d'histoire naturelle)

- Muséum national d'histoire naturelle (Paris).
- Musée des Confluences (Lyon).
- Muséum départemental du Var (Toulon).
- Muséum de Toulouse.
- Muséum d'histoire naturelle d'Aix-en-Provence.
- Musée vert, le musée d'histoire naturelle du Mans.
- Dinosauria (à Espéraza, dans l'Aude).
- Musée du Parc de la Plaine des Dinosaures de Mèze (Hérault).
- Musée de l'ACAP de Cruzy (Hérault).

### Royaume-Uni
- Musée d'histoire naturelle de Londres (Londres).

### Suisse
- Muséum d'histoire naturelle de Genève (Genève) — jusqu'au milieu des années 2010.

## Dans la culture

### Arts et littérature
- Gertie le dinosaure est le premier personnage de dessin animé doté d’une personnalité propre, créé en 1904 par le dessinateur Winsor McCay.
- Le Monde perdu, un roman de sir Arthur Conan Doyle publié en 1912.
- Brontosaurus gigantomir roman fantastique de Félicie de Baillehache, dans le supplément littéraire du Figaro du 20 novembre 1921
- Tumak, fils de la jungle (1940) et son remake, Un million d'années avant J.C. (1966), films mettant en scène, des hommes préhistoriques confrontés à des dinosaures.
- Casimir : personnage principal de L'Île aux enfants, une émission de télévision pour la jeunesse dans les années 1970 en France.
- Denver, le dernier dinosaure est une série télévisée d'animation franco-américaine mettant en scène un dinosaure né de nos jours.
- Le Petit Dinosaure est une série de dessins animés produits par Steven Spielberg et George Lucas.
- Nabuchodinosaure est le dinosaure improbable et humoristique de la bande-dessinée du même nom.
- Jurassic Park et Le Monde perdu : romans de Michael Crichton puis films de Steven Spielberg, mettant en scène des dinosaures, de façon assez réaliste. Les deux volets ont connu plusieurs suites : Jurassic Park 3 en 2001 ensuite Jurassic World en 2015, Jurassic World: Fallen Kingdom en 2018 et enfin  Jurassic World: Dominion en 2022.
- Sur la terre des dinosaures (Walking with dinosaurs) : série en six épisodes de Tim Haines, faisant largement appel aux images de synthèse, produite par la BBC en 1999. Ils apparaissent également en caméo au début de la suite "Sur la Terre des Monstres Disparus".
- Dinosaure est un film des studios Disney qui mêle créations en images de synthèse et décors réels.
- Dinotopia : livres illustrés pour enfants puis nouvelles pour adolescents, romans pour adultes, mini-série en trois épisodes et enfin série télévisée.
- Kyōryū Sentai Zyuranger : série de sentai dont le premier mot du titre original signifie dinosaure en japonais.
- Gon : bébé tyrannosaure, héros d'un manga de Masashi Tanaka.
- Nick Cutter et les Portes du temps : série comportant cinq saisons mettant en scène des dinosaures venant de portails spatio-temporels.
- Dinosaur King : série japonaise mettant en scène des enfants avec des dinosaures invoqués par cartes.
- Terra Nova : série américaine mettant en scène des individus venant vivre dans le crétacé supérieur.
- Le Voyage d'Arlo, film d'animation des studios Pixar sorti en 2015.

### Jeux vidéo
Les dinosaures sont omniprésents dans les jeux vidéo. La liste ci-dessous est non exhaustive.
- Yoshi : personnage de jeux vidéo de l'univers de Mario ;
- Horizon Zero Dawn : l'univers post-apocalyptique du jeu, dans lequel évolue l'héroïne Aloy, contient de nombreux dinosaures mécaniques ;
- ARK: Survival Evolved : jeu de survie contenant plus d'une centaine de dinosaures différents ;
- Jurassic World Evolution : jeu de gestion de parc de dinosaures inspiré du film Jurassic World, et sa suite Jurassic World Evolution 2 ;
- King Kong : reprenant le film homonyme de 2005, de nombreux dinosaures sont visibles ;
- MapleStory ;
- Warcraft.
- T. Rex Game